# Limousin (ancienne région administrative)
Cet article a pour sujet le Limousin en tant qu'ancienne région administrative et collectivité territoriale supprimée en 2015. Pour plus d'informations sur la province d'Ancien Régime, voir l'article Limousin (province). Pour les autres significations du nom Limousin, voir Limousin .
1960–2015
Entités suivantes :
- Nouvelle-Aquitaine

Le Limousin (Lemosin en occitan) est une ancienne région administrative, issue d'une région historique et culturelle française et qui était composée des trois départements de la Corrèze (19), de la Creuse (23) et de la Haute-Vienne (87). Elle est située en totalité dans la partie nord-ouest du Massif central. Ses habitants sont appelés les Limousins.
Le Limousin était l'une des quelques régions administratives françaises (avec la Franche-Comté et l'Auvergne) à posséder une cohérence culturelle et territoriale bimillénaire. Ses frontières sont à peu de chose près les mêmes que celles de la cité gallo-romaine des Lémovices. Faisant intégralement partie de l'Occitanie historique dont elle constitue une bordure septentrionale, la région administrative Limousin était principalement issue du regroupement des anciennes provinces du Limousin et de la Marche, mais elle correspondait surtout à l'ancien diocèse de Limoges, lui-même issu, avec quelques modifications sur les marges, de la cité des Lémovices. Le comté carolingien de Limoges occupait aussi le même espace. La province fut, de l'Antiquité au XIIe siècle, une composante essentielle du duché d'Aquitaine.
Région rurale, de tradition agricole (élevage et sylviculture) et industrielle, le Limousin appartient au Grand Sud-Ouest français. Il est bordé au nord par le Berry, à l'ouest par l'Angoumois et le Poitou, au sud par le Quercy et le Périgord et à l'est par l'Auvergne.
Comptant 738 633 habitants répartis sur près de 17 000 km2, c'était la deuxième région la moins peuplée de France métropolitaine après la Corse. Sa démographie, dominée par le poids de son chef-lieu, Limoges, dont l'aire urbaine regroupe environ 37,7 % de la population régionale, était caractérisée par une hausse de la population significative ces dernières années, en particulier le long des axes principaux, et un solde migratoire positif. En revanche, le taux de fécondité est faible et le taux de personnes de plus de 60 ans est le plus élevé de France.
Dans le cadre de la réforme territoriale, le Limousin a fusionné au 1er janvier 2016 avec les régions Poitou-Charentes et Aquitaine. Le nom de cette région est Nouvelle-Aquitaine, nom définitif en remplacement du nom provisoire « Aquitaine-Limousin-Poitou-Charentes ».

## Étymologie
Le terme Limousin est le résultat moderne de l’occitan Lemosin, lui-même issu de Lemovices, nom du peuple gaulois installé depuis le IIIe siècle av. J.-C., au moins, dans cette région. Le nom Lemo (« orme ») et vices (« qui vainquent »), signifie « vainqueurs avec l’orme » (du bois de leurs lances). Au Bas-Empire, ce peuple donnera aussi son nom à sa métropole, Augustoritum, rebaptisée civitas Lemovicum et qui donnera Limoges.

## Géographie

### Situation

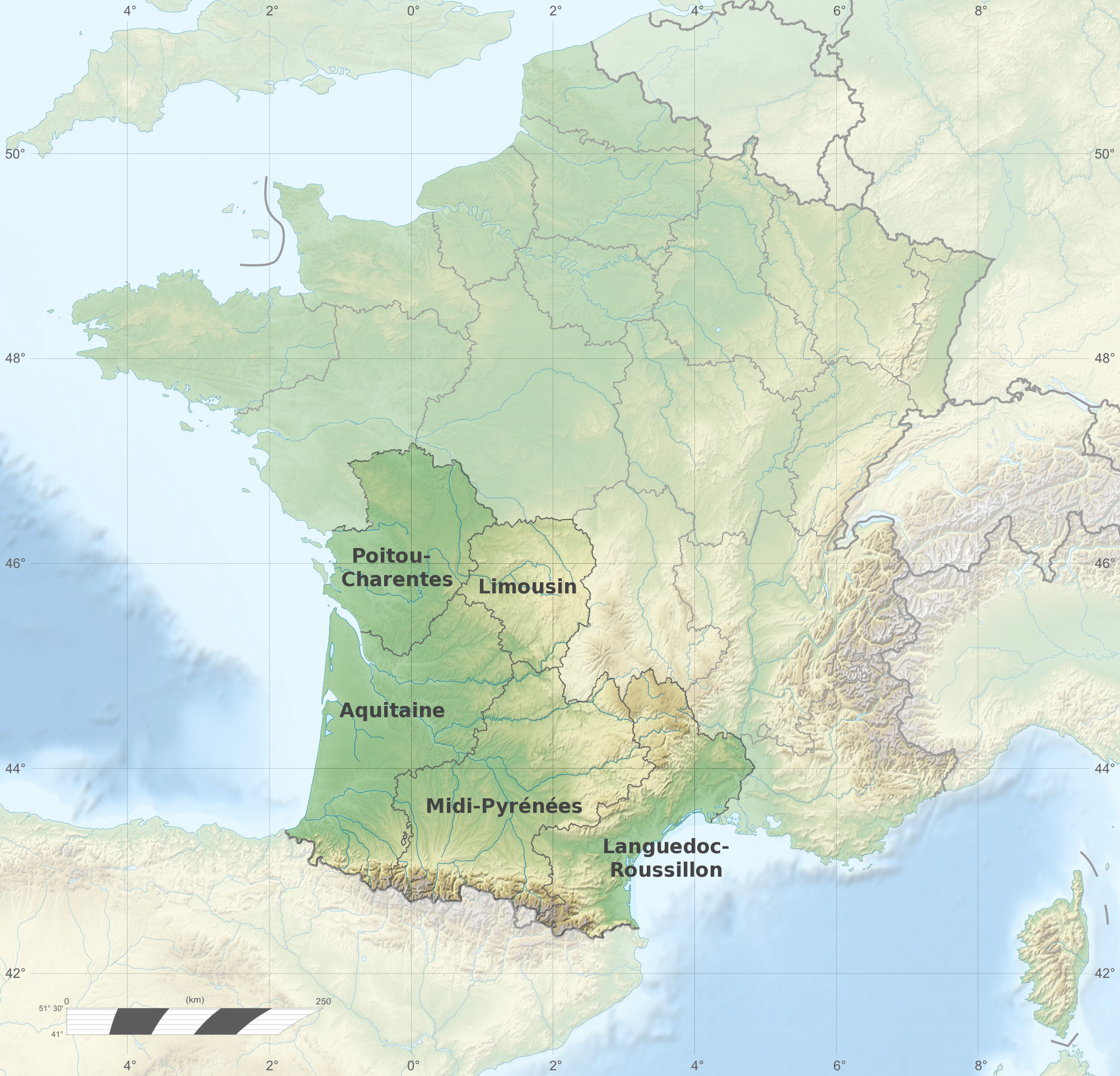
Le Limousin et le Grand Sud-Ouest français.

Formant la partie nord-ouest du Massif central, le Limousin était bordé par cinq régions (Poitou-Charentes, Centre-Val de Loire, Auvergne, Midi-Pyrénées, Aquitaine) et neuf départements (Charente, Vienne, Indre, Cher, Allier, Puy-de-Dôme, Cantal, Lot, Dordogne).
La région appartenait au Grand Sud-Ouest français et était en relation avec les deux pôles majeurs que sont Bordeaux et Toulouse.
La capitale régionale, Limoges, se situe à environ 400 km au sud de Paris, 290 km au nord de Toulouse, 220 km au nord-est de Bordeaux et 200 km à l'ouest de Clermont-Ferrand. La station balnéaire la plus proche, Royan, sur la côte de Beauté, se situe à 178 km en distance orthodromique à l'ouest de Limoges, tandis que les premiers sommets de plus de 1 000 mètres d'altitude, en Auvergne, sont éloignés de moins de 20 km de la limite du Limousin.

### Hydrographie
Le Limousin est parfois surnommé territoire « château d'eau »,, car de nombreux cours d'eau y prennent leur source. Parmi ceux-ci, une partie appartient au bassin versant de la Loire (Vienne, qui est le seul cours d'eau à arroser les trois départements, Gartempe, Briance, Creuse, Petite Creuse, Cher, Taurion, Maulde), une autre au bassin versant de la Dordogne (Corrèze, Vézère, Auvézère, Diège, Luzège, Isle, Dronne). La Charente qui prend sa source à Chéronnac en Haute-Vienne et la Dordogne sont les deux fleuves passant dans la région.
La région possède un grand nombre d'étendues d'eau. La plus vaste d'entre elles est le lac de Vassivière, qui s'étend sur environ 1 000 hectares à cheval sur la Haute-Vienne et la Creuse. Les autres principaux lacs sont en général formés par des barrages, dont certains sont parmi les plus importants de France (lac de Saint-Pardoux, lac de Bort-les-Orgues, lac de Lavaud-Gelade, lac de Lavaud). En tout, la région abrite 12 000 hectares de plans d'eau, et 39 retenues de barrage.

### Géologie

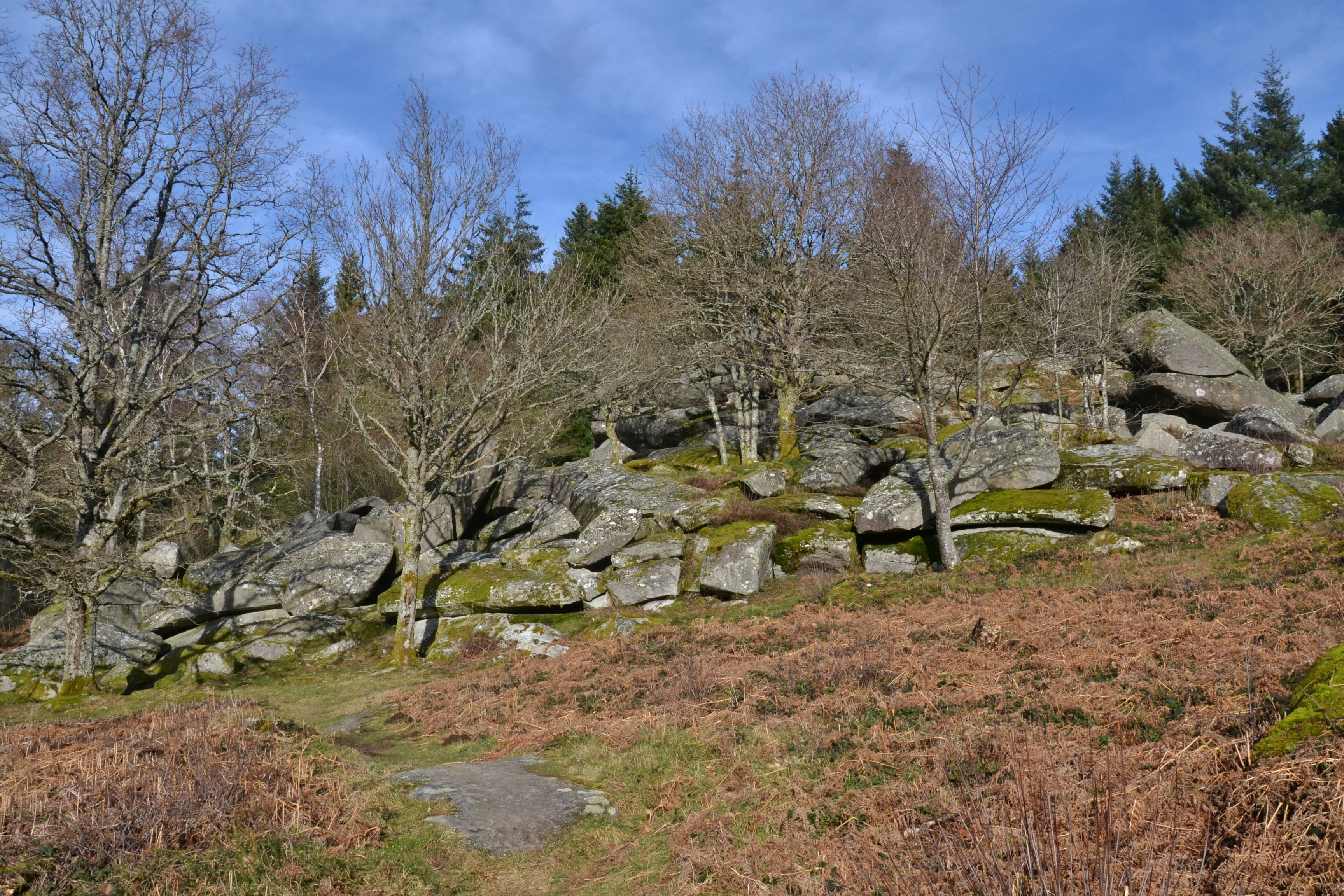
Un chaos granitique typique du Limousin : le site des Pierres Civières, dans les monts de Guéret.

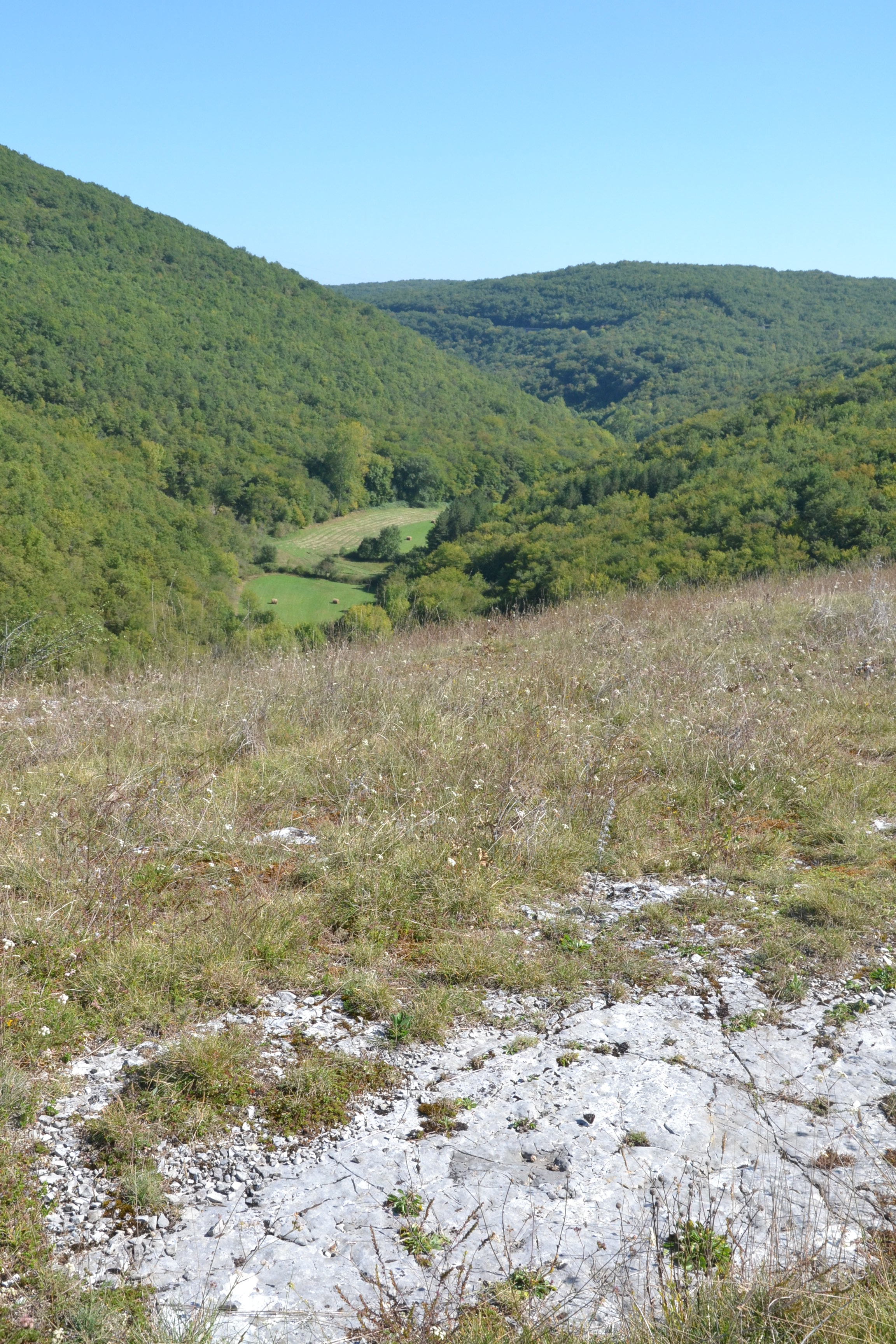
Affleurement calcaire du bassin de Brive.

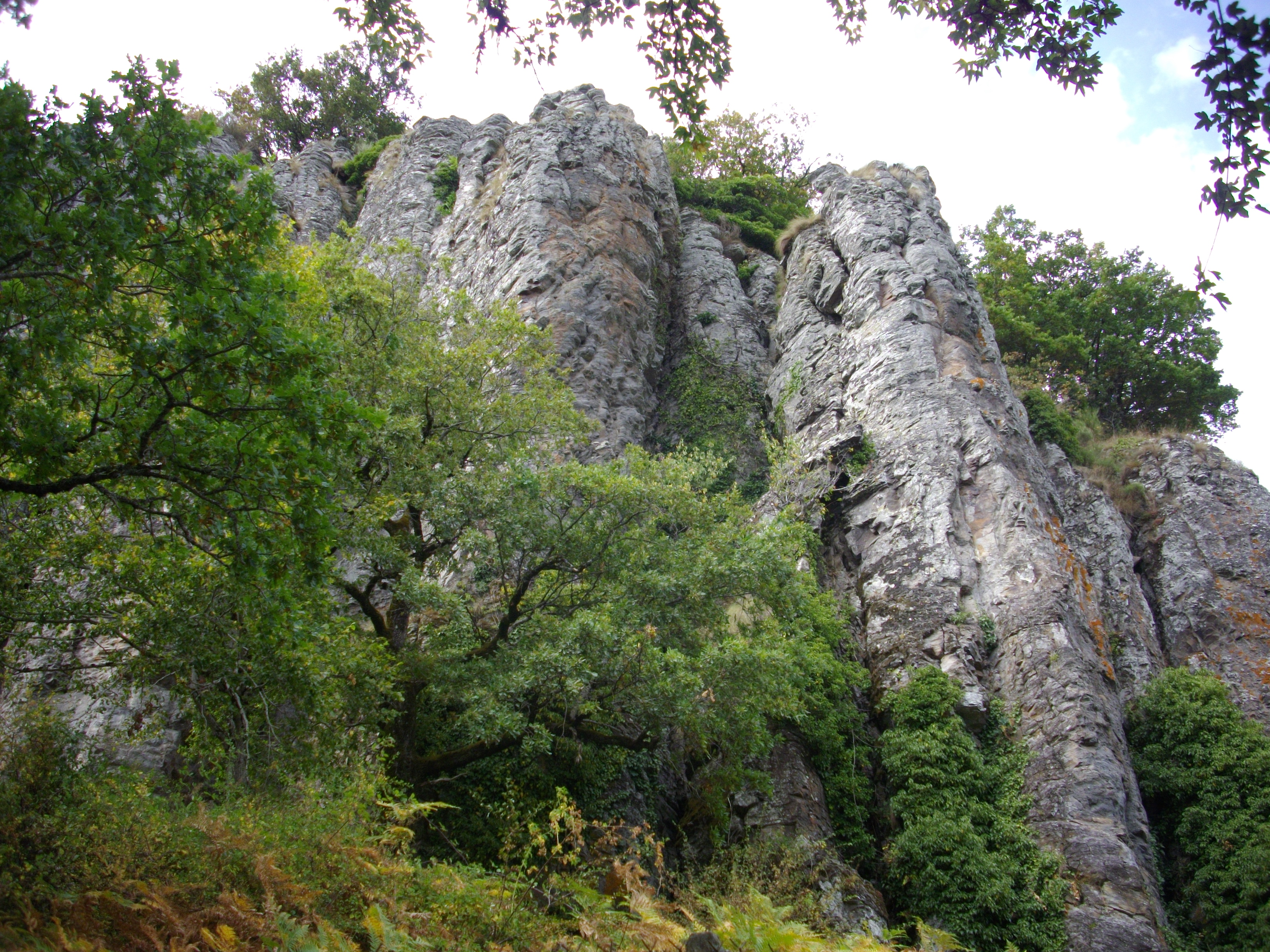
Une structure magmatique effusive : les orgues de Bort, en bordure orientale du Limousin.

Sur le plan géologique, le Limousin appartient presque en totalité au Massif central, dont il constitue, à l'ouest de la faille du sillon houiller (accident géologique majeur de plus de 900 kilomètres de long), la partie occidentale. Le Limousin est donc une toute petite partie de la vieille chaîne hercynienne. Celle-ci englobe le Massif central, le Massif armoricain, les massifs des Vosges et la Forêt Noire, le massif des Ardennes, ainsi que ceux du Harz (Allemagne) et de l'Oural (Russie).
La région Limousin est donc presque totalement constituée de terrains cristallins remontant à l’ère primaire, terrains qui ont été plissés et transformés lors de la formation de cette chaîne hercynienne. Cette orogenèse s'est accompagnée de la montée de granites, provoquant des circulations hydrothermales qui ont permis le dépôt des substances métalliques dans les zones de fracture ; il en résulta des minéralisations qui ont donné lieu par le passé, à de petites exploitations.[réf. nécessaire]
À ces minéralisations métalliques s'ajoutent deux petits gisements de houille en Creuse, à Ahun et à Bosmoreau-les-Mines.
Une première lecture rapide de la carte géologique de la région permet de découvrir qu'une faille, dite « faille d'Argentat », orientée approximativement nord-sud, le divise en deux parties de surface analogue (d'autres failles existent dont celles de la Marche au nord de la région, d'Arrènes…), et de constater que granites, schistes, gneiss dominent largement ce paysage géologique.
Le bassin de Brive (Corrèze) échappe à ce constat étant de structure sédimentaire, dans la continuité des régions voisines du Périgord et des causses du Quercy. Il existe également dans le nord de la région, en Creuse, d'autres bassins sédimentaires plus petits dont celui de Gouzon.
À l'est, prédominent des roches magmatiques, granites et leucogranites. Ces roches constituent, entre autres, le plateau de Millevaches, d'orientation nord-sud et d'environ 100 kilomètres de long, et le massif granitique de Guéret. Toutefois, elles apparaissent également à l'ouest de la faille au sein de massifs plus modestes tels que celui d'Ambazac (Haute-Vienne), de Blond, d'Aureil (Haute-Vienne). L'extrémité orientale du Limousin, qui jouxte l'Auvergne, abrite de rares mais imposants affleurements volcaniques, dont l'exemple principal correspond aux orgues de Bort, structure de phonolite dominant la vallée de la Dordogne.
À l'ouest, les roches métamorphiques sont majoritaires. De telles roches apparaissent également à l'est de la faille autour d'Égletons (Corrèze) et de Ussel (Corrèze), de La Courtine (Creuse) et de Felletin (Creuse).

### Relief et géomorphologie
Le Limousin est situé sur la bordure nord-ouest du Massif central. Il est occupé en son centre et à l'est par le plateau de Millevaches, vaste région humide peu peuplée dont l'altitude varie globalement entre 600 et 1 000 m. Ses points les plus élevés sont le point culminant du Mont Bessou (977 m) puis le Puy Pendu (973 m) et le Signal d'Audouze (953 m).
Le reste de la région est partagé entre vallées bocagères et verdoyantes (vallées de la Vienne, de la Creuse, de la Vézère…), gorges boisées (Dordogne, Diège, Luzège…), bas plateaux semi-bocagers (Marche, plateau limousin, plateau d'Uzerche) et plaines maraîchères (bassin de Brive et Yssandonnais). Plusieurs petits massifs, reliés entre eux par des plateaux et des vallées, composent ce qu'on appelle couramment les Monts du Limousin au sud, et Monts de la Marche au nord, qui se présentent de la Charente limousine aux Combrailles. Le relief général de la région est celui d'un plateau complexe et doucement vallonné.
Ce relief plutôt plan est le fruit de l'usure du socle hercynien par les bouleversements climatiques de l'ère tertiaire puis de l'ère quaternaire. Épargné par le volcanisme auvergnat, exception faite des Orgues de Bort et du puy de Manzagol à l'extrême-est, mais fortement soumis à l'érosion dont en témoigne le modelé alvéolaire typique du plateau de Millevaches, « le vrai caractère du paysage limousin, c'est celui des formes d'échelle moyenne, […] : collines, vallons et vallées ».

### Paysages

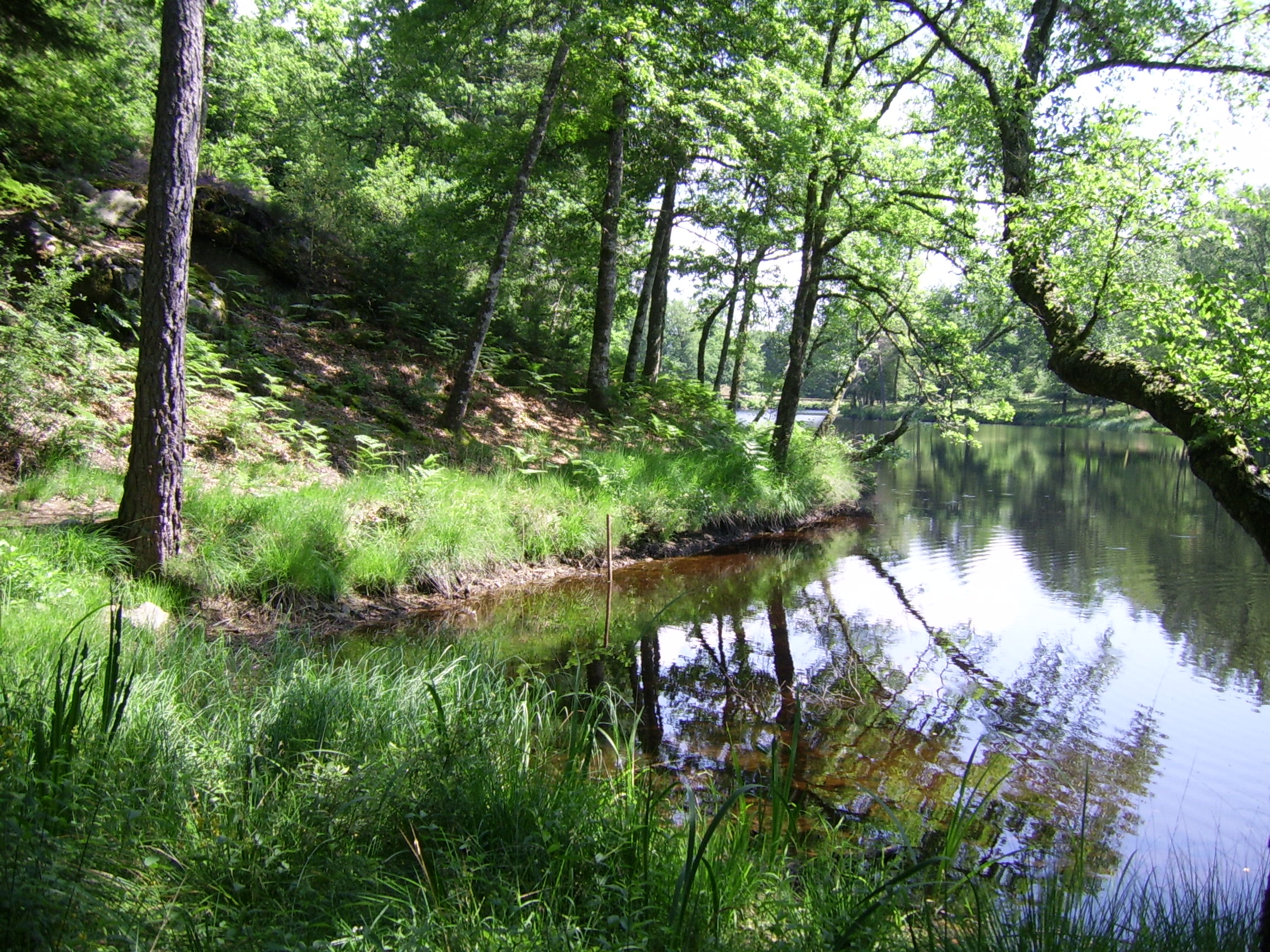
Paysage typique limousin : étang, forêt, végétation.

Les paysages du Limousin sont caractéristiques du milieu soumis à la fois à l'influence océanique et à celle de l'altitude. L'étagement progressif de la région d'ouest en est et l'histoire agricole et forestière du Limousin ont produit des paysages de semi-bocage, appelé « campagne-parc ». Constitué aux XVIIIe et XIXe siècles, le bocage est encore relativement dense dans le secteur de Gouzon, en Creuse, ou encore sur le plateau limousin, dans le sud de la Haute-Vienne. Il est bien plus altéré au nord de la région. La partie la plus élevée du Limousin (Montagne limousine) se partage entre herbages, forêt plantée de conifères, et quelques secteurs de landes à bruyères et tourbières.
Si le paysage limousin est largement le fruit des activités économiques (bocage lié à l'élevage, forêts consécutives au reboisement artificiel après l'abandon des terres exploitées avec l'exode rural), le sol granitique sur l'essentiel du territoire, et calcaire à son extrémité méridionale, ont un rôle dans cette définition.

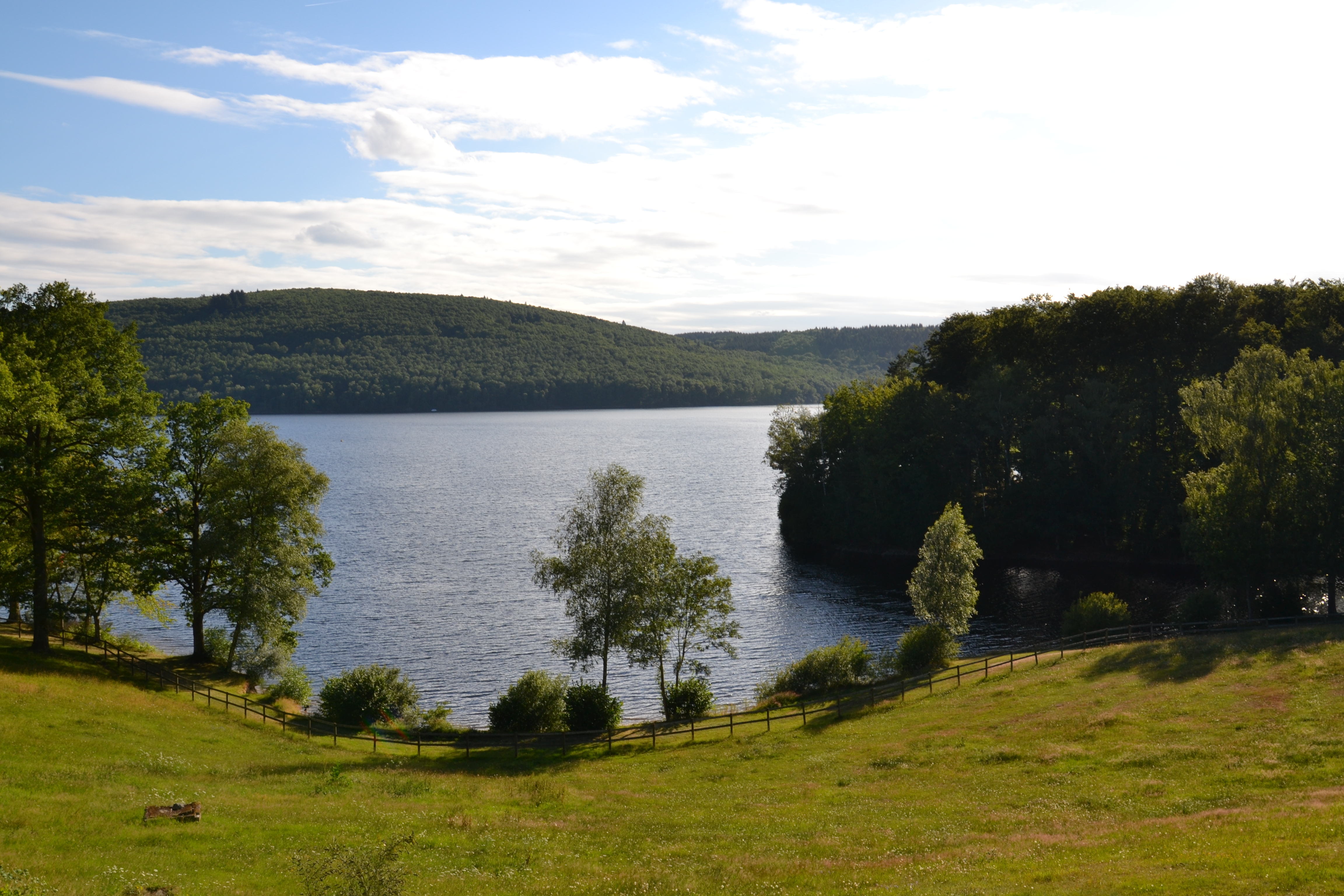
Le Lac de Vassivière, entre Creuse et Haute-Vienne.
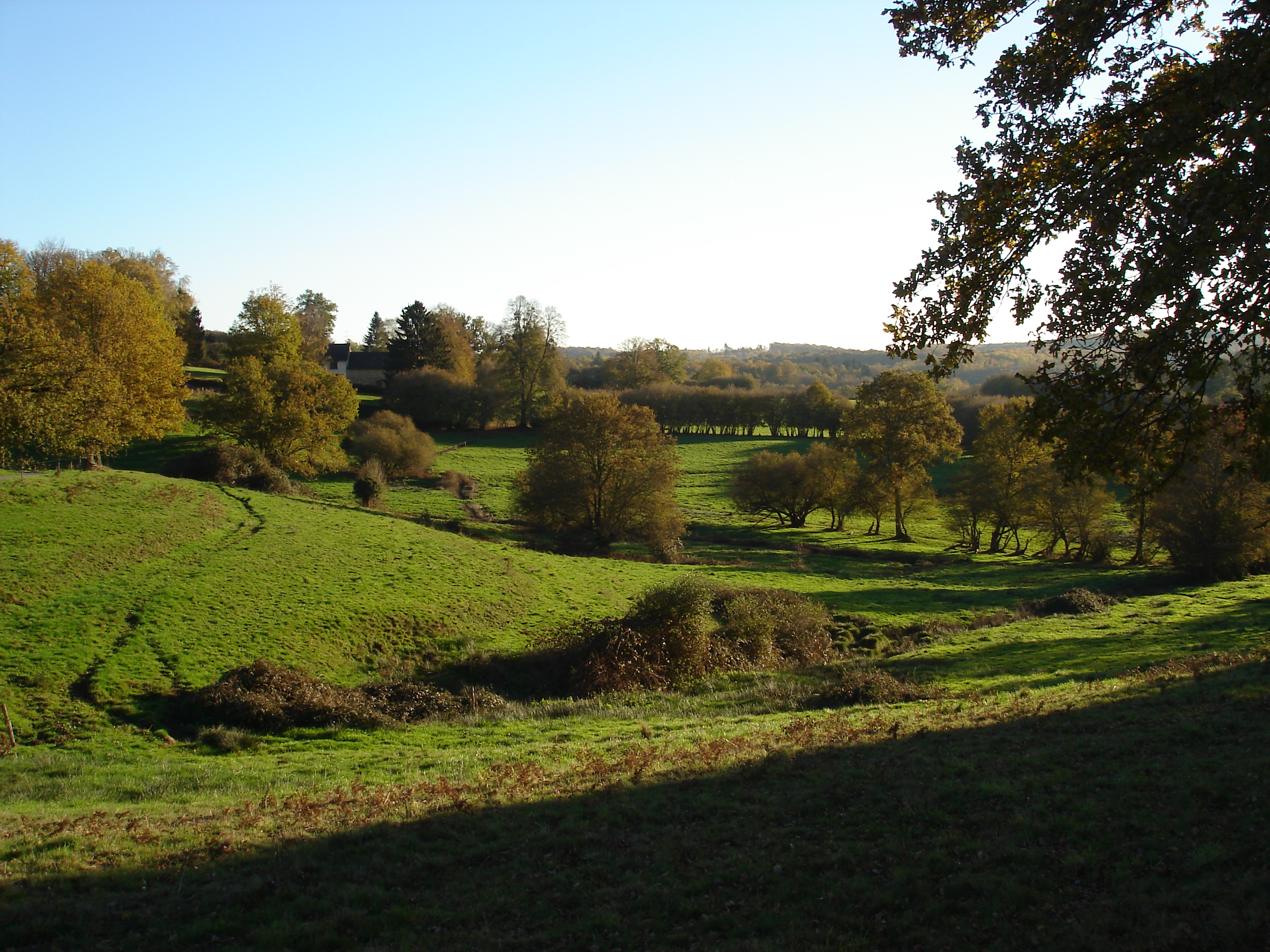
Paysage typique de la Creuse.
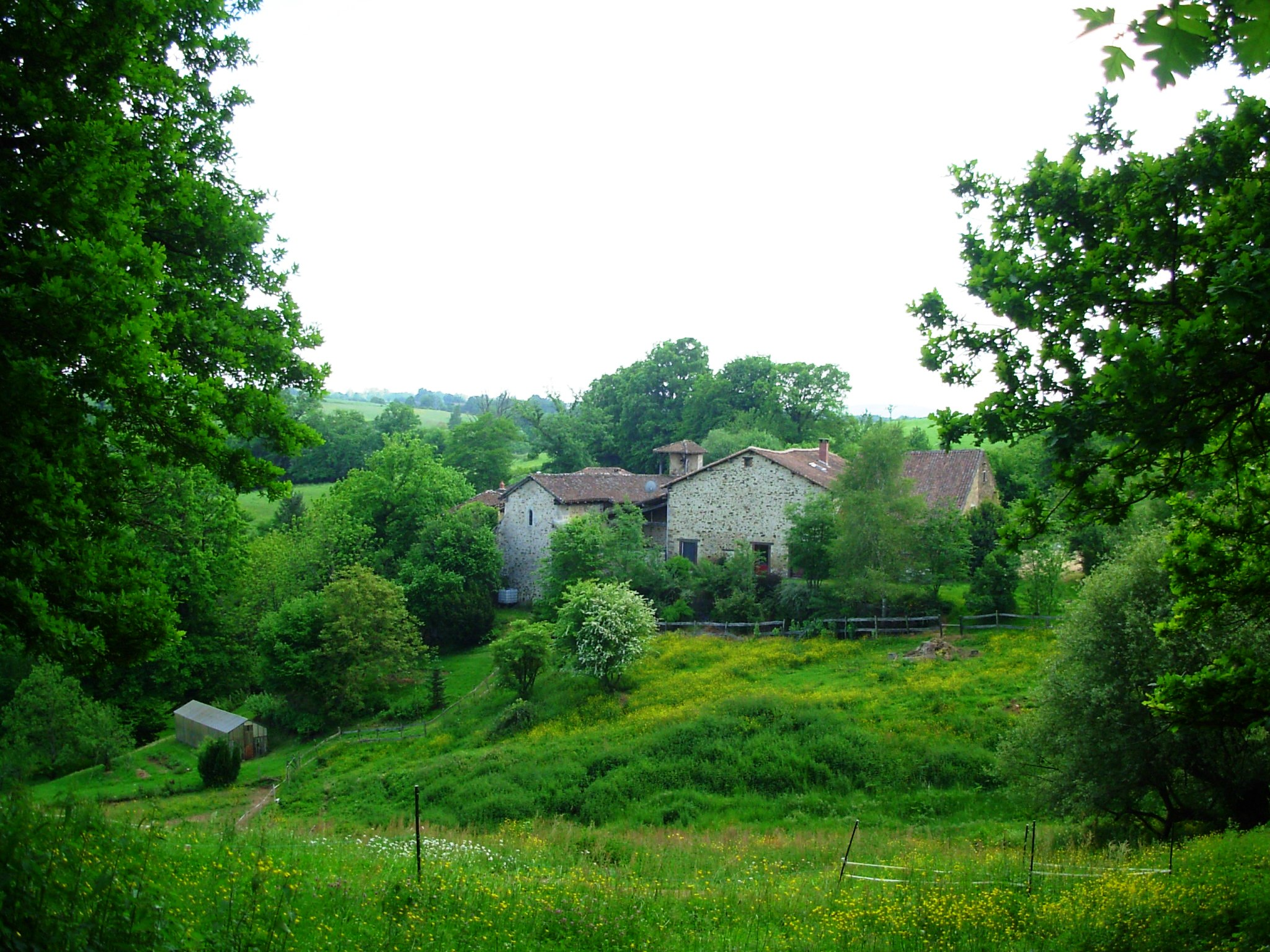
La châtaigneraie limousine en Haute-Vienne.
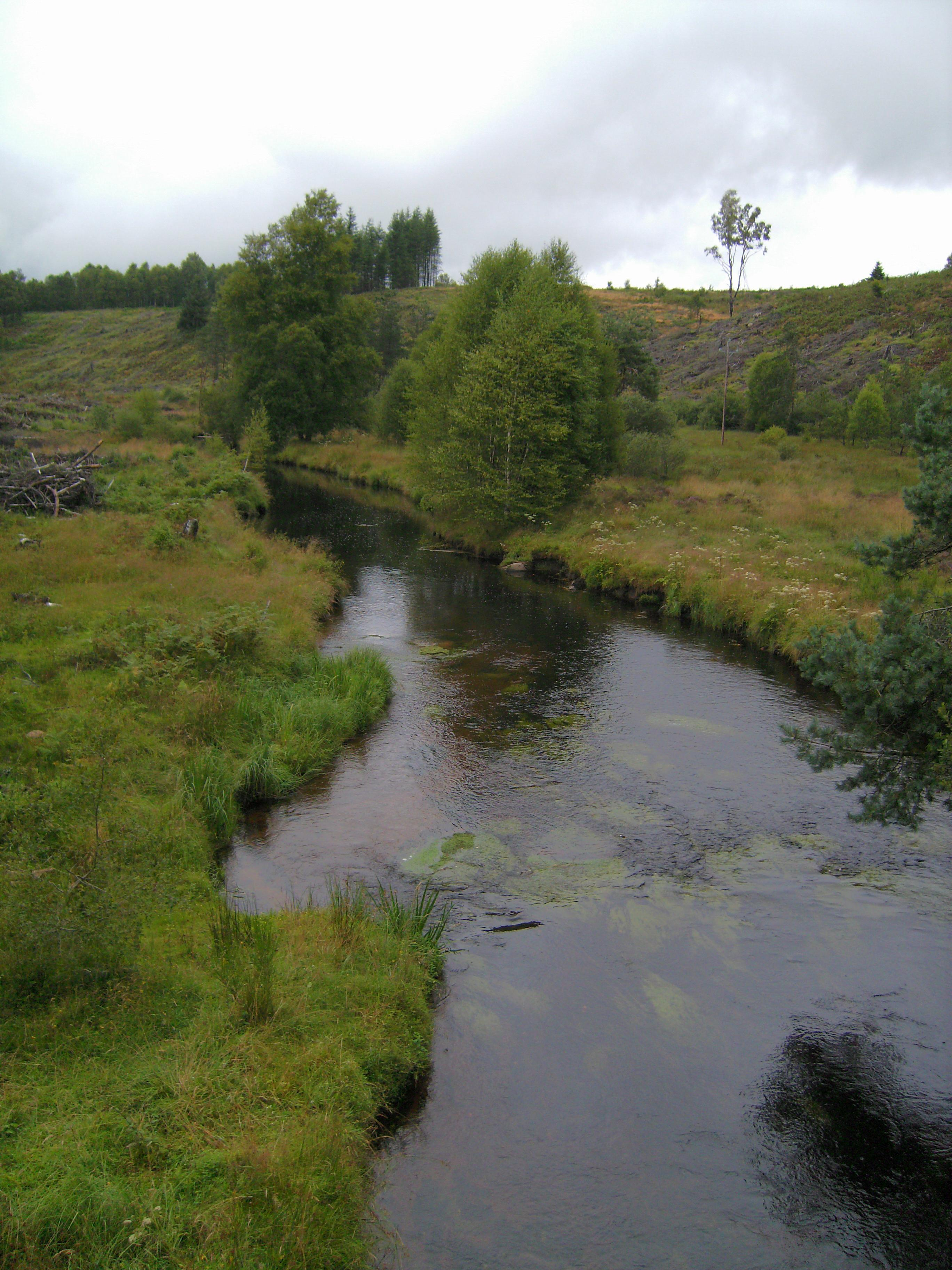
La Vienne sur le plateau de Millevaches.
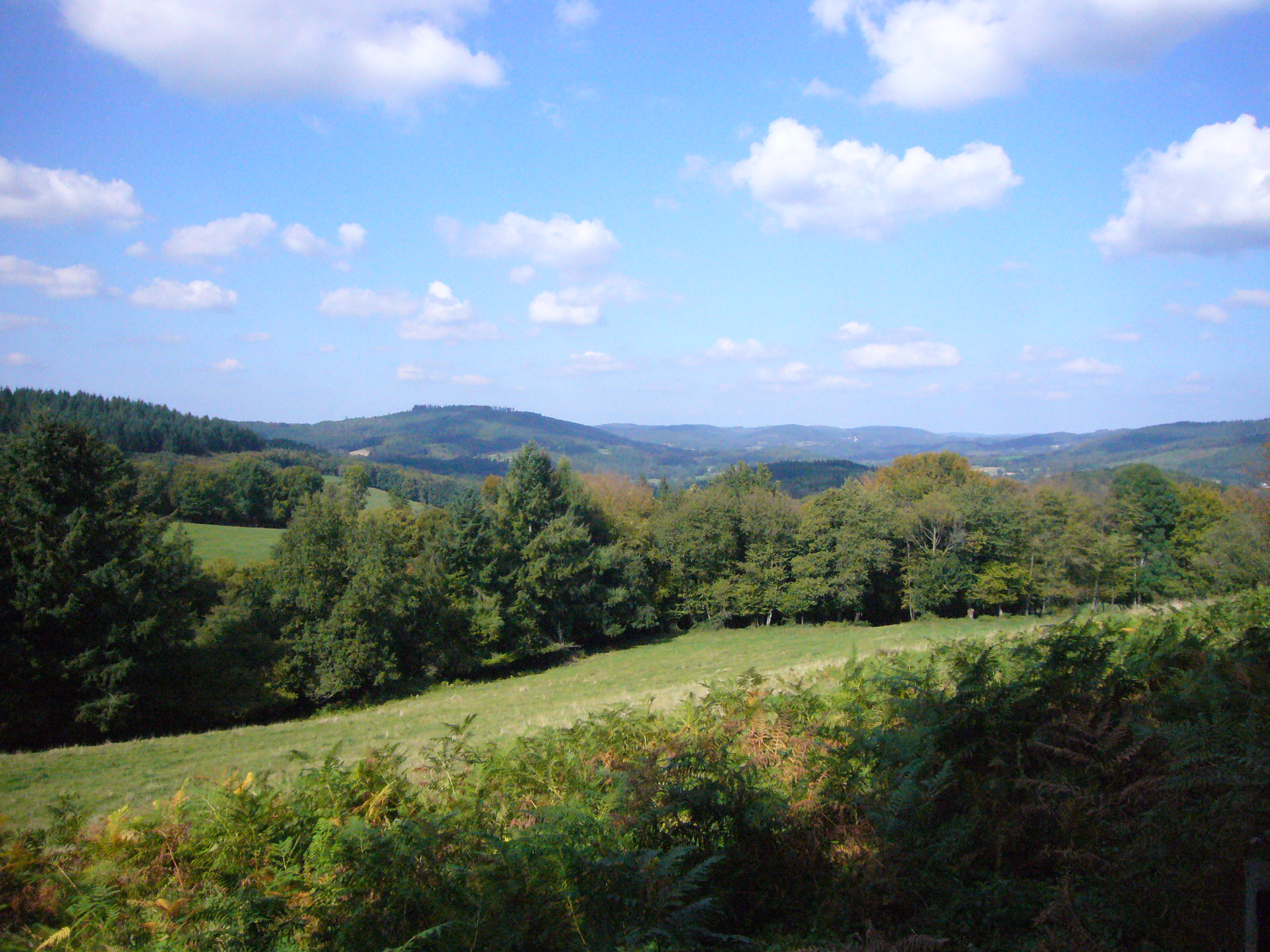
Paysage des contreforts du haut plateau de Millevaches, près de Nedde, en Haute-Vienne.
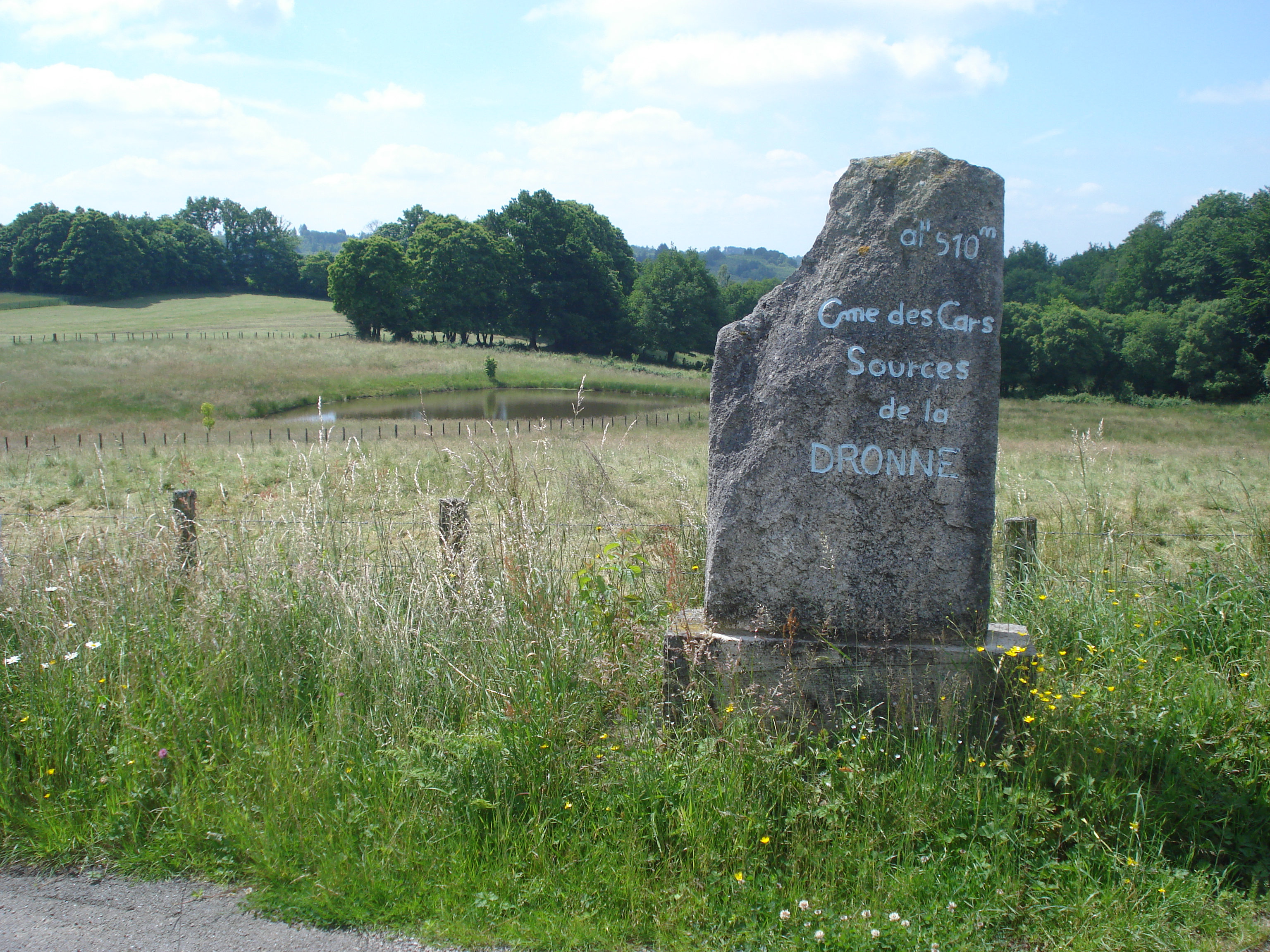
La source de la Dronne, aux Cars, en Haute-Vienne.
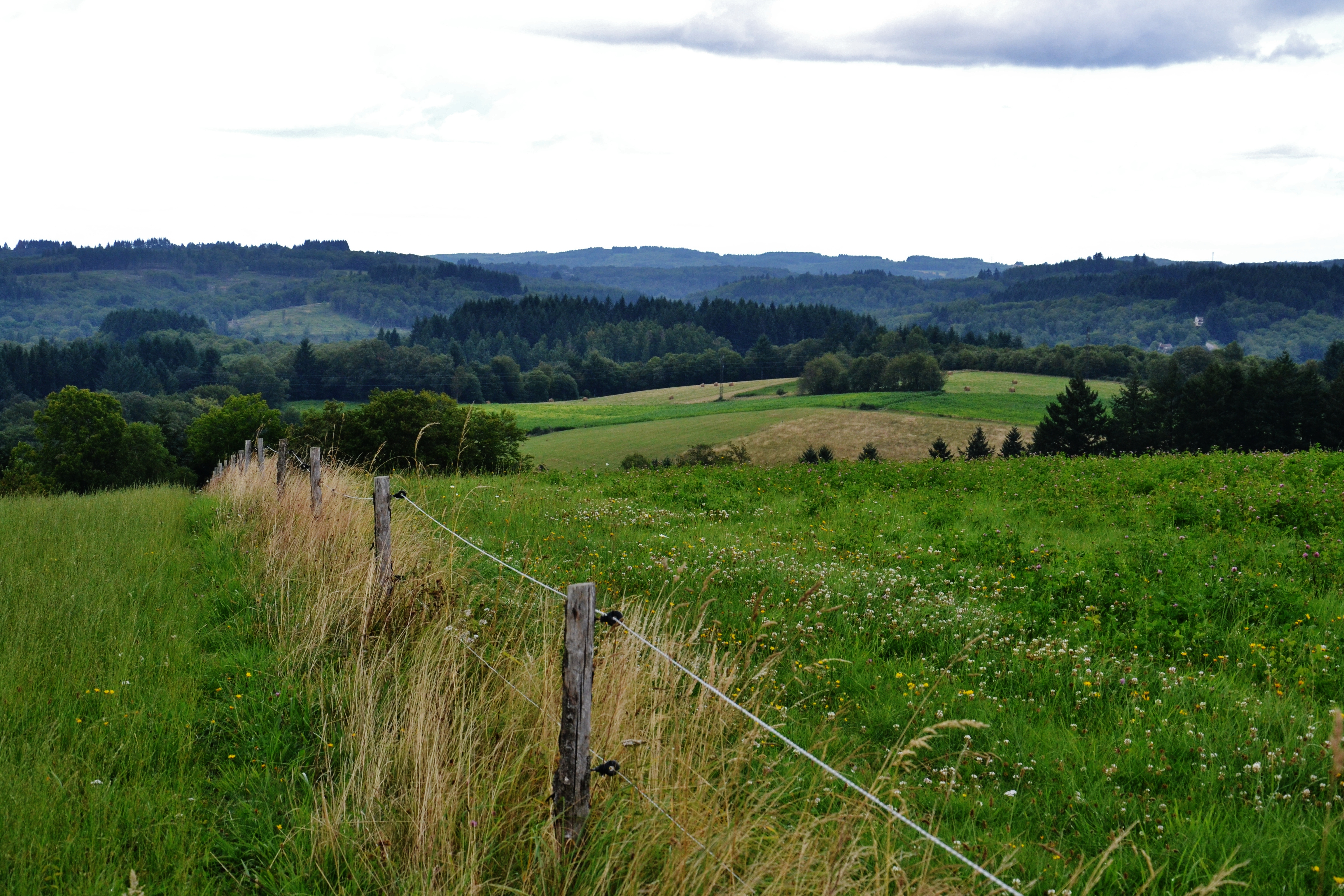
Les monts d'Ambazac.
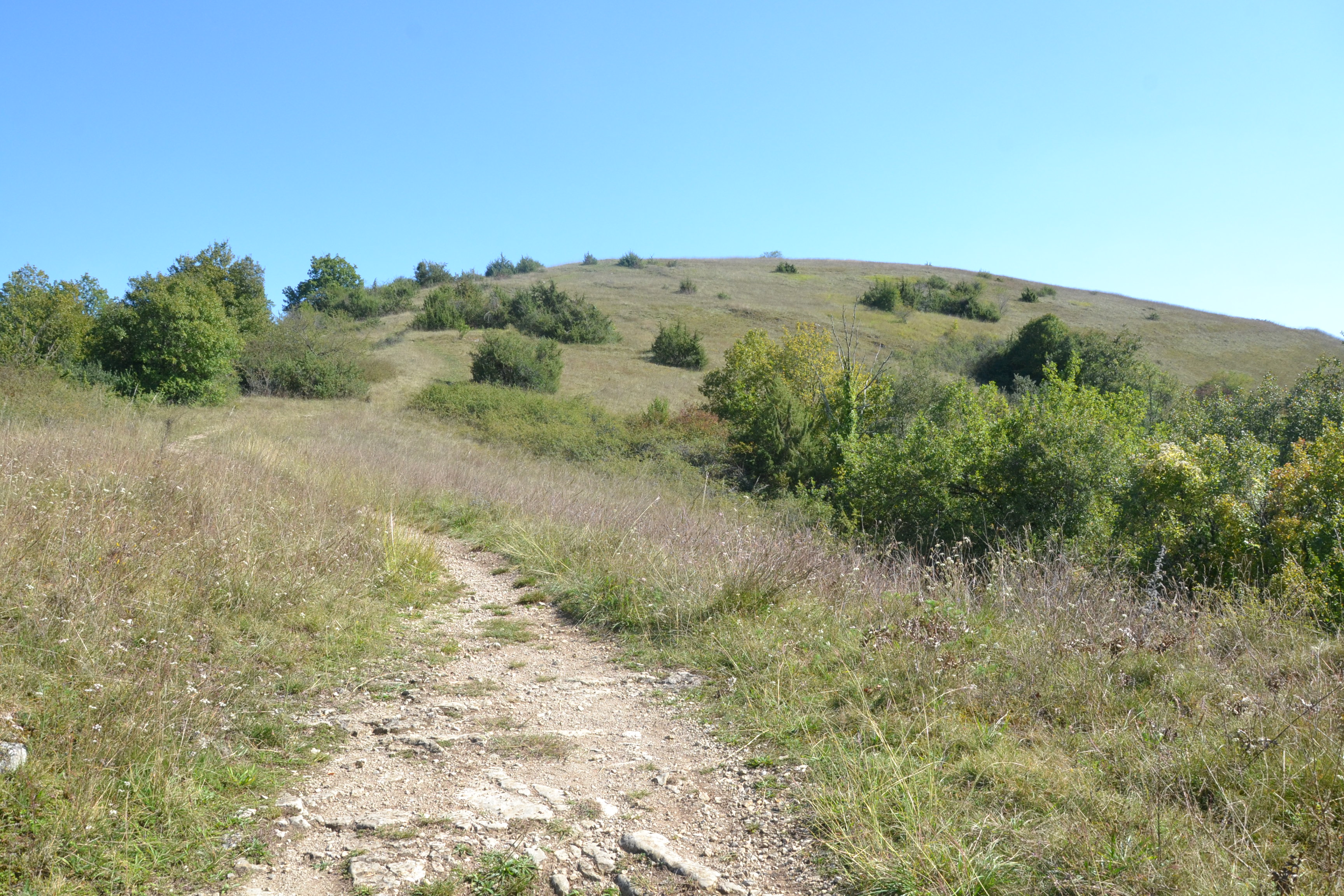
La Côte pelée, à Chasteaux (Corrèze).
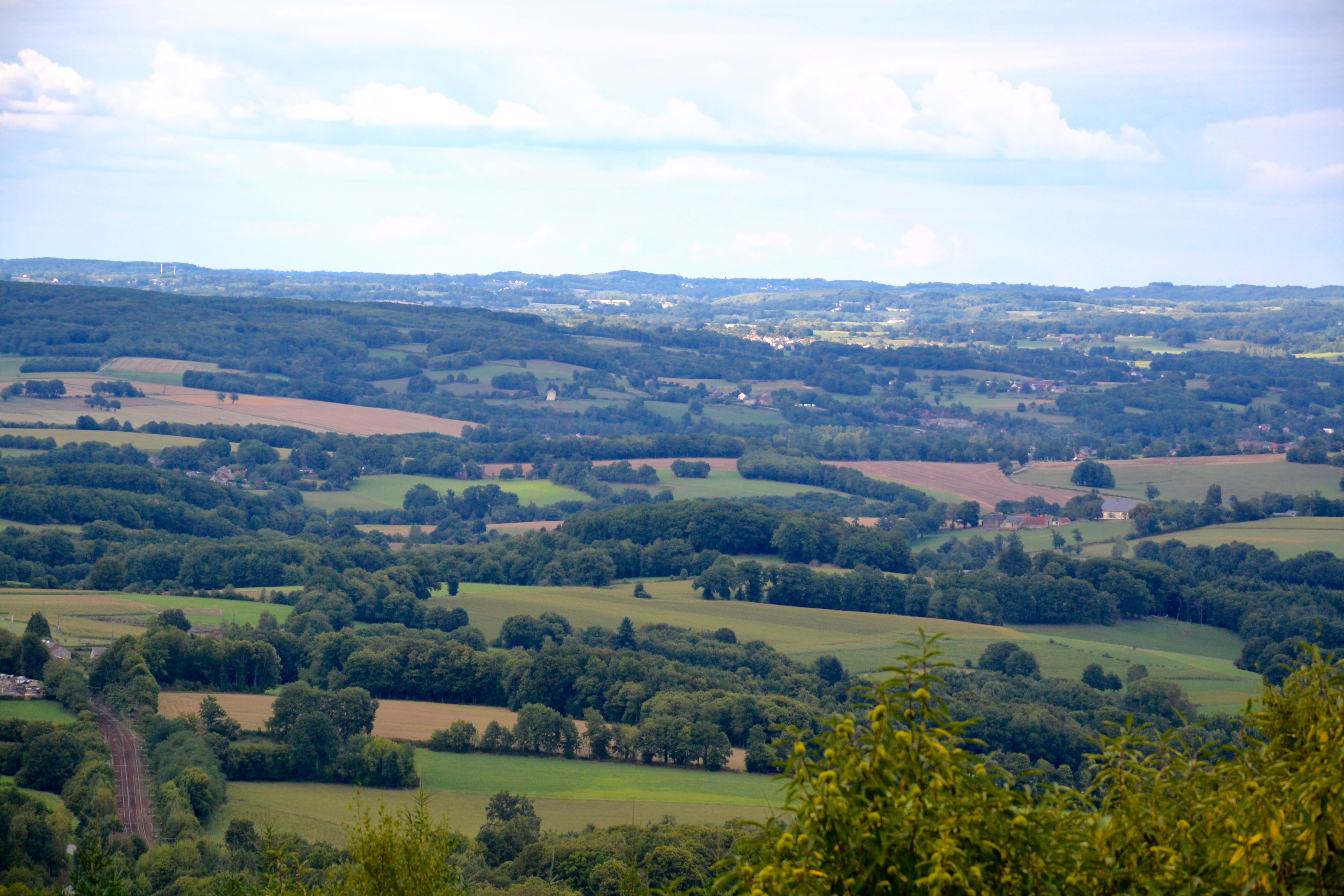
Les bas plateaux marchois, près de La Souterraine

### Flore

Réserves et parcs naturels en Limousin.

Le Limousin abrite 4 % de la totalité des forêts françaises[réf. souhaitée].
La région est occupée par plusieurs zones humides et tourbières (tourbière du Longéroux en Corrèze notamment), dont une des plus importantes, la tourbière des Dauges, est classée réserve naturelle nationale.
Le châtaignier est l'arbre symbole du Limousin, qui se retrouve dans le logo du Conseil régional.

### Faune
La loutre, autrefois très présente, a disparu de beaucoup d'endroits de France. Les dernières populations ont trouvé refuge dans les eaux pures du plateau de Millevaches. Aujourd'hui, grâce aux mesures de protection juridique et à l'action d'associations de préservation de la nature, on observe un début de repeuplement naturel des cours d'eau de la région.
Couvrant une partie importante de la région, les forêts sont principalement peuplées de sangliers, de chevreuils et de renards. Les rapaces restent abondants (buses et éperviers), tout comme les hérons, grenouilles, rongeurs (en particulier les lapins et les ragondins).
Le Limousin se situe également dans un important couloir de migration, notamment pour les grues cendrées dont le passage dans un sens puis dans l'autre marque le début de l'hiver puis le retour du printemps.
Le Limousin est connu comme la région des derniers loups de souche française. En 1923, le loup n'occupe plus qu'un petit pour cent du territoire français, contre environ 50 % à la fin du XIXe siècle. Les loups quittent la Creuse vraisemblablement avec la construction du chemin de fer. Les derniers spécimens sont vus en 1914 près d'Aubusson. En Corrèze, c'est en 1910.
Les derniers loups de France s'abritent, outre le plateau de Langres, dans une zone allant approximativement de Montmorillon au nord à Sarlat-la-Canéda au sud, et de Limoges à l'est à Angoulême à l'ouest. Puis l'occupation des animaux se resserre sur l'actuel territoire du parc naturel régional Périgord Limousin ainsi que la Charente limousine. Officiellement le dernier loup limousin est tué à Sussac en 1926. Mais de nombreux témoignages font état de loups vus voire tués dans la région, dans les années 1930 et années 1940.

### Climat
Le relief module les aspects océaniques du climat limousin. La montagne subit les rudesses du climat en hiver avec une longue période enneigée et des gels persistant tard au printemps. Les plateaux connaissent un climat plus tempéré malgré des hivers froids, les printemps sont doux et les étés chauds. C'est un climat de transition entre la montagne limousine et le bassin de Brive qui subit, quant à lui, l'influence océanique de l'Atlantique. les hivers sont doux, les étés chauds et secs. Les températures moyennes sur l'année sont de 10,5 °C avec un minimum de 0 °C l'hiver et un maximum de 20 °C en été, pouvant atteindre 32 °C en pointe dans le bassin. Le soleil brille sur la région en moyenne 1 850 heures par an.

## Histoire
Au VIe siècle, la région passa sous la domination des Francs, puis fut désintégrée en plusieurs vicomtés qui ont régné pendant des siècles par la maison d'Anjou-Plantagenet. En 1607, elle est tombée sous le contrôle direct de la couronne française. La partie nord de l'ex-région administrative correspond en vérité à l'entité historique de la Marche.
La région Limousin fut recréée en 1960 lors de la mise en place des nouvelles régions administratives françaises. En 1972, la région devient un établissement public dirigé par un préfet de région. Les lois de décentralisation de 1982 ont conféré aux régions des pouvoirs plus étendus. En 1986, les conseils régionaux ont été élus au suffrage direct pour la première fois.
Au 31 décembre 2015, la région administrative Limousin cesse d'exister. Regroupée avec les régions Aquitaine et Poitou-Charentes, une région élargie, au nom provisoire d'Aquitaine-Limousin-Poitou-Charentes, les remplace au 1er janvier 2016.

### Période gallo-romaine
Selon Jules César dans la Guerre des Gaules, l'actuelle région était habitée avant la conquête romaine par la tribu des Lémovices qui joua un grand rôle dans la résistance gauloise. La capitale de cette tribu à la fin de l'indépendance gauloise était probablement le très vaste oppidum de Villejoubert recouvrant environ 300 ha au confluent de la Vienne et de la Maulde. Conservant une partie importante de ses remparts (murus gallicus), il est situé sur la commune de Saint-Denis-des-Murs dans la Haute-Vienne. Cette place était le point de rencontre de nombreux itinéraires économiques : en effet, les Lémovices étaient connus pour leur production d'or et d'autres minerais extraits des mines à ciel ouvert qui étaient nombreuses dans la région. D'autres sites avaient leur importance comme le puy d'Yssandon, Ahun, Uzerche ou encore Saint-Gence qui paraît avoir été un grand centre de commerce ; l'un de leurs principaux lieux de culte correspondrait au site archéologique de Tintignac où ont été retrouvés des objets uniques dans le monde celte et notamment un ensemble exceptionnel de carnyx et de casques à ornements.
César conquit le territoire des Lémovices en 52 av. J.-C. ; dès lors commença la romanisation du territoire qui ne bouleversa pas l'économie du pays. Seules les villes furent déplacées afin de faciliter le parcours des marchandises et le contrôle des autochtones par l'autorité romaine. Ainsi, la capitale des Lémovices fut transférée à Augustoritum, la future Limoges. La ville entièrement créée par les Romains vers 10 av. J.-C. fut installée sur un site neuf bien exposé près d'une plate-forme guéable afin de faciliter la traversée de la Vienne par un nouveau pont (Pont Saint-Martial). La nouvelle capitale fut organisée selon un plan orthonormé strict et entourée d'un fossé rituel de fondation (pomerium ?). En son centre fut installé un lieu de culte de tradition indigène correspondant sans doute au transfert des divinités de l'ancienne capitale des Lémovices. Elle fut rapidement dotée de monuments grandioses (amphithéâtre, théâtre, thermes, forum, etc.), attributs habituels des grands chefs-lieux de cité et d'un système de voirie imposant.

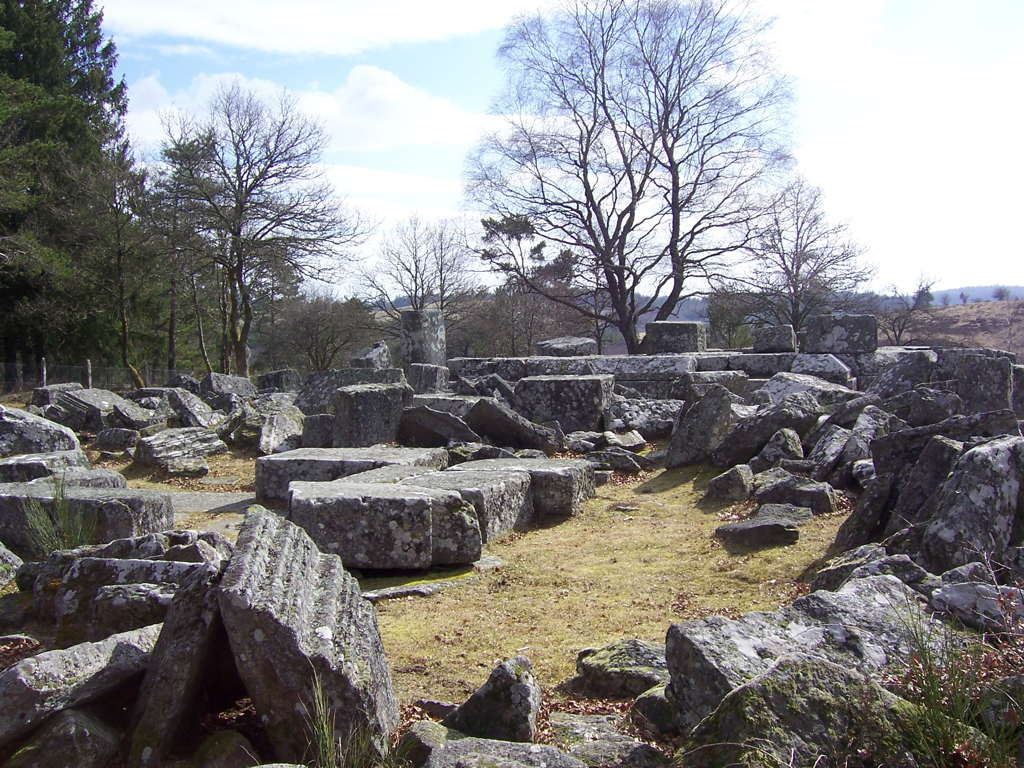
Le site gallo-romain des Cars à Saint-Merd-les-Oussines.

Le Limousin possédait des cités secondaires comme Briva Curretia (Brive-la-Gaillarde) sur la route Lyon-Bordeaux, Acitodunum (Ahun) sur la route Bourges-Clermont. D'autres sites plus religieux, dont nous conservons les vestiges, furent créés ou romanisés comme Cassinomagus (Chassenon) et Évaux-les-Bains célèbres pour leurs thermes, Tintignac sur la commune de Naves avec un sanctuaire qui regroupe notamment un temple et un théâtre mais aussi Les Cars sur la commune de Saint-Merd-les-Oussines. Ce dernier site présente les vestiges de mausolées des IIe et IIIe siècles, installés non loin d'une villa. Ces villae étaient au centre de grands domaines agricoles qui étaient les principales entités sociales et économiques des campagnes limousines gallo-romaines. Ce maillage était très resserré à tel point qu'il était courant de rencontrer en moyenne une villa tous les un à deux kilomètres. Aucune terre n'était laissée en friche.
Les campagnes du Limousin étaient ainsi exploitées par de riches propriétaires qui vivaient dans des villae. Ces propriétaires étaient bien souvent issus de l'ancienne aristocratie gauloise. Ils adoptèrent très tôt la culture et le confort romains. Leurs demeures en témoignent puisque les fouilles archéologiques ont parfois révélé un luxe et un faste que l'on ne soupçonnerait pas dans un premier temps. La toponymie a gardé le souvenir de ces exploitations agricoles et parfois de leur propriétaire. De nombreux villages dont le nom finit en -ac sont d'anciennes villae comme Flavignac (« villa de Flavinius »), Solignac ou Solemniacum (« villa de Solemnius »). On retrouve régulièrement des vestiges de cette occupation antique dans ces bourgs. Des ensembles plus importants et parfois relativement bien conservés ont été aussi découverts lorsque ces villae ont été précocement délaissées et n'ont pas donné naissance à un nouveau pôle de peuplement comme les Couvents sur la commune de La Chapelle-Montbrandeix, la villa d'Antone à Pierre-Buffière, ou la villa de  Brachaud, au nord de Limoges.

### Des invasions barbares aux Carolingiens
Le Limousin fut touché par les premières invasions germaniques du IIIe siècle comme l'ensemble de la Gaule. Certains sites furent progressivement abandonnés comme les villae de la Montagne limousine. Augustoritum se rétracta sur le puy Saint-Étienne, autour de l'une des premières églises chrétiennes du Limousin.
La région mais surtout Augustoritum aurait été évangélisée dès le IIIe siècle par saint Martial qui, selon la légende, aurait été envoyé par l'évêque de Rome. La cité de Brive aurait reçu l'Évangile de la bouche de saint Martin de Brive. Le reste de la région demeura vraisemblablement païen assez longtemps et ne fut complètement christianisé qu'à la fin du Ve siècle.

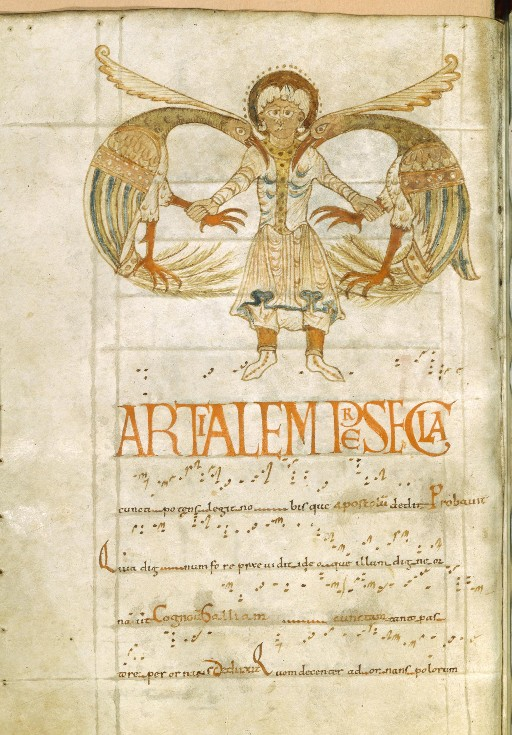
Martial de Limoges (Saint-Martial).

À la fin du Ve siècle, le Limousin, comme l'ensemble de l'Aquitaine, était soumis au pouvoir des Wisigoths, barbares romanisés convertis au christianisme mais professant l'hérésie arienne. Ce n'est qu'en 507, après la victoire de Clovis sur les Wisigoths à Vouillé, que la région passa sous la coupe des rois francs. C'est ainsi qu'au VIIe siècle, un duc gérait au nom des rois francs l'Aquitaine. Le Limousin, contrairement à l'ouest du duché d'Aquitaine, ne semble pas avoir eu à subir les incursions arabo-berbères.
Les temps mérovingiens furent marqués en Limousin par l'essor de l'érémitisme. En effet, de nombreux hommes venus du nord de la Gaule et parfois des îles Britanniques vinrent s'installer en Limousin pour vivre seuls et en prière. Leur réputation de sainteté attira des gens, formant ainsi des noyaux de bourgs : Saint-Junien, Saint-Victurnien, Saint-Marien (Évaux-les-Bains), Saint-Léobon (Le Grand-Bourg). D'autres clercs fondèrent des abbayes comme Aredius à Attane vers 570, Éloi à Solignac vers 638, avec l'appui du roi Dagobert Ier ou encore Pardoux à Guéret.
La cité de Limoges paraît avoir joué un rôle important sous les ducs indépendants du VIIIe siècle, puis sous les rois d'Aquitaine. Le duc Waïfre sera vigoureusement combattu dans la décennie 760 par le nouveau roi franc Pépin le Bref. Après la mort de Waïfre, la région pacifiée est entièrement soumise au pouvoir carolingien. En 781, Charlemagne crée le nouveau royaume d'Aquitaine au profit de son fils Louis le Pieux âgé de trois ans seulement. Louis le Pieux, roi d'Aquitaine, puis son fils Pépin Ier d'Aquitaine utilisent une série de palais dont celui de Jocondiac, près de Limoges, attesté dès 794. Les souverains carolingiens, Louis le Pieux devenu empereur, puis son fils Charles le Chauve, marquent un intérêt certain pour le Limousin et notamment l'abbaye Saint-Martial de Limoges. En 855, Charles l'Enfant, fils de Charles le Chauve, est couronné et sacré roi d'Aquitaine à Limoges.

### Limousin des moines et des vicomtes

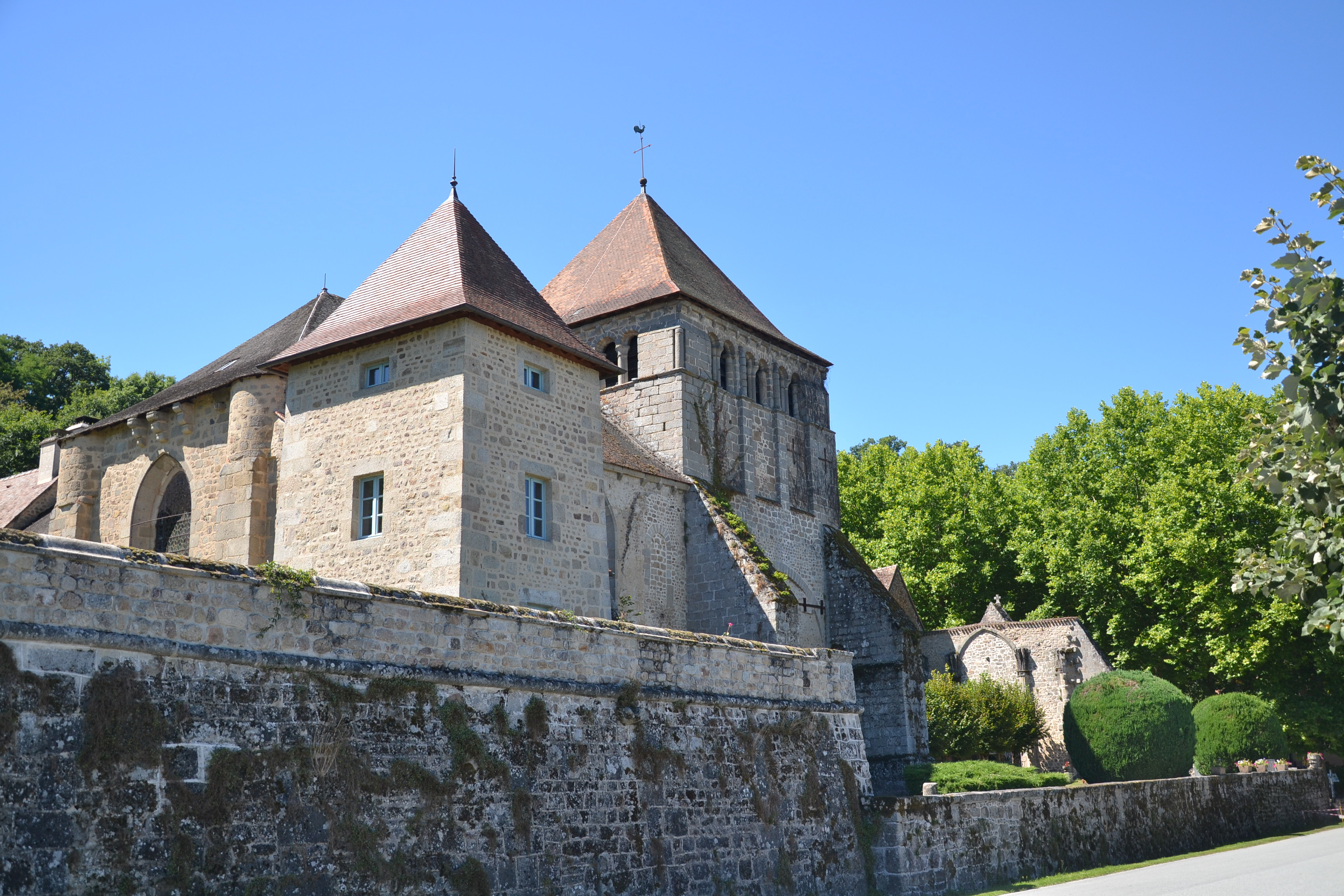
L'abbaye de Moutier-d'Ahun, fondée au Xe siècle et reconstruite au XVe siècle.

Au Xe siècle, le Limousin se divise en un grand nombre de seigneuries dont les plus importantes sont les vicomtés de Limoges, Comborn, Ventadour et Turenne, ces trois dernières se partageant le Bas-Limousin alors qu'à la fin du siècle apparaît sur les franges septentrionales de la région le comté de la Marche. L'évêque de Limoges est lui aussi un grand seigneur terrien qui domine une bonne partie du cœur de l'actuelle Haute-Vienne, d'autres petits seigneurs se battent pour le reste comme le seigneur de Lastours, ou le vicomte de Rochechouart. Un tel morcellement du territoire voit fleurir un grand nombre de châteaux et de tours au cœur de la campagne limousine dont la société féodale est à l'image de celle de toute l'Europe occidentale à la même époque. Les ruines de Lastours, de Ventadour, de Comborn mais aussi d'Excideuil sont encore là pour rappeler le souvenir de ces divisions.
Au IXe siècle de nombreuses abbayes sont fondées : les chanoines de l'abbaye Saint-Martial de Limoges adoptèrent la règle bénédictine en 848, comme l'abbaye féminine de la Règle à la même époque. Sur les tombeaux des saints ermites comme Saint-Junien, Eymoutiers (Saint-Psalmet), Saint-Léonard furent créés des collèges de chanoines chargés du culte de leurs saints patrons. Avec la naissance de seigneuries indépendantes du pouvoir ducal, de nombreuses abbayes furent fondées : Beaulieu en 860 par Rodolphe de Turenne, Chambon par l'abbé de Saint-Martial, Moutier-d'Ahun par le comte Boson de la Marche vers l'an mil, Le Chalard à la fin du XIe siècle par saint Geoffroi et Gouffier de Lastours.

### XIIeetXIIIesiècles: temps de l'apogée

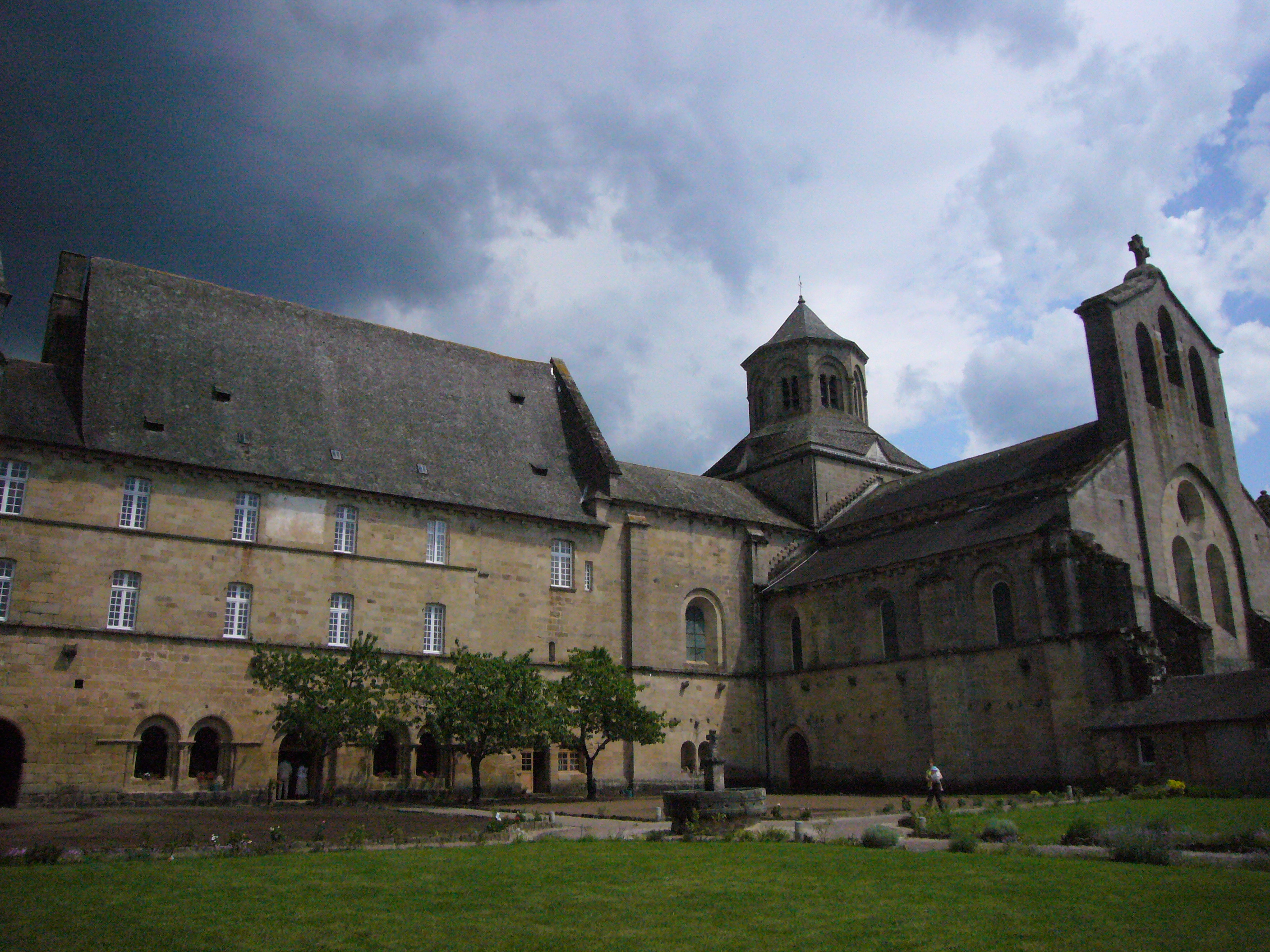
L'église-abbatiale d'Aubazine en Corrèze.

Avec l'essor économique de la fin du XIe siècle et le développement des flux humains et notamment des pèlerinages, les nombreuses abbayes limousines déjà existantes s'agrandissent et de nouveaux ordres religieux s'implantent dans la région. Ainsi sont construites les splendides églises abbatiales et collégiales romanes de Beaulieu-sur-Dordogne, de Solignac, Le Dorat et de Saint-Léonard-de-Noblat. La plus importante de ces implantations religieuses est sans conteste l'abbaye Saint-Martial de Limoges. En effet, le pèlerinage à saint Martial (apôtre d'Aquitaine) draine de nombreux pèlerins dont en premier lieu les seigneurs d'Aquitaine et comtes de Poitiers. Son influence politique et religieuse lui garantit richesse et pouvoir. La renommée de l'abbaye doit son origine à ses créations musicales polyphoniques dès le Xe siècle et qui prendront l'appellation d'École de Saint-Martial. Au XIIe siècle cette fois c'est le développement de la fabrication des émaux dits champlevés ornant les châsses et les objets liturgiques qui prennent le relais et donne aux ateliers limousins une reconnaissance dans l'Europe chrétienne. On conserve aujourd'hui encore 12 000 pièces de cette orfèvrerie émaillée dans les plus grands musées du monde, et l'historienne Marie-Madeleine Gauthier a estimé à plus de 120 000 pièces produites et diffusées entre le XIIe siècle et XIVe siècle.
Le Limousin passe aux mains des Plantagenêts en 1152 par le mariage d'Aliénor d'Aquitaine et d'Henri II, futur roi d'Angleterre. Dès lors, la région est soumise à l'autorité anglaise qui participe pour sa part à l'essor artistique et religieux du Limousin. Ainsi, le jeune ordre de Grandmont fondé par Étienne de Muret se propage dans tout le domaine des Plantagenêts depuis le royaume d'Angleterre jusqu'aux Pyrénées. D'autres ordres religieux sont créés ou s'installent en Limousin : l'abbaye d'Aubazine fondé par un ermite est affilié à l'ordre de Cîteaux alors que près de Saint-Léonard-de-Noblat est fondé un ordre érémitique, dont le cœur est le prieuré de L'Artige.
Marie de Limoges (1260 - 1290 ou 1291), vicomtesse de Limoges (1263-1290/1291) est la fille unique et héritière du vicomte Guy VI le Preux. Dernière représentante de la famille vicomtale de Limoges, son mariage avec le futur duc Arthur II de Bretagne fait passer en 1275 la vicomté de Limoges dans la maison de Bretagne. C'est depuis cette époque que le Limousin porte comme blason « d’hermine à la bordure de gueules », une brisure du blason des ducs de Bretagne.
Avec la guerre de Cent Ans, le Limousin connaît une crise profonde qui fit entrer la région dans une période de déclin économique grave. De nombreuses cités et d'innombrables villages sont pillés par les bandes de routiers ou les soldats des armées française et anglaise. Ainsi, la cité épiscopale de Limoges, qui s'était ralliée au roi de France, fut saccagée en septembre 1370 par les troupes du Prince Noir.

### Entre Moyen Âge et Révolution: la période moderne

Le Limousin dans ses limites du XVIIIe siècle et les communes et départements actuels.

La vicomté de Limoges fut rattachée au domaine royal français en 1607.
Dans Le Curé de village (1839), Honoré de Balzac donne cette description du Limousin : « À cinq lieues au-delà de Limoges, après les gracieux versants de la Vienne et les jolies prairies en pente du Limousin qui rappellent la Suisse en quelques endroits, et particulièrement à Saint-Léonard, le pays prend un aspect triste et mélancolique. Il se trouve alors de vastes plaines incultes, des steppes sans herbe ni chevaux, mais bordées à l'horizon par les hauteurs de la Corrèze ».

### Les limites du Limousin
Plusieurs auteurs[Qui ?] ont mis en évidence la relative continuité historique des limites des structures territoriales ayant porté le nom et l'identité du Limousin. Le territoire du peuple gaulois des Lémovices s'étendait sur l'ensemble de la région actuelle, à laquelle on pouvait ajouter une frange nord de l'actuelle Dordogne et le quart nord-est de la Charente. C'est approximativement sur ces mêmes limites que s'est appuyé le diocèse de Limoges durant l'Ancien Régime. S'appuyant sur quelques considérations déterministes, la mise en avant de la coïncidence entre le socle hercynien du Massif central et les différents découpages du Limousin (province, aire linguistique, entité religieuse, politique) a néanmoins servi l'idée d'un Limousin à la profondeur à la fois historique, culturelle et naturelle. Cette relation a été évoquée par plusieurs écrivains et historiens,.

« […] Lorsque l’on constate que ces délimitations historiques ont suivi avec fidélité le contour des roches primaires du socle hercynien, notamment au nord et à l’ouest, on comprend à quel point la géographie et l’histoire se sont mêlées pour faire du Limousin une terre unitaire. »

— Atlas des paysages du Limousin, DREAL - Université de Limoges, 2005.

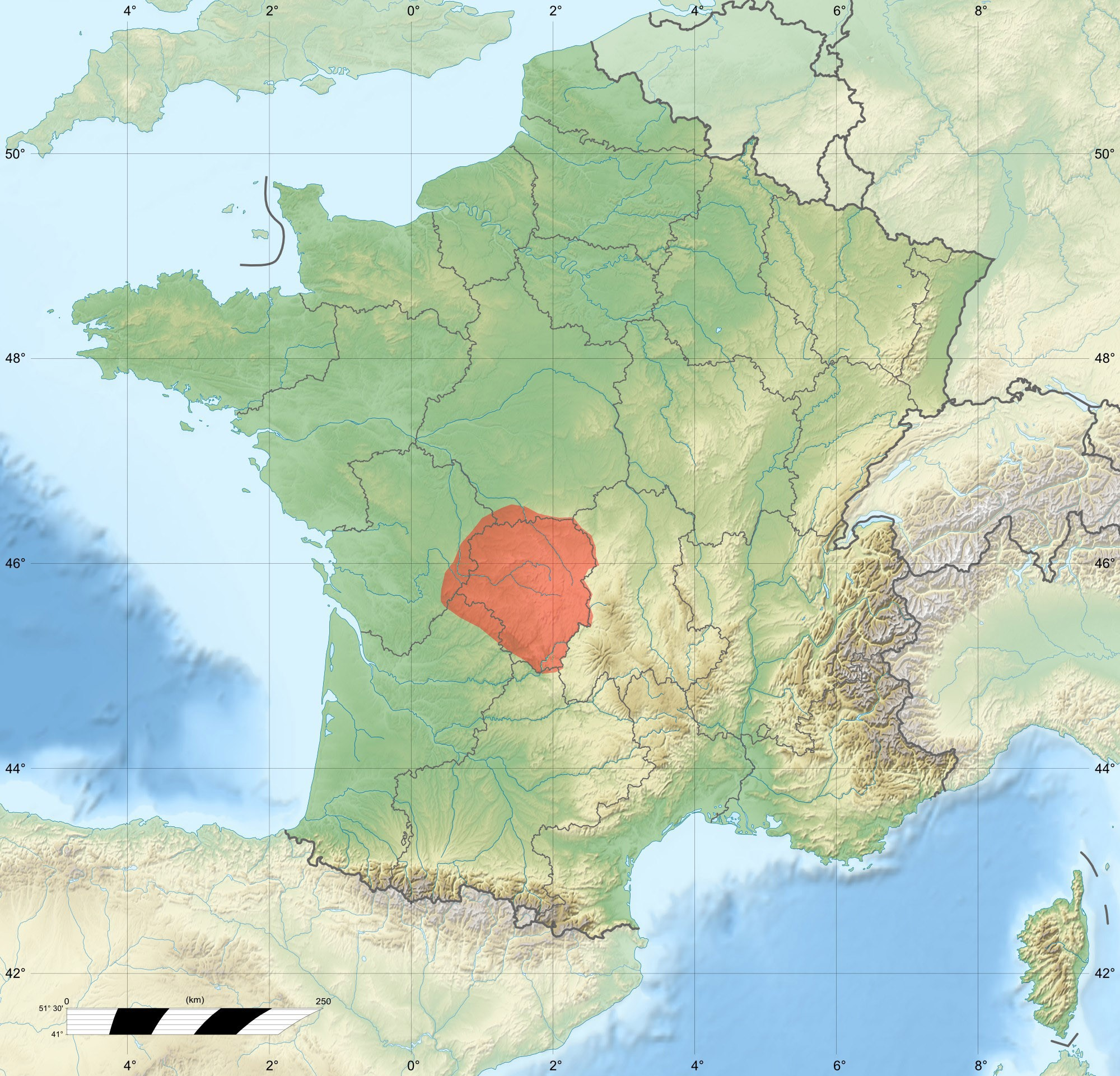
L'aire du peuple lémovice correspond approximativdement aux limites de la région administrative.

Le pagus lemovicinus (« pays des Lémovices ») durant le haut Moyen Âge correspondait à l'ancienne cité des Lémovices, base de l'ancien diocèse de Limoges et du comté carolingien du Limousin. À compter du IXe siècle, l'entité limousine se désagrège en vicomtés et finit par se répartir en deux provinces dans la fin du Xe siècle, avec la constitution du Comté de la Marche au nord de Limoges. Au sein de la province, la Vicomté de Limoges est rattachée au domaine royal au début du XVIIe siècle, avec l'avènement d'Henri IV, plus d'un siècle avant que l'ensemble des possessions limousines n'y soient réunies avec la fin de l'autonomie de la Vicomté de Turenne. Il faut néanmoins attendre le XXe siècle (« régions Clémentel » en 1919, régions des « programmes d'action régionale » en 1955, circonscriptions d'action régionale en 1960, collectivités territoriales de 1982) pour que le Limousin retrouve une certaine unité territoriale avec la réunion de la Corrèze, de la Creuse et de la Haute-Vienne, même si la création des départements en 1790 a amputé le territoire limousin historique de ses franges aquitaine et charentaise. Si l'appartenance commune au monde occitan n'est pas remise en cause, les auteurs de l'ouvrage discutent néanmoins l'idée d'une identité régionale uniforme compte tenu des sorts démographiques, culturels différents.

### Disparition de la région

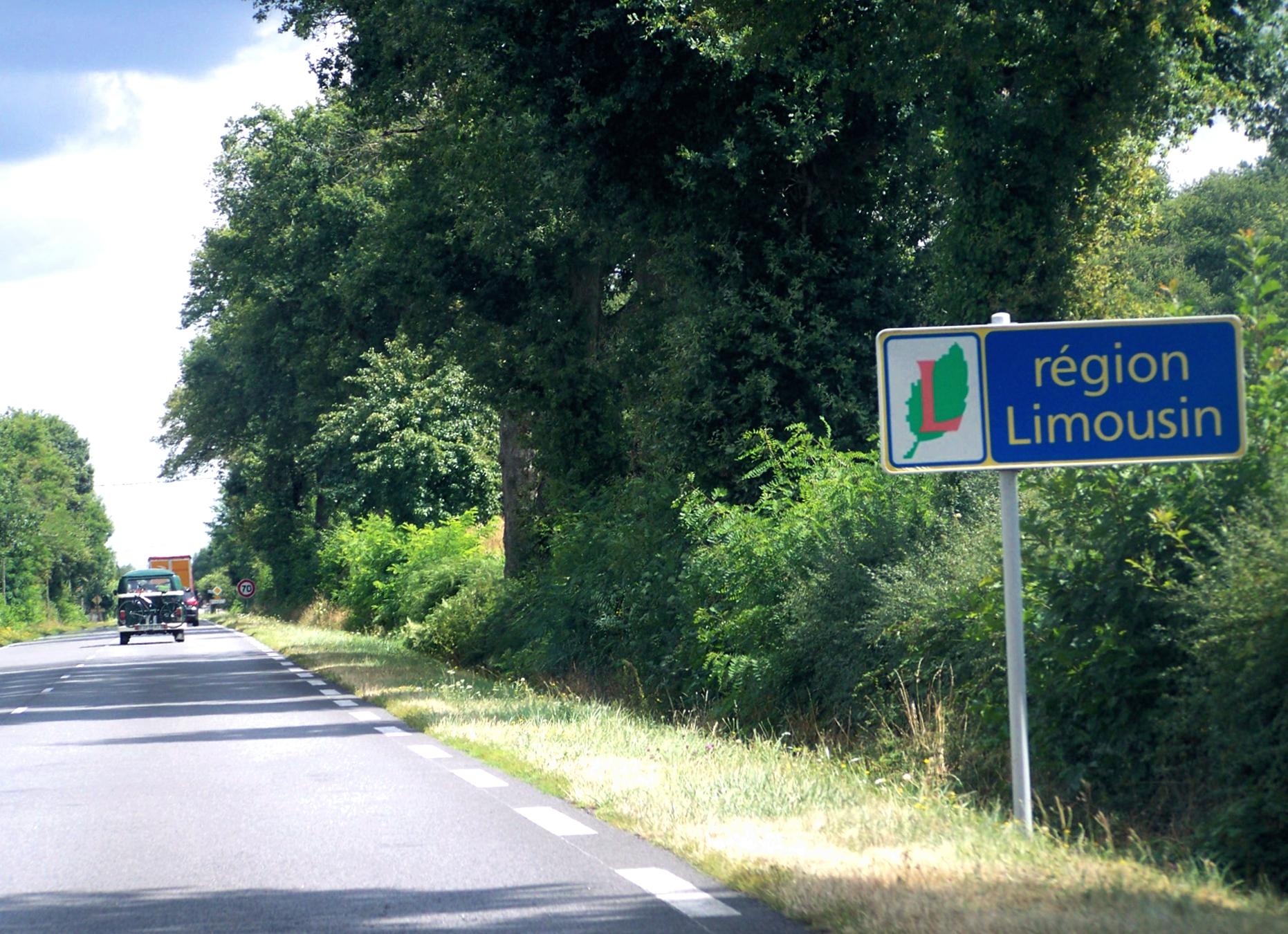
Ancien panneau d'entrée en Limousin (ici en 2010, près de Mézières-sur-Issoire).

La réforme territoriale engagée en 2014 sous le quinquennat de François Hollande soulève des débats quant au devenir du Limousin en tant que territoire certes administratif, mais aussi culturel, social et environnemental. La région disparaît au 1er janvier 2016, intégrant le nouvel ensemble régional Nouvelle-Aquitaine.

### Héraldique et emblèmes

Blason historique des vicomtes de Limoges.

Le blason originel de la vicomté de Limoges était : d'or à trois lions d'azur, armés et lampassés de gueules.
Mais il fut remplacé par le blason de la Maison de Comborn en 1139.
En 1290, le blason de la Maison de Dreux-Bretagne, dont sont issus les vicomtes de Limoges jusqu'en 1384, est adopté. Ce blason est encore visible sur une partie du blason de la Corrèze.
| Blason du Limousin. | Blasonnement : « d'hermine, à la bordure de gueules » |

Moucheture d'hermine.

Le blason du Limousin utilise l'hermine héraldique. En effet, le blason de la province du Limousin est issu de celui d'une Maison de Bretagne, celle des Penthièvre : « d'hermine, à la bordure de gueules », depuis Guy VII, vicomte de Limoges, fils d'Arthur II, duc de Bretagne et de Marie de Comborn. Héritière de la vicomté, sa mère (nommée également Marie de Limoges) avait épousé en 1275 l'héritier des ducs de Bretagne. La troisième famille des vicomtes de Limoges porta donc, dans ses armes, l'hermine de Bretagne.
Les unités de la région de gendarmerie départementale[incompréhensible] du Limousin portent ces armes d'hermine à la bordure de gueules.
Selon d'Hozier, la province de Limousin se voit attribuer en 1696 « d'argent parti de gueules, chapé de l'un et de l'autre ». Ces armes n'ont jamais été utilisées.
En 2010, une pièce de 10 € en argent, gravée par Joaquin Jimenez, a été mise en circulation en Limousin. Elle représente la carte et le drapeau armorié de la région. Elle a cours légal en France.

Ancien logo de la région administrative.

## Politique et administration

### Divisions administratives

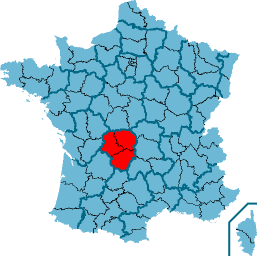
Localisation du Limousin.

La région du Limousin est divisée en 3 départements : la Creuse, la Corrèze et la Haute-Vienne.
| Département  | No | Population (2011) | Préfecture | Superficie | Président du Conseil général | Tendance politique |
| ------------ | -- | ----------------- | ---------- | ---------- | ---------------------------- | ------------------ |
| Corrèze      | 19 | 242 454           | Tulle      | 5 850 km2  | Pascal Coste                 | Les Républicains   |
| Creuse       | 23 | 122 560           | Guéret     | 5 560 km2  | Valérie Simonet              | Les Républicains   |
| Haute-Vienne | 87 | 376 058           | Limoges    | 5 520 km2  | Jean-Claude Leblois          | PS                 |

La région est divisée en 8 arrondissements, 55 cantons et 747 communes.
| Corrèze                                                                                   | Creuse                                                 | Haute-Vienne                                                                            |
| ----------------------------------------------------------------------------------------- | ------------------------------------------------------ | --------------------------------------------------------------------------------------- |
| - Arrondissement de Brive-la-Gaillarde - Arrondissement de Tulle - Arrondissement d'Ussel | - Arrondissement d'Aubusson - Arrondissement de Guéret | - Arrondissement de Bellac - Arrondissement de Limoges - Arrondissement de Rochechouart |

- Cantons de la Corrèze / de la Creuse / de la Haute-Vienne
- Communes de la Corrèze / de la Creuse / de la Haute-Vienne

### Justice
Le Limousin comptait 4 tribunaux de grande instance (Limoges, Tulle, Guéret, Brive), auxquels s'ajoutent 6 tribunaux d'instance simples (Bellac, Rochechouart, Saint-Yrieix, Bourganeuf, Aubusson, Ussel). La région comptait trois tribunaux de commerce, à Limoges, Tulle et Brive.
La réforme de la carte judiciaire de Rachida Dati a conduit à la suppression du TGI et du tribunal de commerce de Tulle, ainsi que des TI de Bellac, Rochechouart, Saint-Yrieix, Bourganeuf, Aubusson et Ussel.

### Politique

#### Tradition politique
Le Limousin est une région marquée par des mouvements de révolte populaire qui lui donnent une coloration politique « à gauche » encore visible aujourd'hui en filigrane.
- Première révolte des croquants au XIVe siècle (révolte de paysans)
- Agitation du printemps 1789
- Commune de Limoges en 1871
- « Limoges, Rome du socialisme » ; fondation de la CGT en 1895
- Grèves et émeutes de 1905 parties de l'usine Haviland (usine de fabrication de porcelaine)
- En 1917, une mutinerie des soldats russes à La Courtine s'installe dans le camp militaire creusois.
- « Limoges, capitale du maquis », ville libérée par les maquisards de Georges Guingouin avant l'arrivée des alliés.

#### Conseil régional

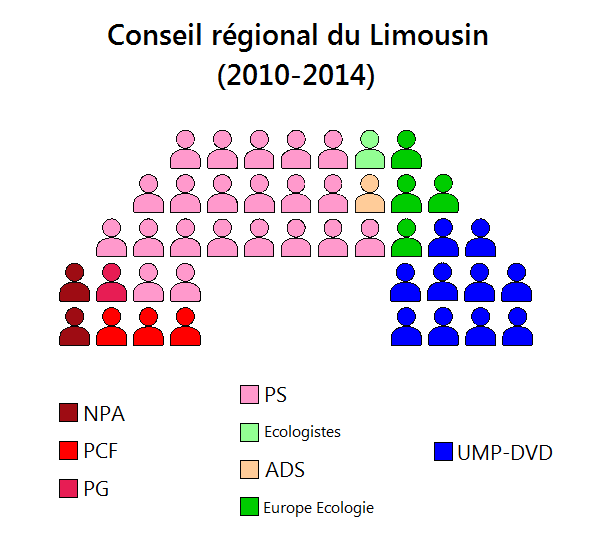
Composition du conseil régional à la suite des élections régionales de 2010.

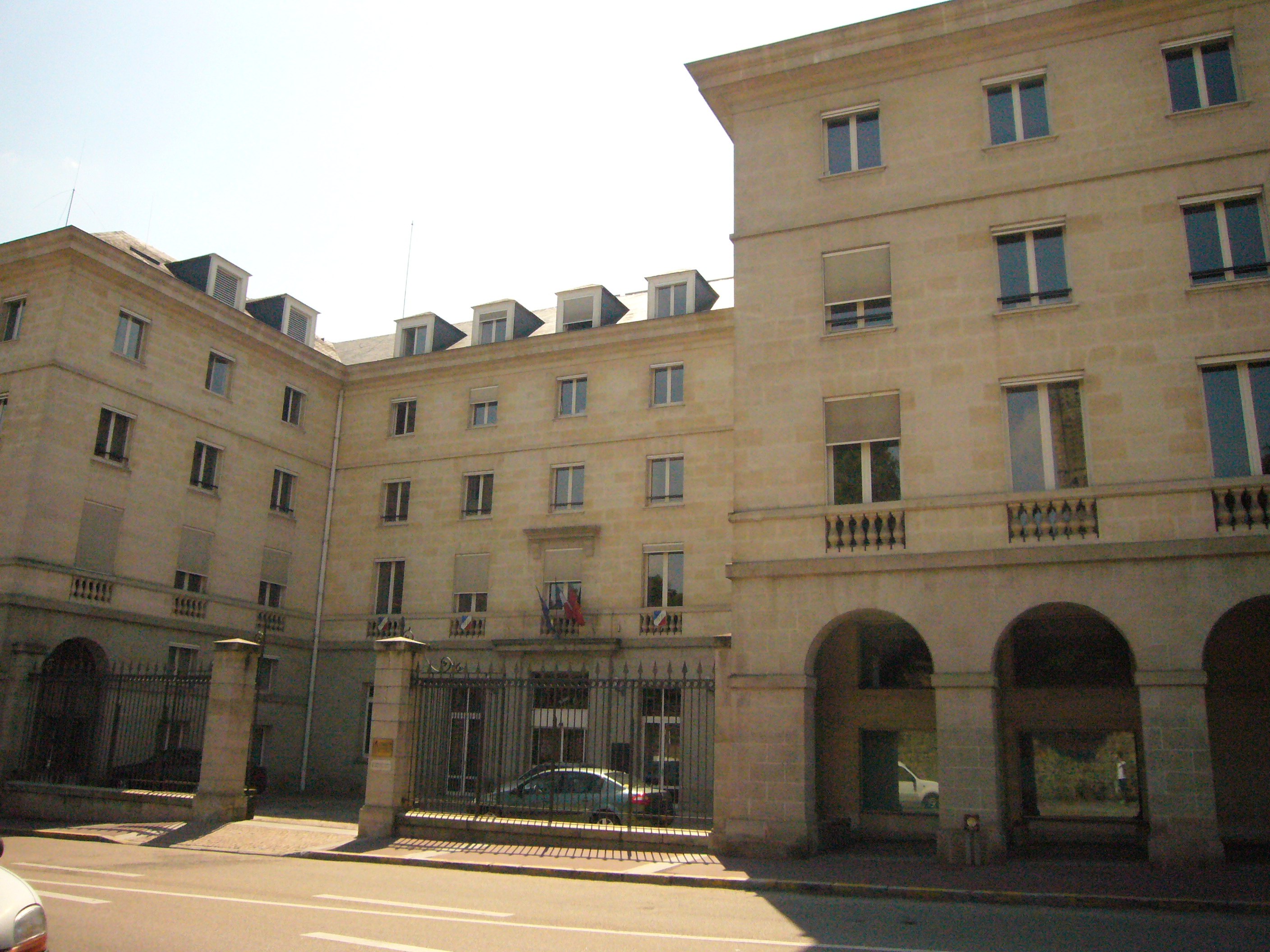
L'hôtel de région, à Limoges. Trois drapeaux y flottent : européen, français et occitan.

Conseil régional des Jeunes du Limousin.

Le conseil régional était installé depuis 1988 dans un bâtiment situé boulevard de la Corderie, conçu par l'architecte Christian Langlois.
Le président était Gérard Vandenbroucke (PS).
Le conseil a mis en place en 2005 un conseil régional des jeunes du Limousin, dont les membres âgés de 15 à 20 ans sont élus par les jeunes de la région.

#### Circonscriptions législatives
Le Limousin comptait au total 6 députés : 3 dans la Haute-Vienne, 2 en Corrèze et 1 en Creuse.
Terre de gauche, la « vague bleue » de 2002 avait entraîné l'élection de 4 députés de droite (UMP) contre seulement 2 en 1997. Le « ressac rose » de 2007 permet à 2 de ces circonscriptions (les mêmes qu'en 1997), de repasser à gauche. Ainsi, le Limousin est représenté à l'Assemblée nationale par 7 députés socialistes et 2 députés UMP. En 2012, le redécoupage des circonscriptions fait perdre trois sièges de députés au Limousin (un par département). Les six députés élus étaient socialistes.
| Haute-Vienne - 1re circonscription - Limoges-Saint-Léonard-Eymoutiers - 2e circonscription - Limoges-Saint-Junien-Saint-Yrieix-la-Perche - 3e circonscription - Limoges-Bellac | Corrèze - 1re circonscription - Tulle-Uzerche-Ussel - 2e circonscription - Brive | Creuse - 1re circonscription |

### Élection présidentielle de 2012
| Candidat              | Parti | Premier tour | Second tour |
| --------------------- | ----- | ------------ | ----------- |
| François Hollande     | PS    | 38,02 %      | 63,78 %     |
| Nicolas Sarkozy       | UMP   | 20,85 %      | 36,22 %     |
| Marine Le Pen         | FN    | 15,33 %      |             |
| Jean-Luc Mélenchon    | FG    | 12,81 %      |             |
| François Bayrou       | MoDem | 7,63 %       |             |
| Nicolas Dupont-Aignan | DLR   | 1,71 %       |             |
| Eva Joly              | EÉLV  | 1,65 %       |             |
| Philippe Poutou       | NPA   | 1,19 %       |             |
| Nathalie Arthaud      | LO    | 0,59 %       |             |
| Jacques Cheminade     | S&P   | 0,22 %       |             |

### Élections législatives de 2012
| Circonscription | Département | Département     | Département | Département     | Département | Département         |
| Circonscription |             | Corrèze         |             | Creuse          |             | Haute-Vienne        |
| --------------- | ----------- | --------------- | ----------- | --------------- | ----------- | ------------------- |
| Première        |             | Sophie Dessus   |             | Michel Vergnier |             | Alain Rodet         |
| Deuxième        |             | Philippe Nauche |             | -               |             | Daniel Boisserie    |
| Troisième       |             | -               |             | -               |             | Catherine Beaubatie |

### Élections municipales
| Parti | Ville                     | Maire élu en 2008     | Parti  | Maire élu en 2014                    |
| ----- | ------------------------- | --------------------- | ------ | ------------------------------------ |
| PS    | Limoges                   | Alain Rodet           | UMP/LR | Émile Roger Lombertie                |
| PS    | Brive-la-Gaillarde        | Philippe Nauche       | UMP/LR | Frédéric Soulier                     |
| PS    | Tulle                     | Bernard Combes        | PS     | Bernard Combes                       |
| PS    | Guéret                    | Michel Vergnier       | PS     | Michel Vergnier                      |
| PS    | Ussel                     | Martine Leclerc       | UMP/LR | Christophe Arfeuillère               |
| ADS   | Saint-Junien              | Pierre Allard         | ADS    | Pierre Allard                        |
| PS    | Panazol                   | Jean-Paul Duret       | DVG    | Jean-Paul Duret                      |
| PS    | Isle                      | Gilles Bégout         | SE     | Gilles Bégout                        |
| PS    | Saint-Yrieix-la-Perche    | Daniel Boisserie      | PS     | Daniel Boisserie                     |
| UMP   | Couzeix                   | Jean-Marc Gabouty     | UDI-PR | Jean-Marc Gabouty                    |
| PS    | Malemort-sur-Corrèze      | Robert Penalva        | UMP/LR | Frédérique Meunier                   |
| PS    | Le Palais-sur-Vienne      | Isabelle Briquet      | PS     | Isabelle Briquet                     |
| PS    | La Souterraine            | Jean-François Muguay  | PS     | Jean-François Muguay                 |
| PS    | Aixe-sur-Vienne           | Daniel Nouaille       | UDI-PR | René Arnaud                          |
| PS    | Ambazac                   | Elisabeth Maciejowski | PCF    | Josette Libert                       |
| UMP   | Saint-Pantaléon-de-Larche | Jean-Jacques Delpech  | DVD    | Alain Lapacherie                     |
| PS    | Bellac                    | Jean-Michel Doumeix   | SE     | Corine Hourcade-Hatte                |
| PS    | Aubusson                  | Michel Moine          | PS     | Michel Moine                         |
| UMP   | Égletons                  | Michel Paillassou     | UMP/LR | Michel Paillassou puis Charles Ferré |
| PS    | Rochechouart              | Jean-Marie Rougier    | PS     | Jean-Marie Rougier                   |

### Élections sénatoriales de 2014
|  |  | Daniel Chasseing |  | Éric Jeansannetas   |  | Jean-Marc Gabouty            |
|  |  | Claude Nougein   |  | Jean-Jacques Lozach |  | Marie-Françoise Pérol-Dumont |

### Coopération interrégionale

#### Jumelages
- Moyenne-Franconie (Allemagne)

## Transports

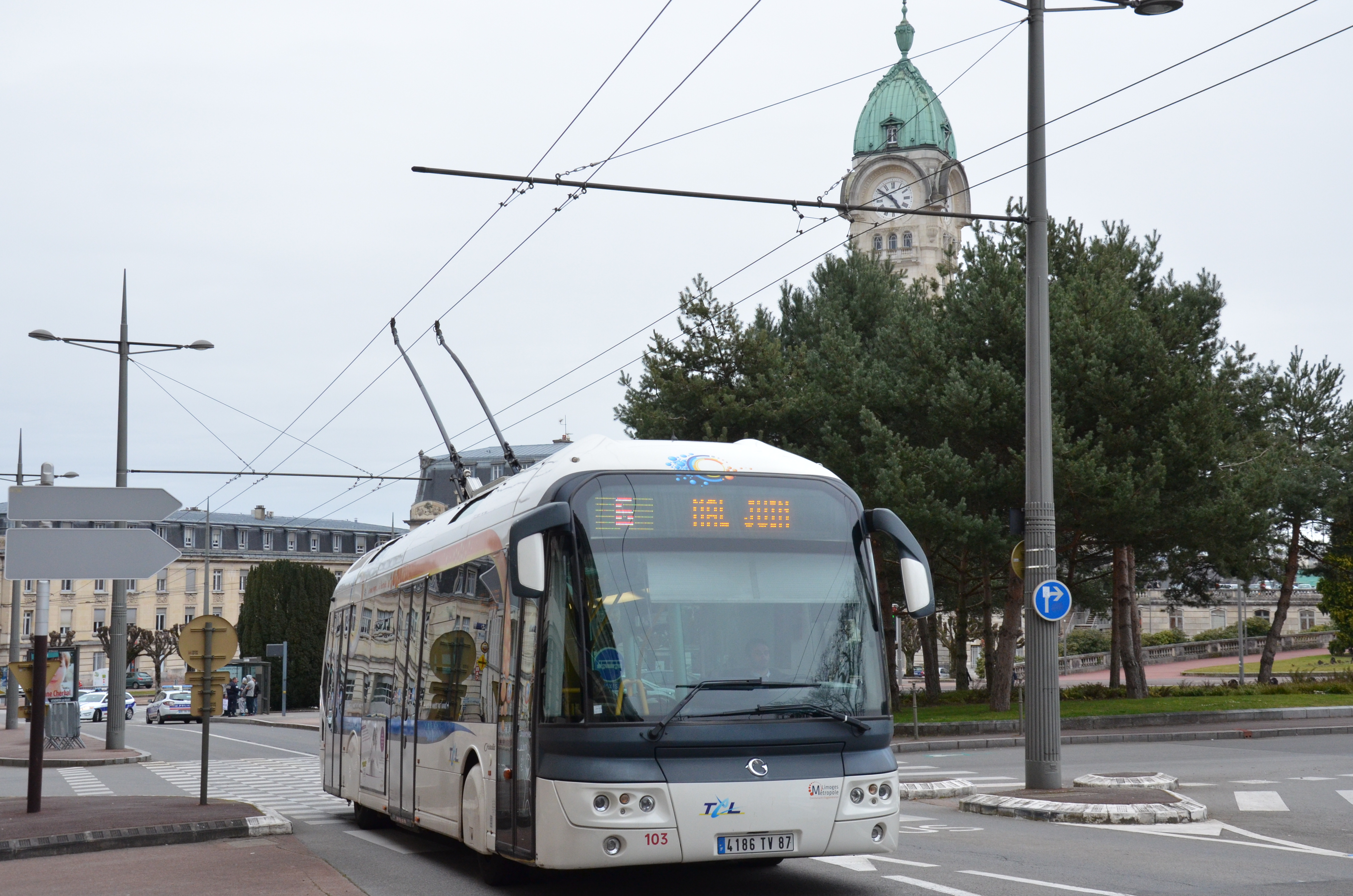
Trolleybus Cristalis à Limoges près de la gare des Bénédictins.
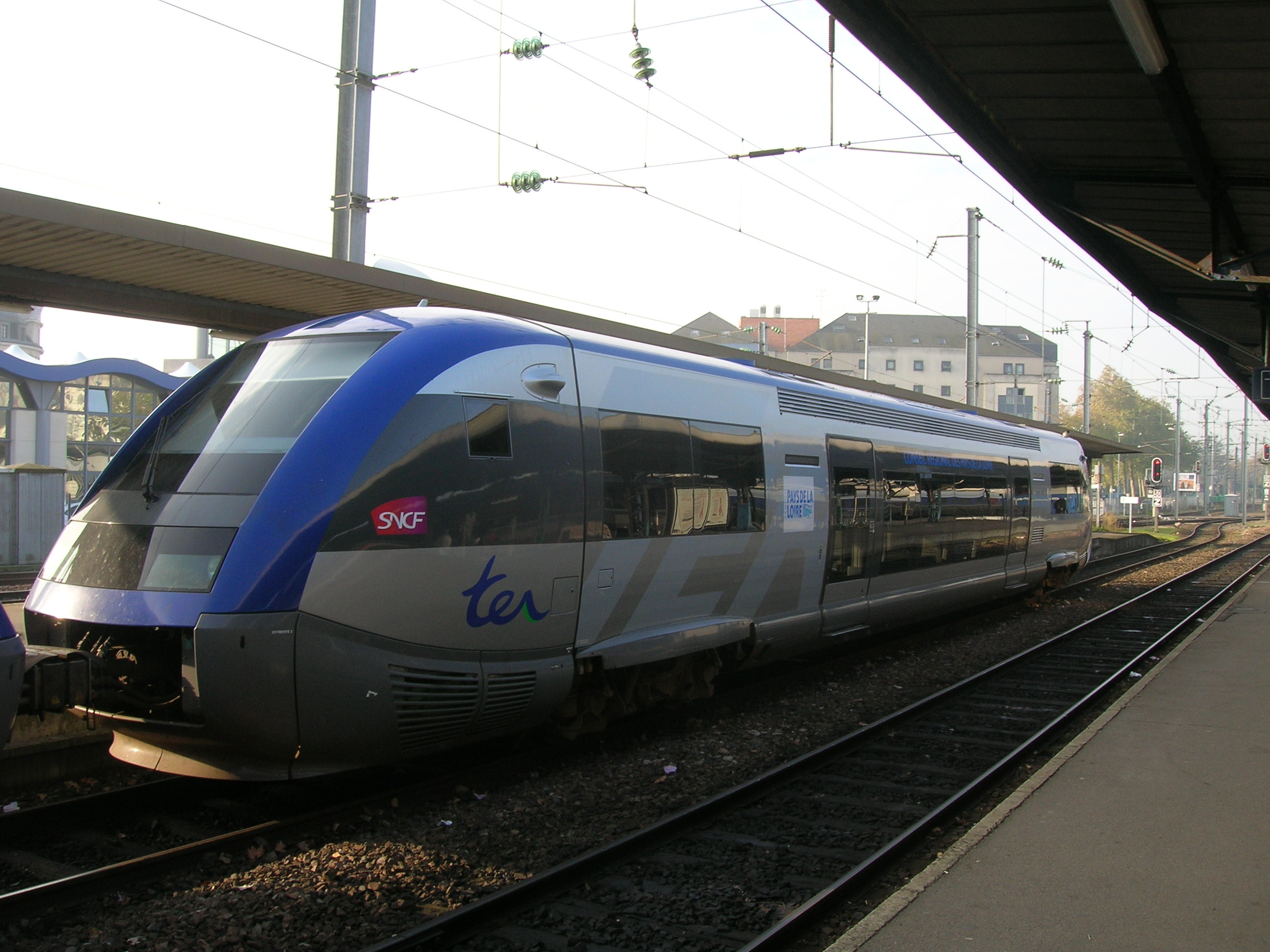
Autorail X 73500, utilisé sur le réseau TER Limousin.

### Réseau routier
Le Limousin, par sa position dans le Massif central, est resté longtemps à l'écart des axes principaux de communication (Paris-Bordeaux ou Paris-Lyon).
La situation s'est très nettement améliorée sur le plan routier avec la mise en service de l'autoroute A20 reliant Paris à Toulouse et gratuite de Vierzon à Brive, l'ouverture de l'autoroute A89 transversale Bordeaux-Clermont-Ferrand et les progrès dans la réalisation de la Route Centre-Europe Atlantique.
La ville de Limoges est l'une des trois villes de France (avec Lyon et Saint-Étienne) à utiliser partiellement comme transport en commun le trolleybus.

### Réseau ferroviaire
Sur le plan ferroviaire, après l'abandon de l'aménagement de l'ancienne ligne Paris-Orléans-Limoges-Toulouse, la réalisation de lignes à grande vitesse comme la LGV Poitiers-Limoges est lancée. Selon certains, cela pourrait constituer la première amorce d'un second projet ferroviaire d'orientation Est-Ouest Transline. On peut également signaler la mise en service en décembre 2007 d'une première liaison TGV entre Brive et Lille qui utilise la ligne classique jusqu'en banlieue parisienne en assurant notamment la desserte de Limoges, Orléans, différentes gares des régions Centre et Île-de-France ainsi que l'Aéroport Paris-Charles-de-Gaulle.
Le TER Limousin est le réseau de lignes TER de la région administrative Limousin.

### Transport aérien
La dernière décennie s'est caractérisée par un important développement du trafic aérien avec la création de plusieurs lignes vers l'Angleterre et la Belgique au départ de l'aéroport de Limoges. Par ailleurs, le nouvel aéroport de Brive est entré en service à l'été 2010.

## Économie
Avec un PIB par habitant de 24 794 € en 2008, le Limousin se classe au 18e rang national, juste derrière la Basse-Normandie, et devant la Lorraine, la Corse, la Picardie et le Languedoc-Roussillon.
La région possède le taux de chômage le plus bas de France métropolitaine, devant la Bretagne. Au premier trimestre 2010, il était de 8,1 %.

### Agriculture et sylviculture

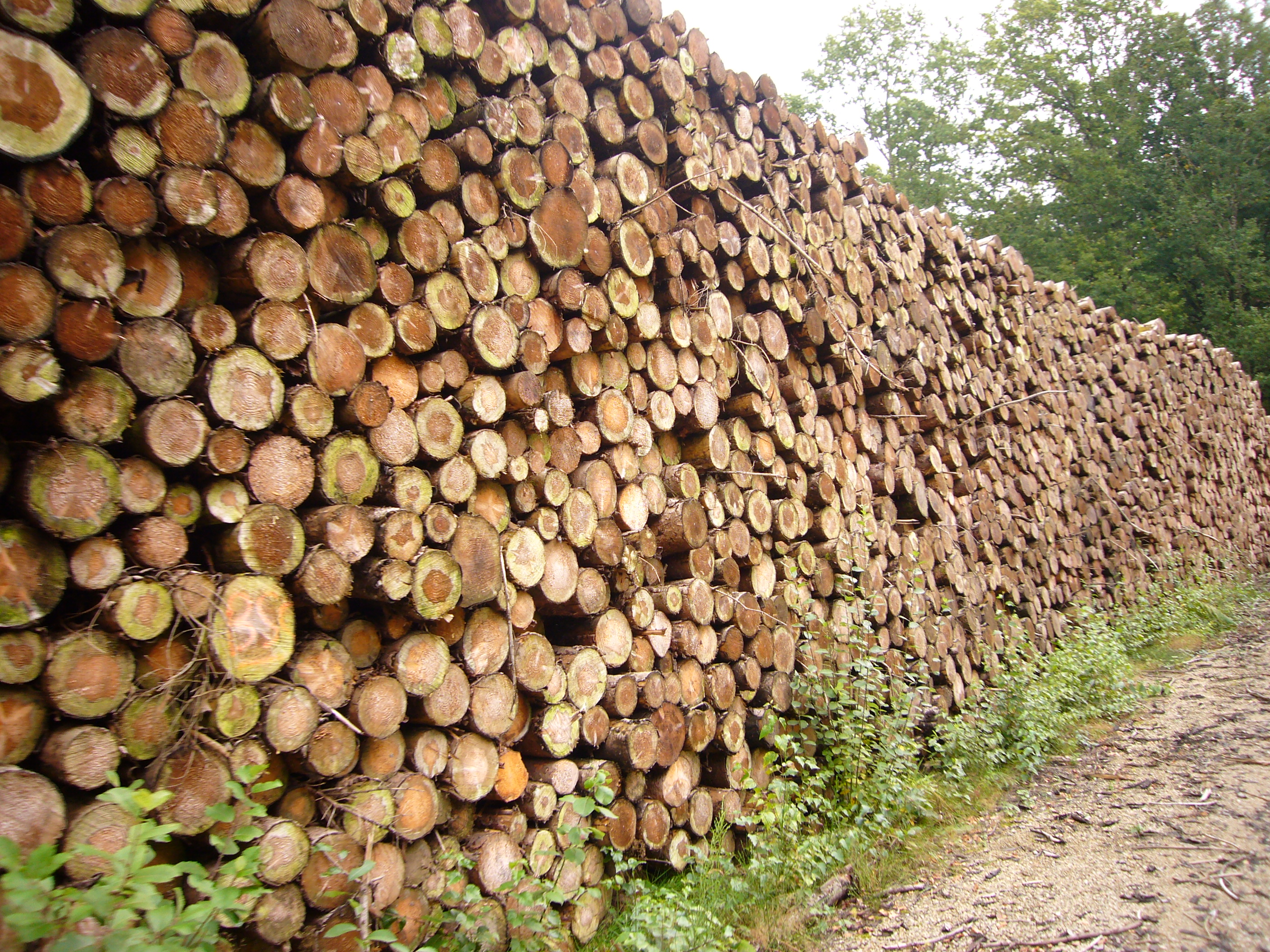
Bois près de Nedde dans la Haute-Vienne.

Son agriculture, bien que dynamique, reste fragile : en 15 ans, 36 % des exploitations ont disparu, et les emplois agricoles régressent.
La taille des exploitations a augmenté mais cela ne suffit pas à expliquer ces chiffres. On note l'arrivée d’exploitants étrangers (britanniques ou néerlandais) qui viennent redynamiser la région.
La tendance est à la spécialisation dans l’élevage bovin (86 % des exploitations) au détriment des brebis allaitantes et des systèmes mixtes de culture-élevage. En 2005, la région compte plus de bovins (1,1 million) que d'habitants. La région développe des stratégies de labellisation des produits du terroir (comme le veau du Limousin et la pomme du Limousin).
On ressent également la primauté de l'agriculture dans l'économie de la région par l'importance du secteur de l'industrie agroalimentaire, premier employeur industriel de la région. Par exemple, on peut mentionner les charcuteries Madrange à Limoges ou les aliments pour bébés Blédina à Brive.
La récolte du bois représente une part importante de l'activité du secteur primaire. La superficie boisée régionale est de 575 000 hectares, soit 34 % de la superficie régionale.

### Exploitations minières
Les exploitations les plus importantes ont été celles de l'or, du kaolin et de l'uranium.
Dès l'époque gauloise, le métal jaune était recherché dans la région, puisqu'on a retrouvé la présence de 230 sites miniers dans le sud de la Haute-Vienne et le nord de la Corrèze, dont pas moins de 26 exploitations distinctes sur la seule commune de Saint-Yrieix-la-Perche. De nouveaux sites ont été exploités entre les deux guerres mondiales, notamment au Châtelet, sur la commune de Budelière (Creuse), de 1905 à 1955, et sur le site de Bourneix, près de Saint-Yrieix-la-Perche, qui a été utilisé jusqu'en 2001. La fermeture des mines a posé des problèmes de pollution, liés aux matières dangereuses utilisées dans l'industrie de l'or.
Nécessaire à l'industrie de la porcelaine, le kaolin a été découvert en 1768, toujours près de Saint-Yrieix.
L'uranium limousin a quant à lui été exploité dès les années 1950, un gros gisement ayant été découvert dans les monts d'Ambazac. Néanmoins, l'exploitation des sites par la Cogema a créé d'importantes pollutions radioactives. Ainsi, en 2008, le lac de Saint-Pardoux a dû être curé, afin d'évacuer les boues contaminées. La diffusion en 2009 d'une émission sur France 3, consacrée aux déchets radioactifs a relancé une polémique sur la qualité de l'eau de la ville de Limoges, sur l'état des anciennes mines et sur de supposées graves fautes lors du nettoyage du lac de Saint-Pardoux.
À Travassac, les ardoisières sont depuis quelques années ouvertes au public, et continuent à produire.
En Dordogne, mais toujours au sein du Limousin géologique, existait à Saint-Paul-la-Roche un bloc de quartz d'une trentaine de mètres de haut. Exploité par les porcelainiers au XIXe siècle puis au siècle dernier par l'industrie optique, électronique et spatiale, le gisement est aujourd'hui épuisé.

### Industrie
Le tissu de PME est très dense mais il existe très peu de grandes entreprises. Le niveau technologique est très inégal, les créations d’emplois sont limitées, le sous-encadrement reste trop important, et il n'y a que très peu d'exportations.
Les secteurs traditionnels connaissent de grandes difficultés : les secteurs du textile et du cuir ont perdu 50 % de leurs effectifs en dix ans. L'industrie de la porcelaine elle-même a des difficultés (en témoignent les déboires de Royal Limoges, la plus vieille entreprise porcelainière de la ville), certaines entreprises se tournent vers le luxe.
Mais la région connaît aussi des réussites industrielles comme la société Legrand, dont le siège social est resté à Limoges, alors que l'entreprise compte dans les premiers rangs mondiaux du petit appareillage électrique. Dans le secteur automobile, on note la présence de Renault Trucks (poids lourds) et de Valeo (équipements).
La région conserve tout de même une certaine autonomie décisionnelle : seuls ¼ des sièges sociaux sont externes à la région. Mais la mondialisation se fait sentir par l'acquisition de firmes régionales par des investisseurs étrangers (International Paper, Electrolux, Smurfit, Degussa…). Les entreprises régionales les plus dynamiques, quant à elles, s’éloignent de plus en plus de la région.
La restructuration de l’industrie de l’armement qui représentait 20 % des emplois en Corrèze affaiblit aussi le secteur secondaire de la région.

### Services
Les services représentent 63 % des emplois. Les emplois dans la fonction publique et dans les services aux ménages ont permis de rattraper le retard de la région. Mais il existe un grave déficit pour les services aux entreprises. La région souffre du faible niveau de qualification, des salaires les plus bas (après la Basse-Normandie), d'une valeur ajoutée insuffisante, de capacités d’innovation restreintes, et d'un sous-encadrement (8 % de cadres seulement).
Le Limousin reste une région relativement pauvre même si elle est soutenue par les régions les plus riches dans le cadre de l'aménagement du territoire national.
L'ouverture en 1992 de la Technopole ESTER, la création du pôle de Lanaud, et celle en 2005 de deux pôles de compétitivité à Limoges (Pôle européen de la céramique et Elopsys) montrent néanmoins l'intérêt et la volonté croissante d'inscrire la région au cœur des échanges intellectuels et physiques nationaux et internationaux.

### Tourisme

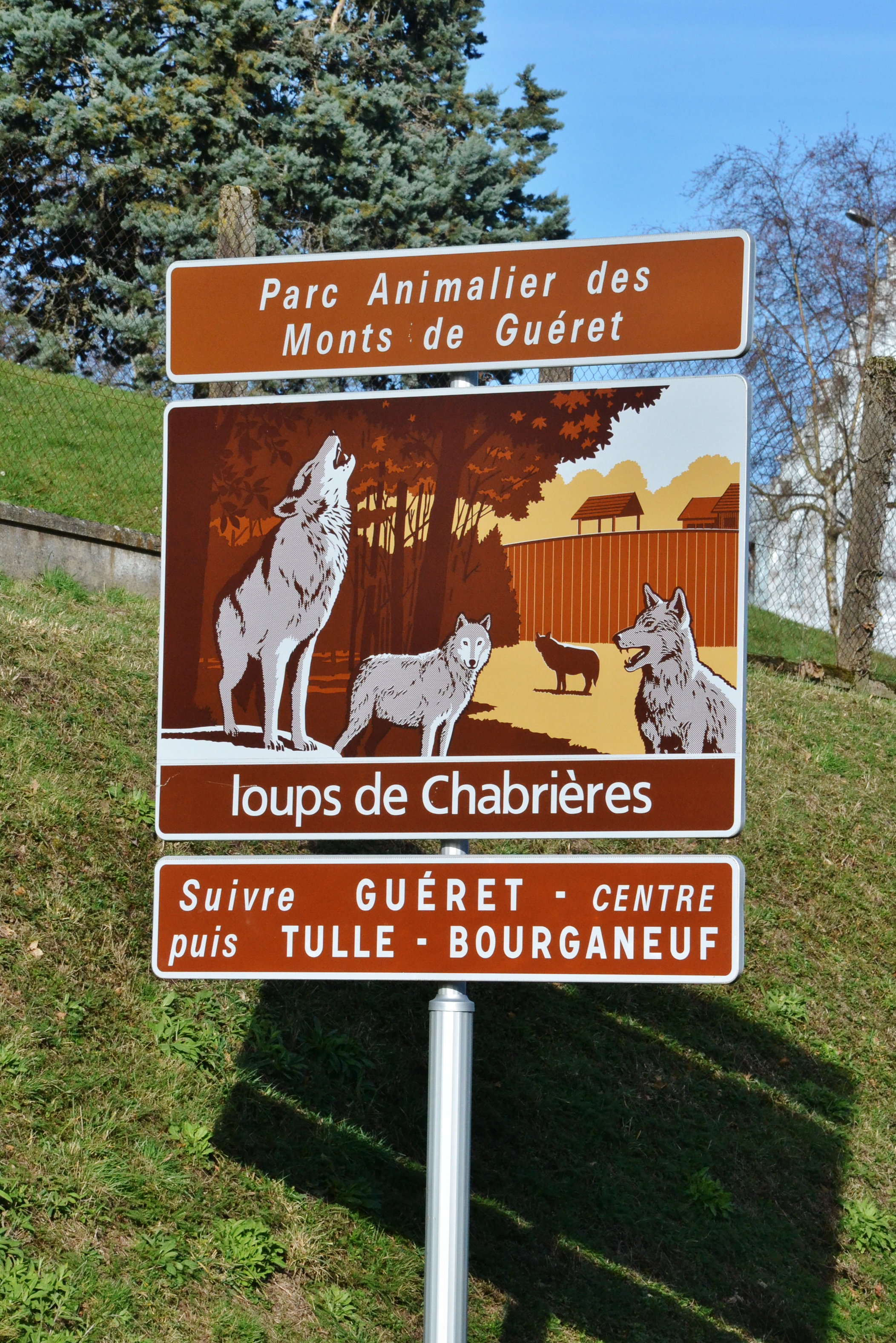
Panneau touristique indiquant le parc animalier des Monts de Guéret.

La région Limousin n'est initialement pas connue comme étant une région vivant essentiellement du tourisme. Situé plutôt en retrait des grands axes de communication, ou simplement traversées par les voies utilisées par les vacanciers pour se rendre à la montagne (Paris-Toulouse ou Atlantique-Massif central) et à la mer (Est-Ouest), le Limousin n'a jamais connu l'arrivée de grandes vagues de touristes. Cette particularité est vraisemblablement due à l'isolement géographique, à la méconnaissance occasionnée par un siècle de difficultés démographiques et économiques, qui a elle-même engendré une connotation péjorative du lieu, et aussi au fait que contrairement aux régions voisines, il n'y ait pas de « grands sites » fédérateurs de masses de visiteurs, des vestiges gallo-romains (contrairement au Languedoc-Roussillon ou à Provence-Alpes-Côte d'Azur par exemple), des curiosités géologiques majeures (contrairement à Midi-Pyrénées par exemple), ou des manifestations médiatisées nationalement (contrairement à l'Auvergne et à Poitou-Charentes). Ainsi le Limousin a continué de vivre de clichés (porcelaine, absence d'urbanisme…), et a pâti de sa situation particulière entre régions très touristiques, dont les espaces les plus dynamiques sont souvent très proches des frontières régionales (par exemple, la « Vallée de l'Homme » et la grotte de Lascaux ne sont qu'à une vingtaine de kilomètres de la Corrèze, et les volcans d'Auvergne à une quarantaine de kilomètres de la Creuse).
Ces critères sont cependant depuis une quinzaine d'années mis à mal par la construction d'axes de transports (en particulier l'A20 et l'A89, et prochainement la LGV Poitiers-Limoges. L'arrivée de britanniques a permis de moderniser et de relancer la croissance de l'aéroport de Limoges-Bellegarde et de lancer la construction de l'aéroport de Brive - Souillac. Le Limousin se construit une image plus juste et plus moderne, tout en conservant et mettant en valeur ses caractéristiques. La démographie s'en est trouvée relancée, depuis l'an 2000, avec un gain d'habitants constant, chaque année.
Le tourisme se développe, concentré autour de deux intérêts majeurs :
- le tourisme vert, concernant les sports de plein-air, les randonnées, la découverte des espaces naturels. Ce secteur d'activité touristique a pris naissance autour de la promotion des gîtes ruraux et des espaces de baignade, et est particulièrement actif sur le plateau de Millevaches, le sud de la Haute-Vienne et le bassin de Brive ;
- le tourisme culturel et patrimonial, concernant les sites historiques, les sites de mémoire, le patrimoine industriel et artisanal (porcelaine, émail, tapisserie, ardoise, tuileries, ganterie…), concentré dans divers sites particuliers et dans les villes.

L'activité touristique a également profité de la création assez récente de deux parcs naturels régionaux : le parc naturel régional Périgord Limousin, créé en 1998, à cheval sur les départements de Dordogne et de Haute-Vienne, et le parc naturel régional de Millevaches en Limousin, créé en 2004, dont le territoire est situé sur les 3 départements de la région. Le Limousin est par ailleurs le territoire de création de deux labels touristiques majeurs que sont Les Plus Beaux Villages de France et les villages étapes.
En 2005, il y a eu 18,2 millions de nuitées sur la région, et la consommation touristique s'est élevée à 924 millions d'euros.
Classement des 20 sites payants par nombre de visiteurs en 2007 :
1. Site d'Oradour-sur-Glane (306 427)[Note 2]
2. Parc du Reynou (83 600)
3. Musée du Président-Jacques-Chirac (50 015)
4. Haras national de Pompadour (49 648)
5. Musée de l'Évêché de Limoges (43 360)
6. Aquarium du Limousin (40 996)
7. Parc animalier des monts de Guéret (37 986)
8. Parc Bellevue (36 318)
9. Château de Sédières (31 104)
10. Musée du Cloître de Tulle (29 097)
11. Château de Val (25 572)
12. Musée départemental de la Tapisserie d'Aubusson (25 447)
13. Cascades de Gimel (22 503)
14. Tours de Merle (20 054)
15. Labyrinthe géant des monts de Guéret (19 784)
16. Bateau-mouche de Vassivière (19 711)
17. Château de Turenne (19 531)
18. Vedettes panoramiques du lac de Val (19 275)
19. Musée national de la porcelaine Adrien Dubouché (19 028)
20. Petit train touristique de Limoges (17 119)

Patrimoine de l'humanité dans le Limousin :
- La collégiale de Saint-Léonard-de-Noblat sur le Chemin de Compostelle (bien culturel) ;
- La tapisserie d'Aubusson (bien culturel immatériel).

### Principaux employeurs de la région
Chiffres 2009 (données au 30 octobre 2009)
| Nom                          | Commune            | Effectif |
| ---------------------------- | ------------------ | -------- |
| LEGRAND                      | Limoges            | 34 800   |
| DEKRA INDUSTRIAL             | Limoges            | 3 632    |
| CRÉDIT AGRICOLE CENTRE OUEST | Limoges            | 922      |
| BANQUE TARNEAUD              | Limoges            | 602      |
| TRANSPORTS BERNIS            | Limoges            | 563      |
| GROUPE SOTHYS                | Brive-la-Gaillarde | 520      |
| LE TANNEUR ET CIE            | Bort-les-Orgues    | 482      |
| ALLARD EMBALLAGES            | Brive-la-Gaillarde | 468      |
| VALEO MATÉRIAUX DE FRICTION  | Limoges            | 458      |
| DAGARD                       | Boussac            | 453      |

| Nom                                         | Commune            | Effectif |
| ------------------------------------------- | ------------------ | -------- |
| CENTRE HOSPITALIER UNIVERSITAIRE DE LIMOGES | Limoges            | 7 631    |
| GROUPE LA POSTE LIMOUSIN                    | Limoges            | 5 200    |
| MAIRIE DE LIMOGES                           | Limoges            | 2 467    |
| UNIVERSITÉ DE LIMOGES                       | Limoges            | 1 924    |
| CENTRE HOSPITALIER DE BRIVE                 | Brive-la-Gaillarde | 1 686    |
| CONSEIL RÉGIONAL DU LIMOUSIN                | Limoges            | 1 658    |
| CENTRE HOSPITALIER SPÉCIALISÉ ESQUIROL      | Limoges            | 1 532    |
| CONSEIL GÉNÉRAL DE LA CORRÈZE               | Tulle              | 1 318    |
| MAIRIE DE BRIVE                             | Brive-la-Gaillarde | 1 300    |
| CONSEIL GÉNÉRAL DE LA HAUTE-VIENNE          | Limoges            | 1 126    |

| Nom                      | Commune            | Effectif |
| ------------------------ | ------------------ | -------- |
| BLEDINA                  | Brive-la-Gaillarde | 557      |
| INTERNATIONAL PAPER      | Saillat-sur-Vienne | 550      |
| ISS PROPRETÉ             | Limoges            | 500      |
| ANOVO                    | Brive-la-Gaillarde | 371      |
| VALEO                    | Limoges            | 360      |
| SCA PACKAGING NICOLLET   | Rochechouart       | 360      |
| DERICHEBOURG PROPRETÉ    | Sarran             | 330      |
| CARREFOUR                | Boisseuil          | 309      |
| TEXELIS - RENAULT TRUCKS | Limoges            | 300      |
| THALES COMMUNICATIONS    | Brive-la-Gaillarde | 300      |

## Démographie
Le Limousin est la 2e région la moins peuplée de France métropolitaine, après la Corse.
 :

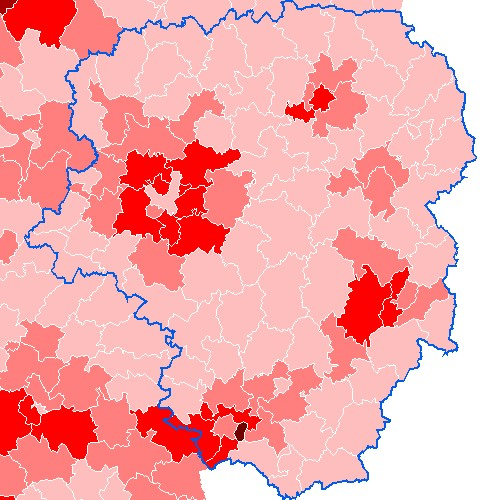
Les moins de 20 ans en 1999 au sein de la population.

Au XXe siècle, et plus sérieusement depuis les années 1960, les campagnes limousines, et même les villes, se dépeuplent et la moyenne d'âge augmente sans arrêt.
Mais au début du XXIe siècle, et contrairement à toutes les prévisions, la région connaît une certaine repopulation. Certes, c'est un phénomène limité, mais historique : en douze ans, le Limousin a gagné quelque 30 000 habitants.
En 2022, le Limousin était la région française qui comptait le plus de centenaires.
| 1901    | 1906    | 1911    | 1921    | 1926    | 1931    | 1936    | 1946    | 1954    |
| ------- | ------- | ------- | ------- | ------- | ------- | ------- | ------- | ------- |
| 978 006 | 977 256 | 960 644 | 852 287 | 839 748 | 807 884 | 798 176 | 779 156 | 739 929 |

| 1962    | 1968    | 1975    | 1982    | 1990    | 1999    | 2006    | 2011    | 2012    |
| ------- | ------- | ------- | ------- | ------- | ------- | ------- | ------- | ------- |
| 733 955 | 736 323 | 738 726 | 737 153 | 722 850 | 710 792 | 730 920 | 741 072 | 738 633 |

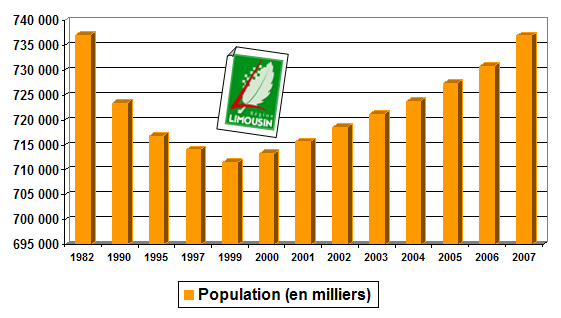
Évolution de la population régionale entre 1982 et 2007.

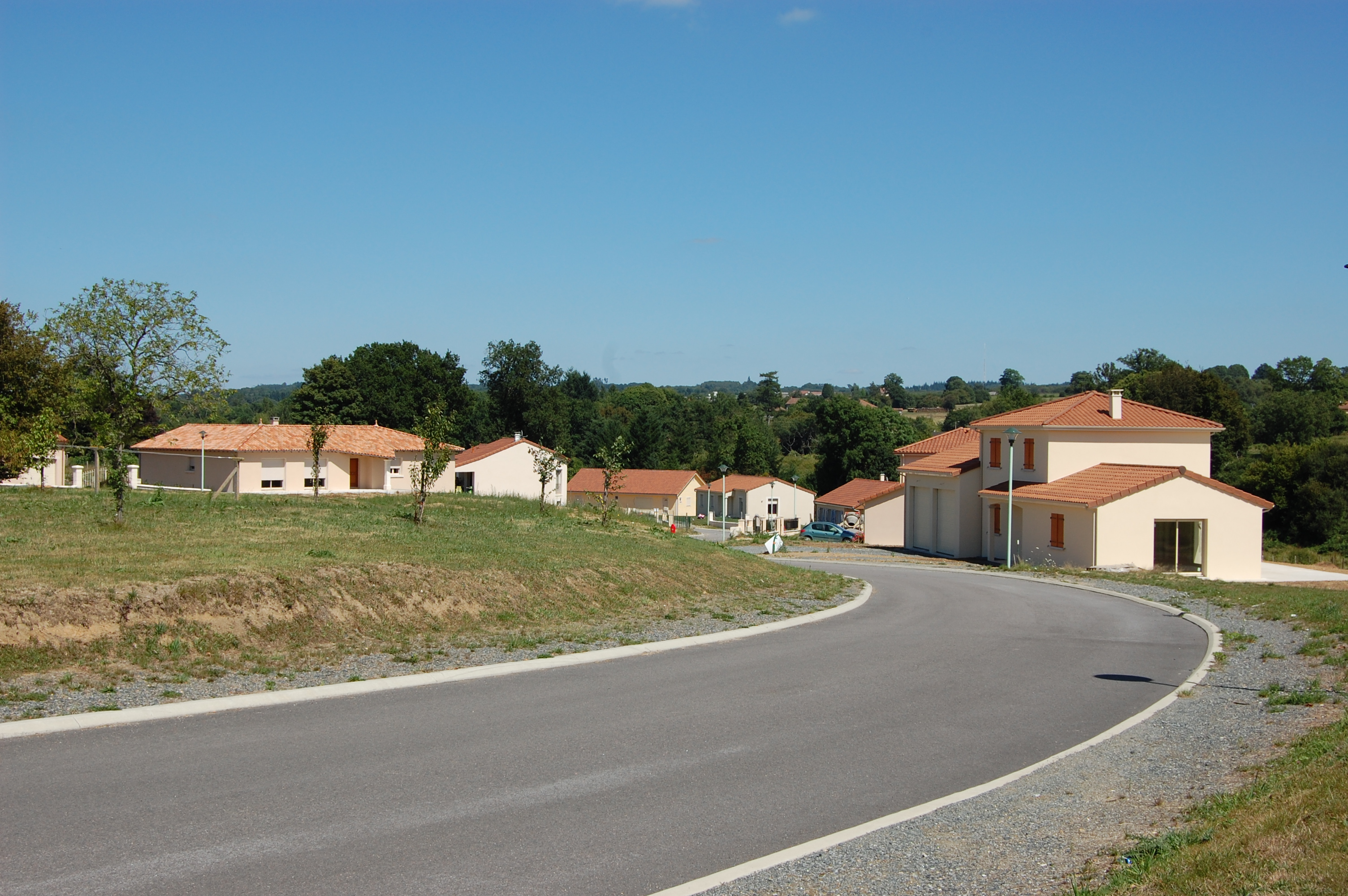
Lotissement à Châlus.

Cette tendance se confirme en 2006, ce qui a fait la une du journal régional Le Populaire du Centre, daté du mercredi 31 mai 2006 : « Nouveau baby-boom »
Les causes principales de ce regain sont la venue de Britanniques et de Néerlandais attirés par des prix de maison attractifs, de retraités en quête de nature et d'étudiants ayant fini leurs études. Depuis maintenant une dizaine d'années, le phénomène touche aussi les zones rurales, surtout celles qui promeuvent un tourisme dit « vert » et/ou situées le long des grands axes de circulation (par exemple l'A20 en Limousin et l'A75). Notons par ailleurs que 38 % de la population régionale est rurale, taux nettement supérieur à la moyenne nationale (22 %).
Les habitants n'hésitent plus à s'installer dans des zones situées de 15 à 30 km des centres-villes, alors qu'ils se limitaient à 10 km au début des années 1990.
Les résultats 2006 du recensement publiés en 2009 permettent encore de vérifier ce phénomène, qui a vu la région gagner 20 000 habitants par rapport à 1999. De nombreuses communes voient leur population augmenter, les zones rurales se repeuplent. La Corrèze a réussi à enrayer sa déprise démographique, et si de nombreux espaces restent touchés de manière critique par un exode et un vieillissement continu, la Creuse parvient à limiter la baisse de population.

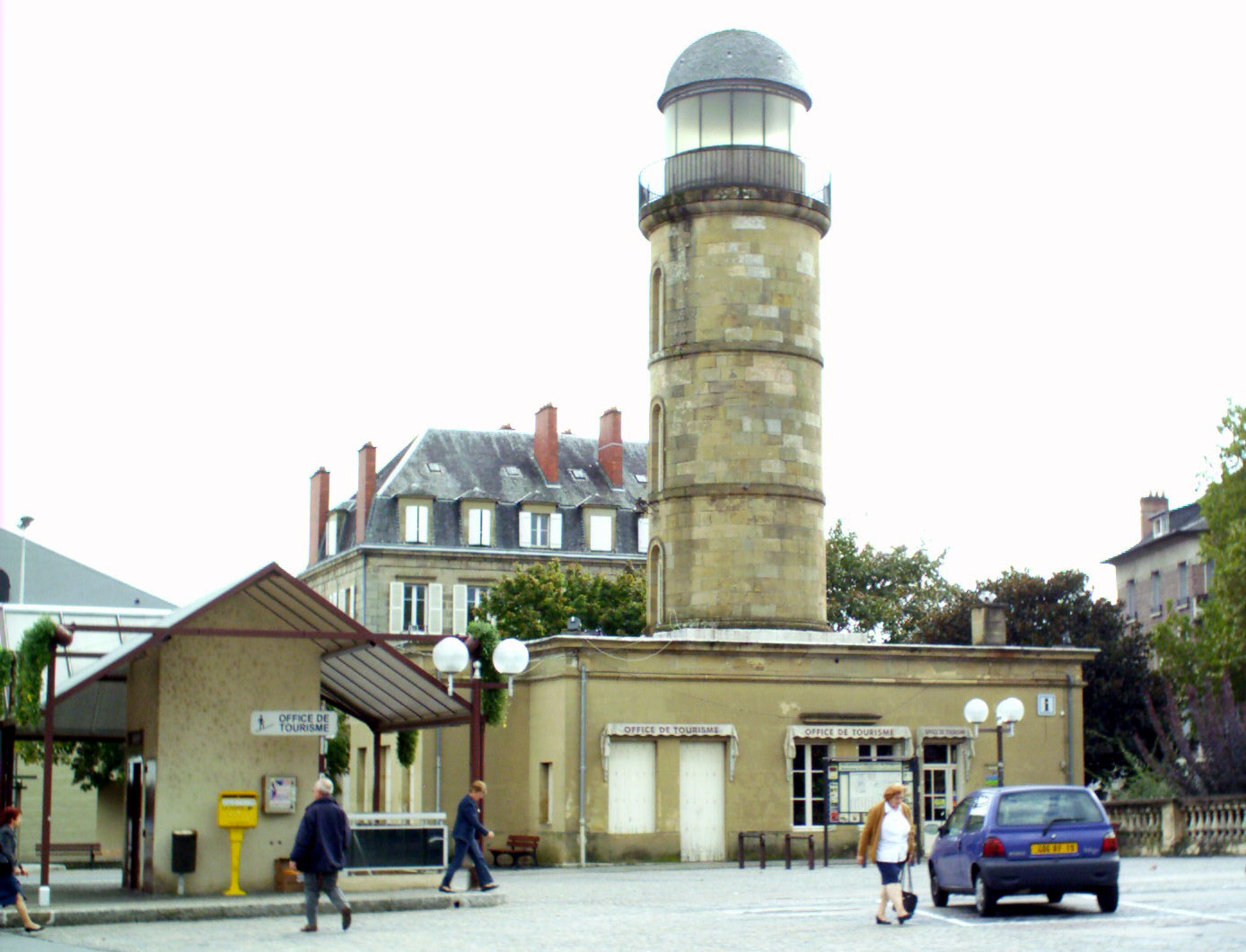
Brive.

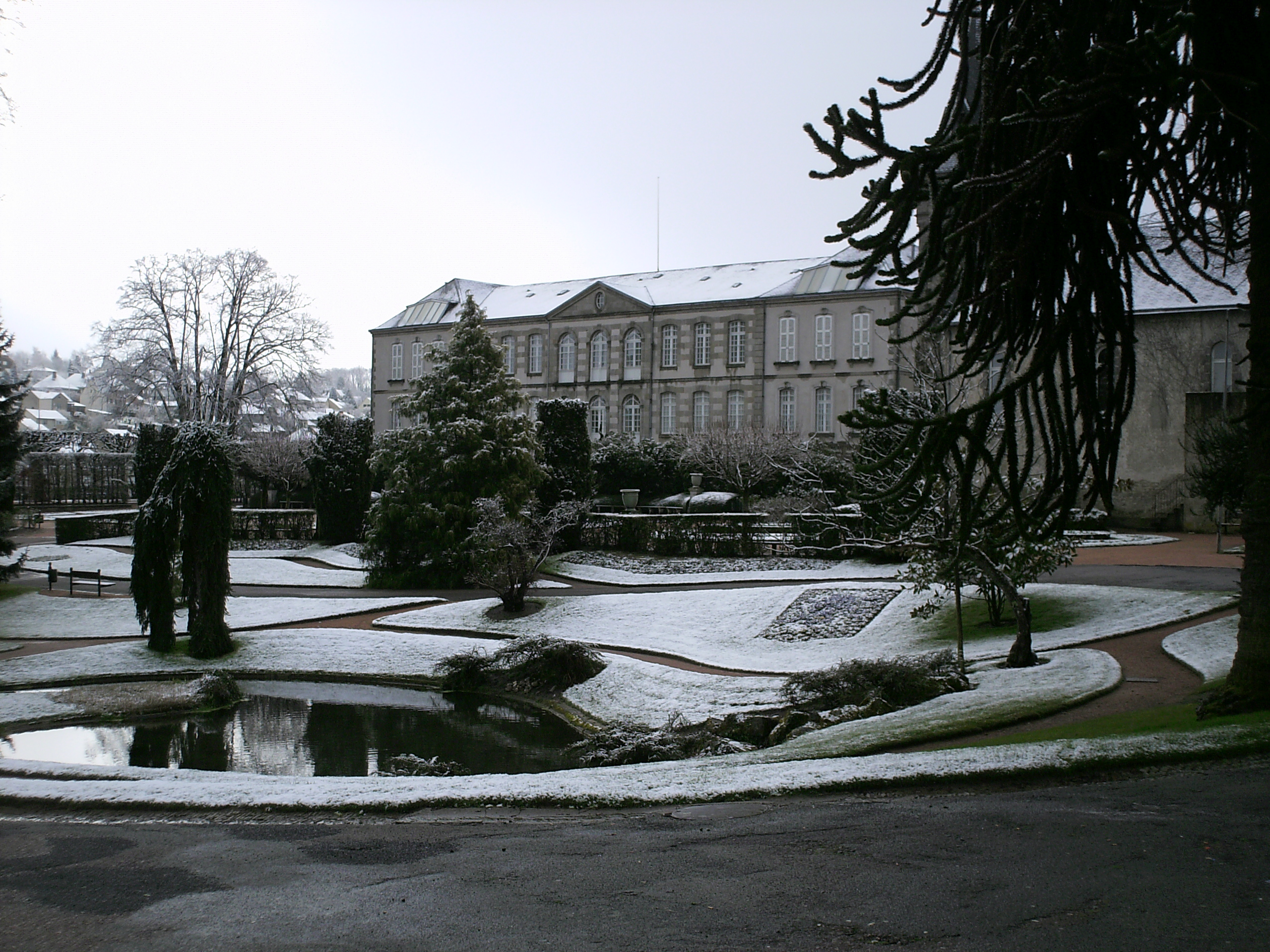
Guéret.

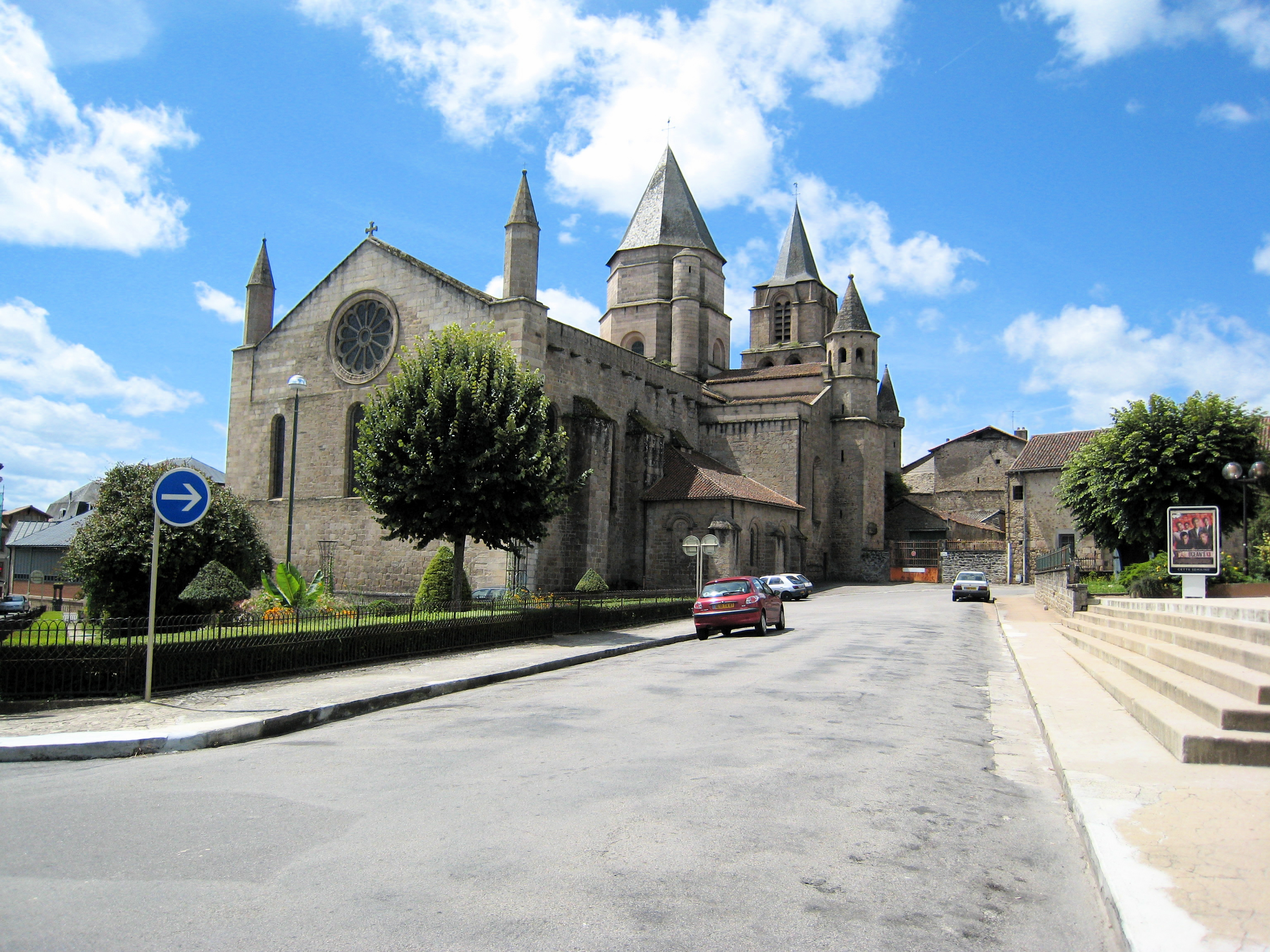
Saint-Junien.

Les quatre principales villes sont Limoges, Brive-la-Gaillarde, Guéret et Tulle qui concentrent à elles quatre le tiers de la population de la région.
Liste des villes peuplées de plus de 2 000 habitants (chiffres de 2010) :
1. Limoges[34] (139 150 hab.)
2. Brive-la-Gaillarde[35] (48 949 hab.)
3. Tulle (14 923 hab.)
4. Guéret (13 573 hab.)
5. Saint-Junien (11 455 hab.)
6. Panazol[34] (10 392 hab.)
7. Ussel (10 245 hab.)
8. Couzeix[34] (8 259 hab.)
9. Malemort-sur-Corrèze[35] (7 709 hab.)
10. Isle[34] (7 534 hab.)
11. Saint-Yrieix-la-Perche (6 910 hab.)
12. Le Palais-sur-Vienne[34] (5 986 hab.)
13. Feytiat[34] (5 981 hab.)
14. Ambazac (5 542 hab.)
15. La Souterraine (5 522 hab.)
16. Aixe-sur-Vienne (5 472 hab.)
17. Condat-sur-Vienne[34] (4 692 hab.)
18. Saint-Léonard-de-Noblat (4 640 hab.)
19. Saint-Pantaléon-de-Larche[35] (4 624 hab.)
20. Égletons (4 481 hab.)
21. Verneuil-sur-Vienne (4 347 hab.)
22. Bellac (4 317 hab.)
23. Rilhac-Rancon (4 227 hab.)
24. Ussac[35] (3 859 hab.)
25. Aubusson (3 844 hab.)
26. Allassac (3 796 hab.)
27. Rochechouart (3 796 hab.)
28. Objat (3 593 hab.)
29. Uzerche (3 126 hab.)
30. Argentat-sur-Dordogne (3 042 hab.)
31. Bort-les-Orgues (2 988 hab.)
32. Bourganeuf (2 910 hab.)
33. Cosnac[35] (2 902 hab.)
34. Bessines-sur-Gartempe (2 818 hab.)
35. Saint-Priest-Taurion (2 784 hab.)
36. Boisseuil[34] (2 688 hab.)
37. Donzenac (2 545 hab.)
38. Meymac (2 526 hab.)
39. Saint-Just-le-Martel (2 487 hab.)
40. Nexon (2 474 hab.)
41. Bosmie-l'Aiguille (2 335 hab.)
42. Naves (2 319 hab.)
43. Lubersac (2 314 hab.)
44. Sainte-Feyre (2 302 hab.)
45. Oradour-sur-Glane (2 246 hab.)
46. Varetz[35] (2 239 hab.)
47. Châteauponsac (2 160 hab.)
48. Le Vigen (2 049 hab.)
49. Eymoutiers (2 041 hab.)
50. Saint-Gence (2 019 hab.)
51. Saint-Sulpice-le-Guérétois (2 008 hab.)

La région possède 6 aires urbaines (chiffres 1999) :
- Aire urbaine de Limoges (247 944 habitants)
- Aire urbaine de Brive-la-Gaillarde (89 260 habitants)
- Aire urbaine de Guéret (29 244 habitants)
- Aire urbaine de Tulle (28 354 habitants)
- Aire urbaine d'Ussel (14 259 habitants)
- Aire urbaine de Saint-Junien (13 455 habitants)

Le canton le plus peuplé du Limousin est le canton de Limoges-Panazol, qui rassemble 21 781 habitants (chiffres 2006).
Le canton le moins peuplé est le celui de Gentioux-Pigerolles, qui rassemble 1 424 habitants (chiffres 2006).
Lien externe :
- Insee Limousin

### Galerie d'images

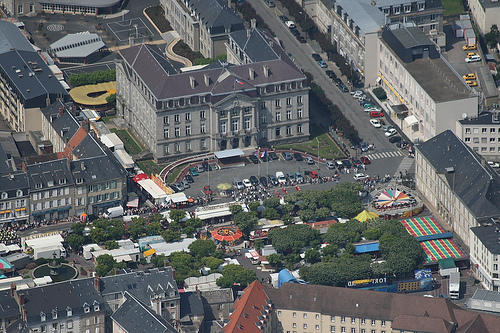
Guéret Place Bonnyaud (23)
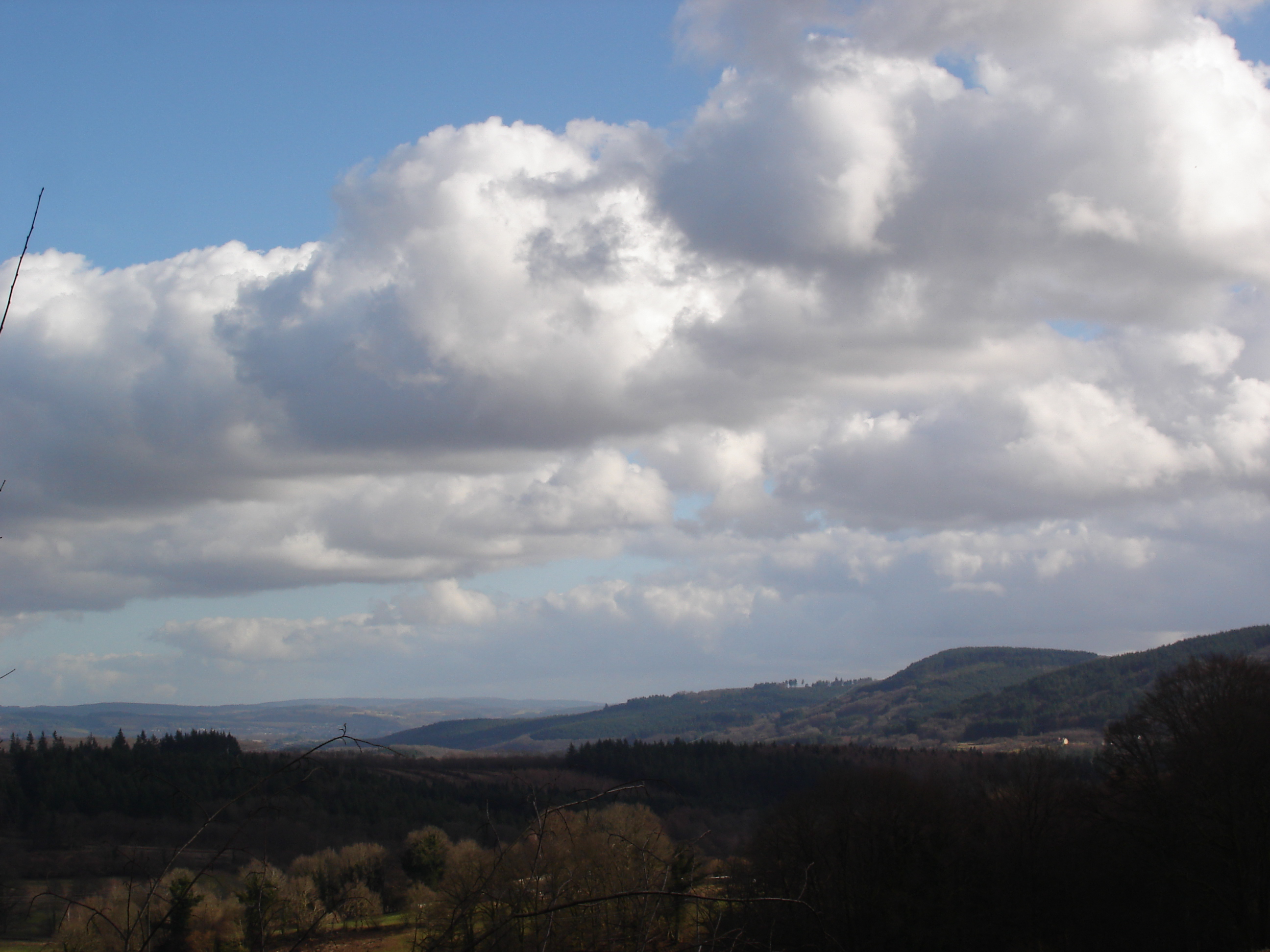
Paysage de fin d'hiver en Creuse (23)
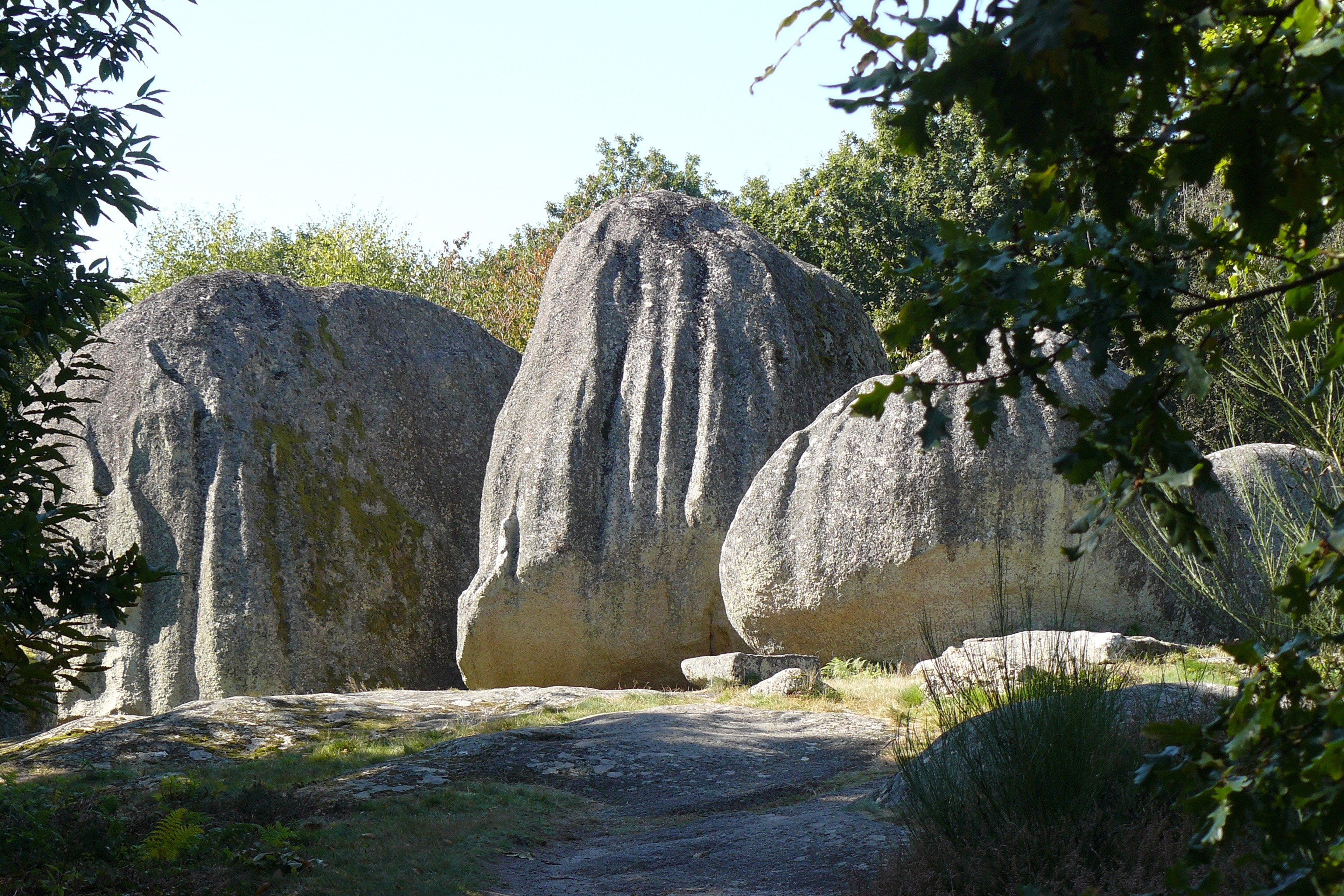
Ls Pierres Jaumâtres (23)
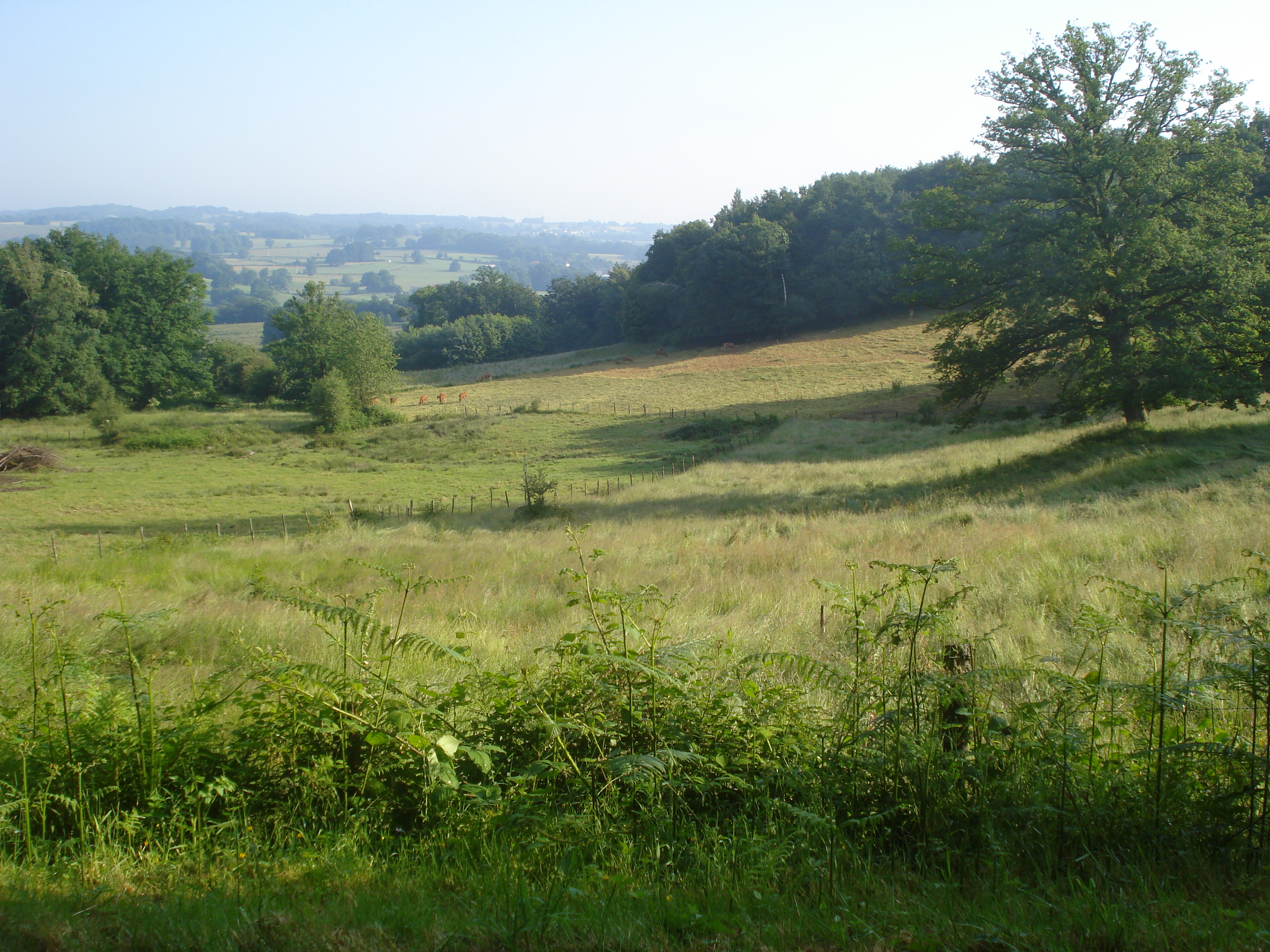
Paysage de Creuse (23)
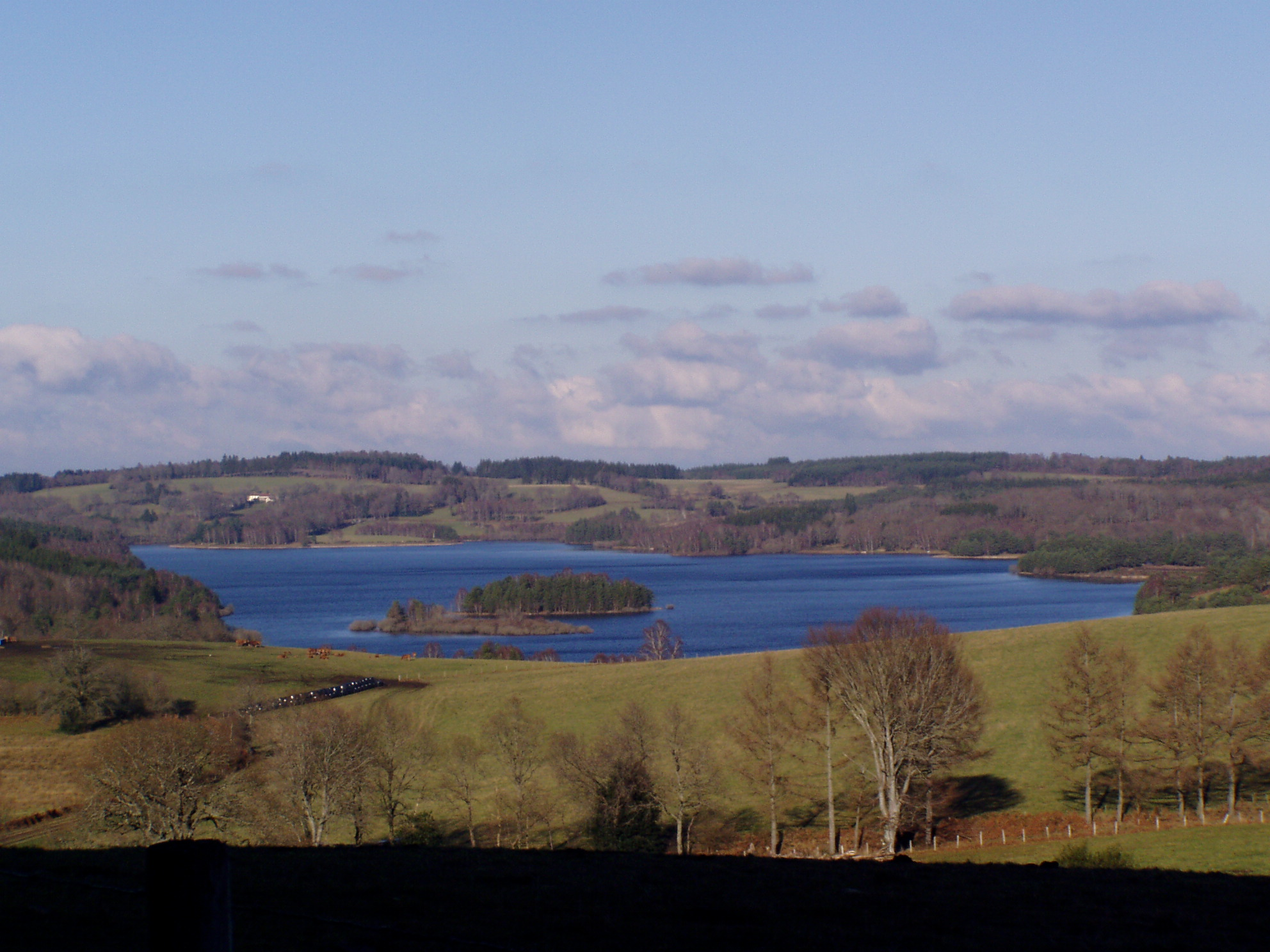
Le lac de Lavaud-Gelade (23)
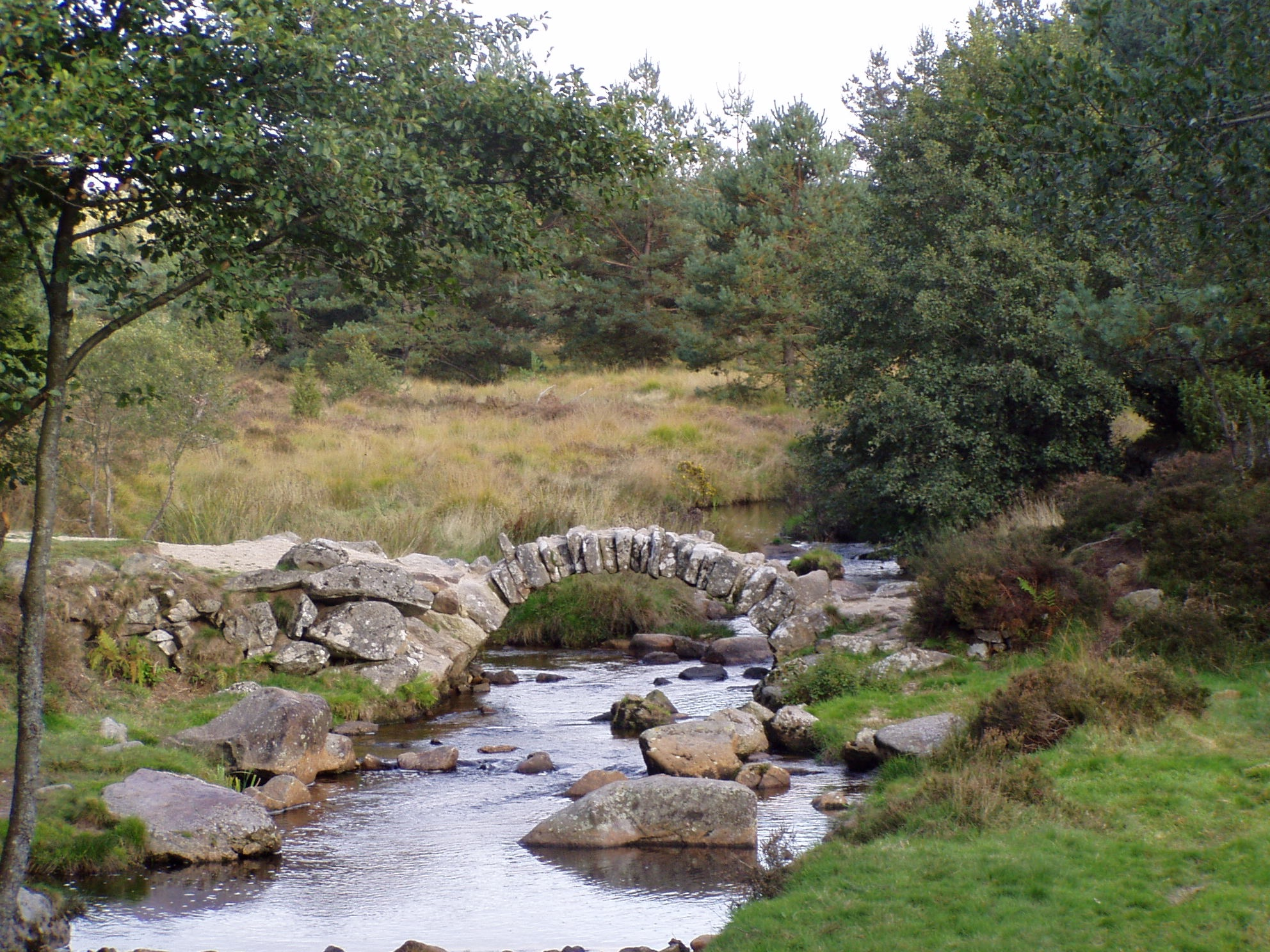
Le pont romain de Sénoueix (23)
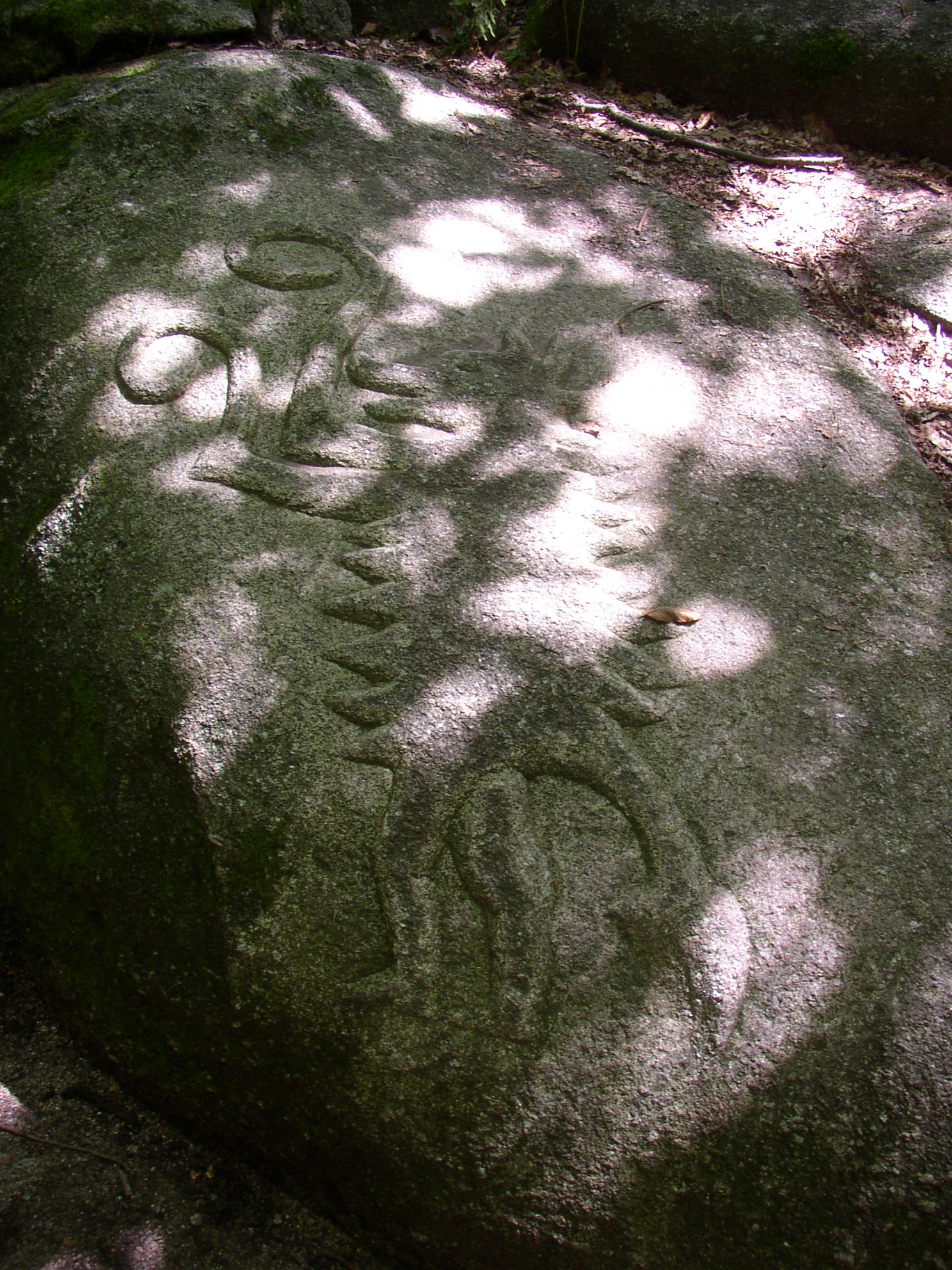
Monolithe gravé de la forêt de Chabrières (23)
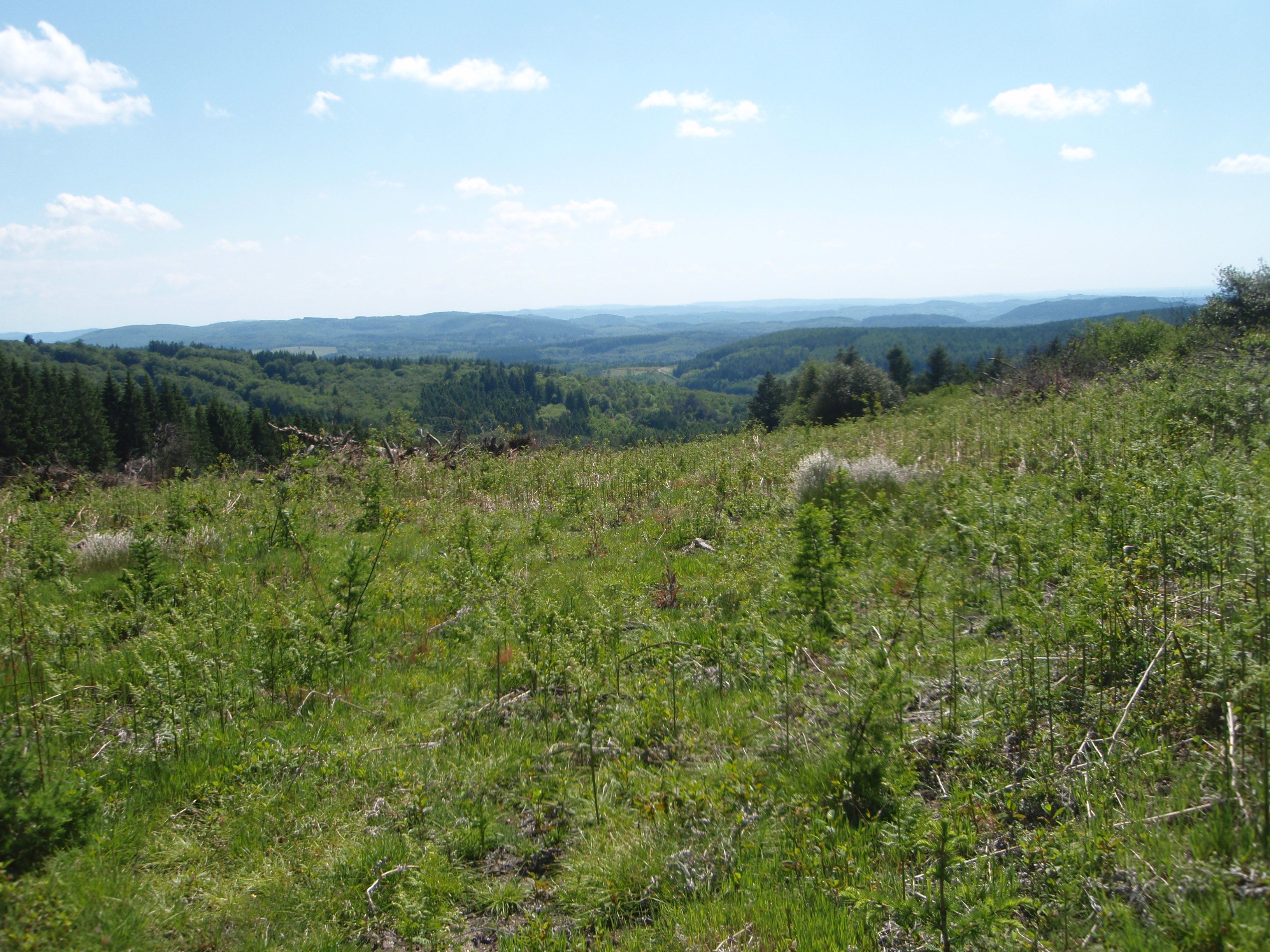
Paysage à Royère-de-Vassivière (23)
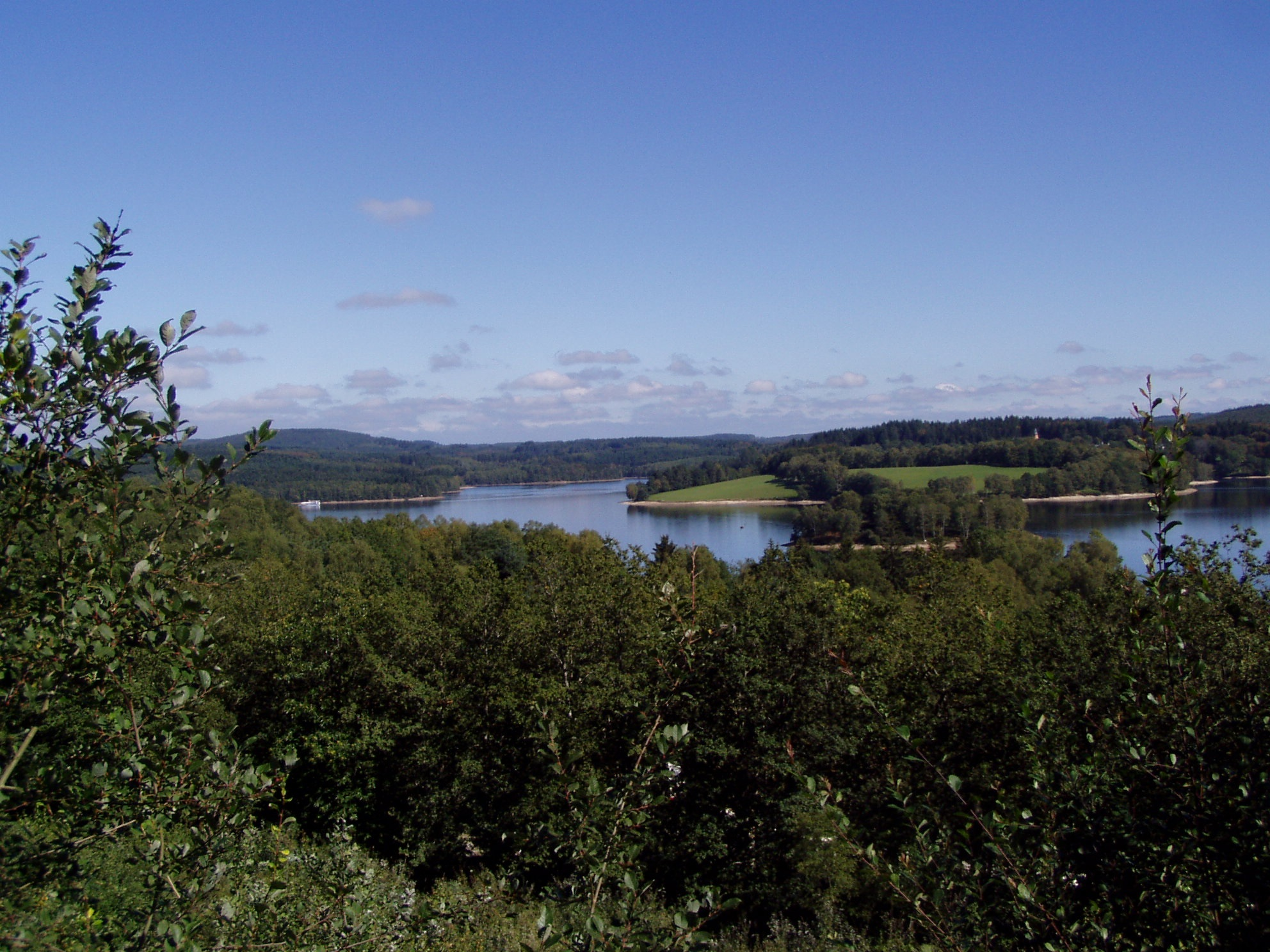
Vue vers le lac de Vassivière (23/87)
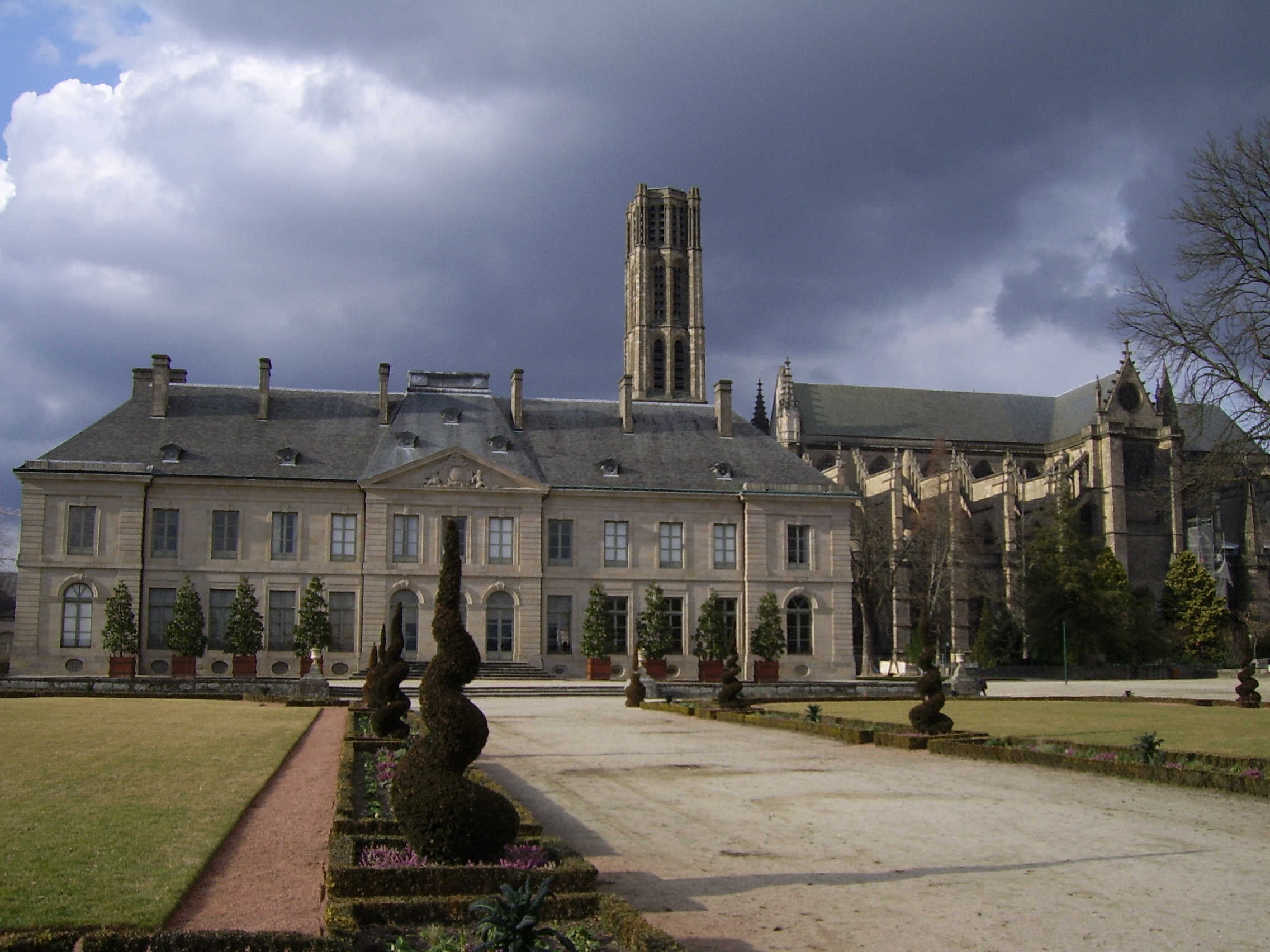
La cathédrale Saint-Étienne de Limoges et le musée de l'Évêché (87)
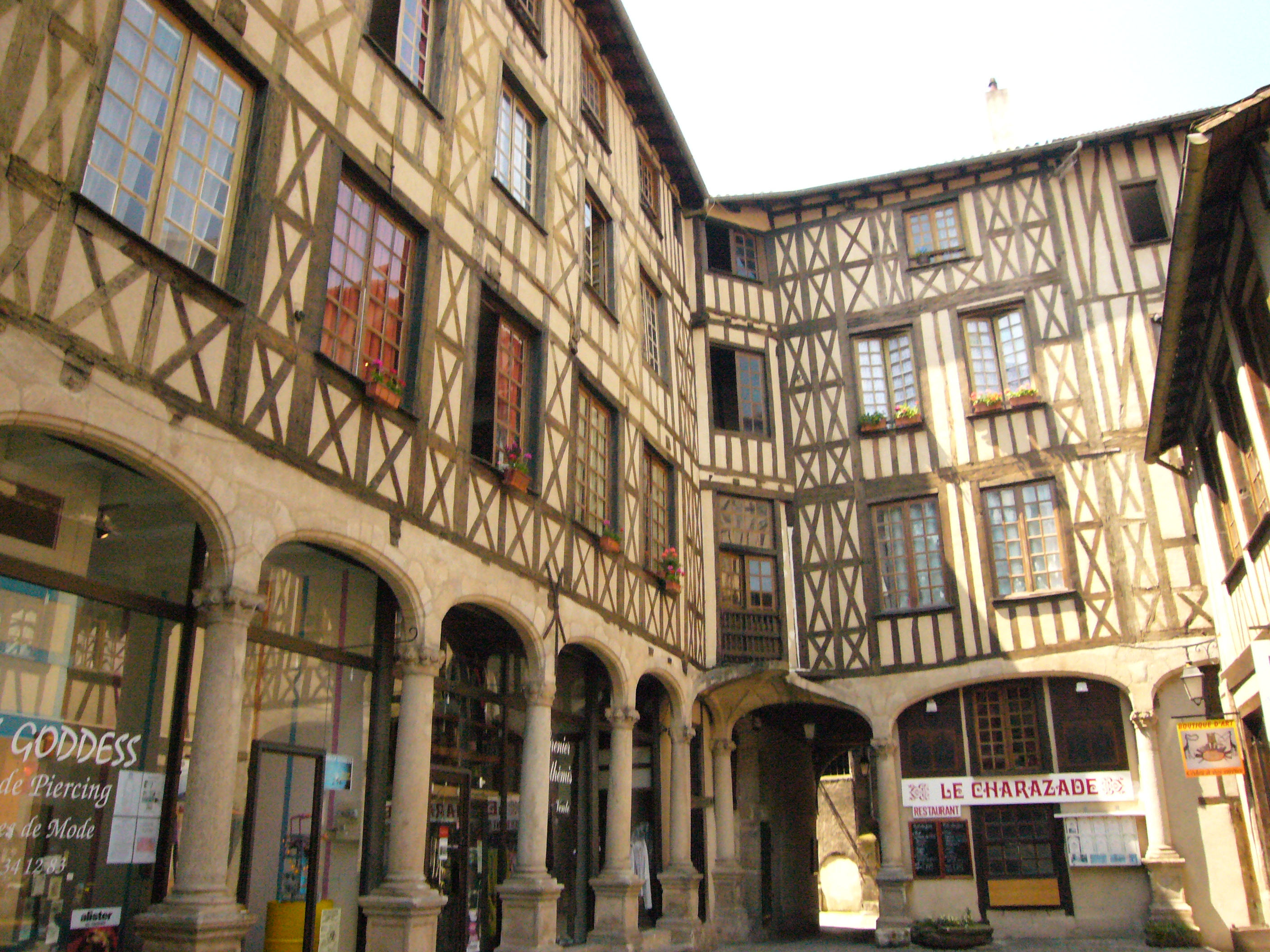
La cour du Temple à Limoges (87)
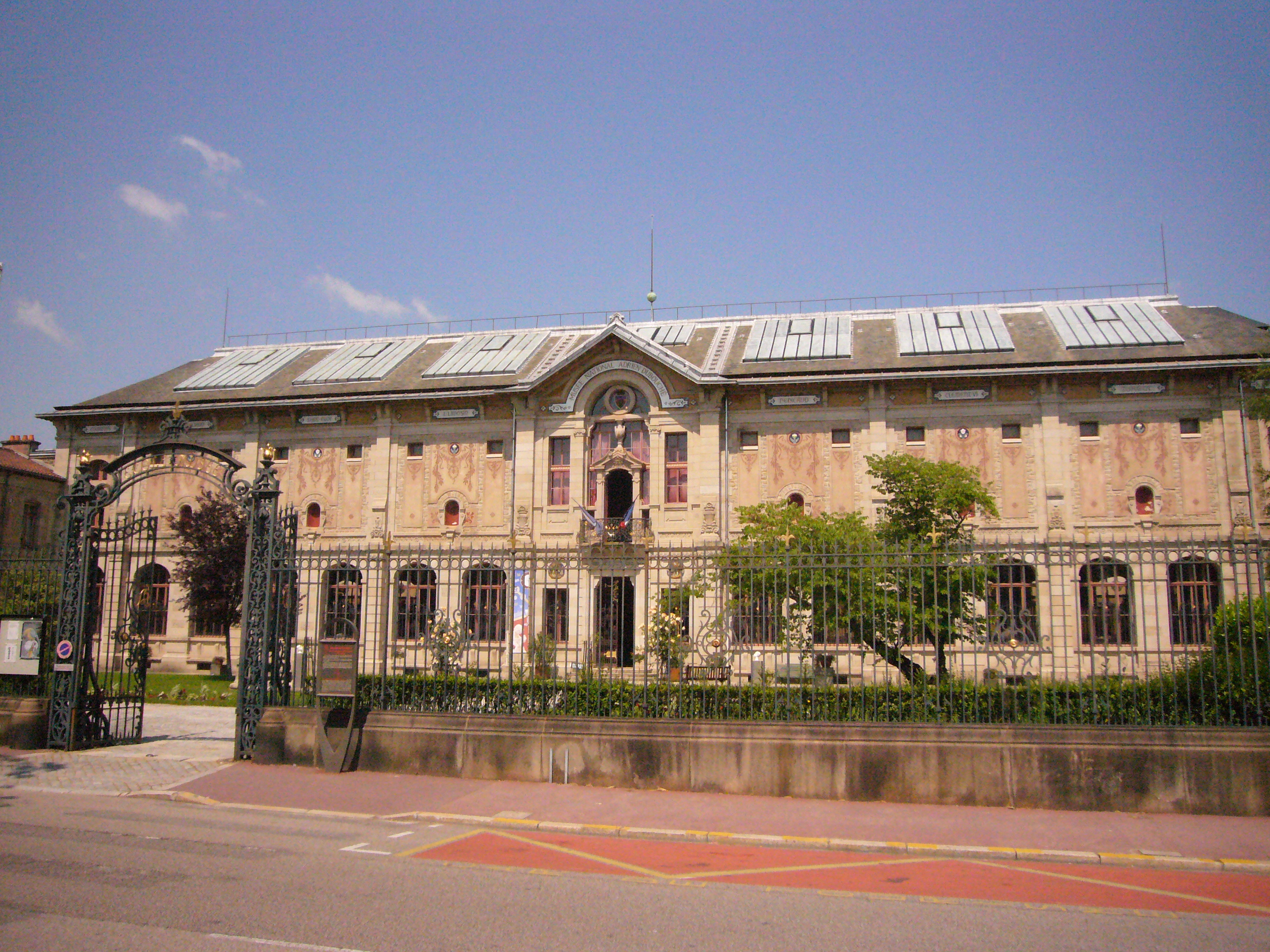
Le musée Adrien Dubouché à Limoges (87)
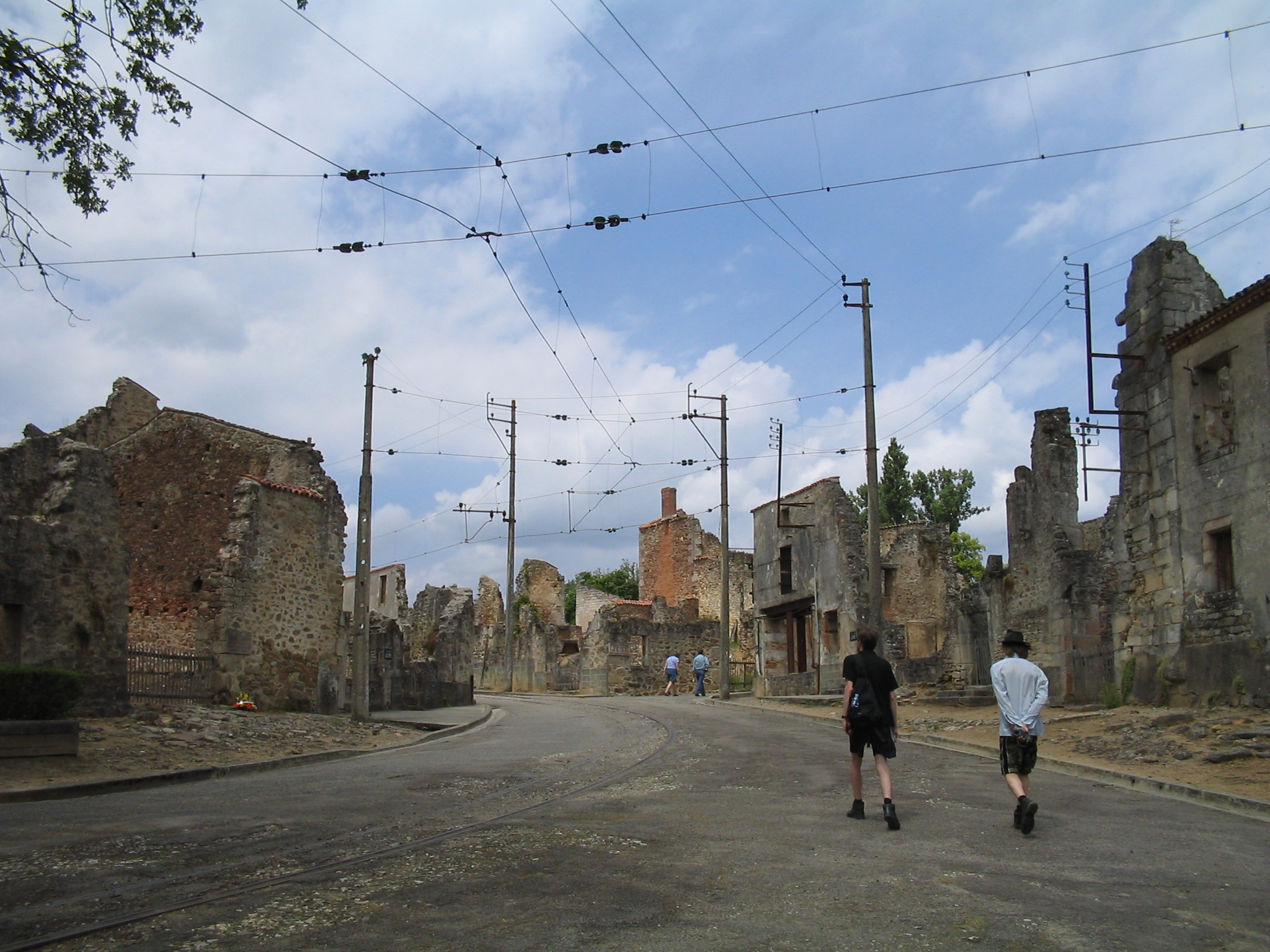
Le village martyr d'Oradour-sur-Glane (87)
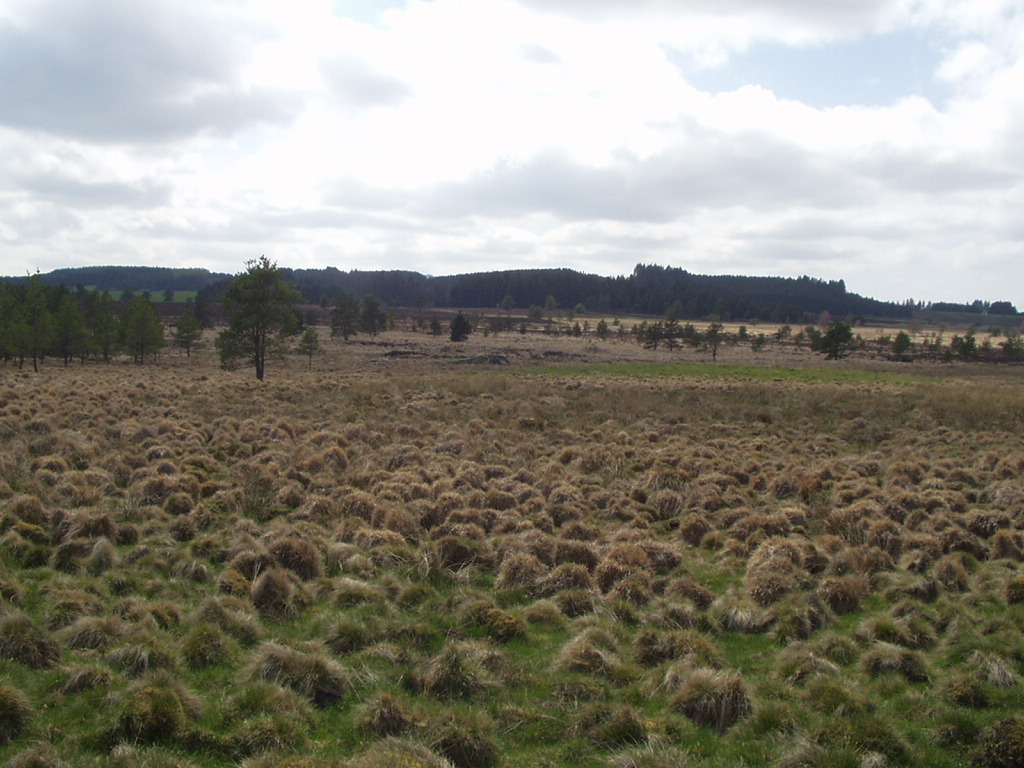
Tourbière sur le Plateau de Millevaches (19/23/87)
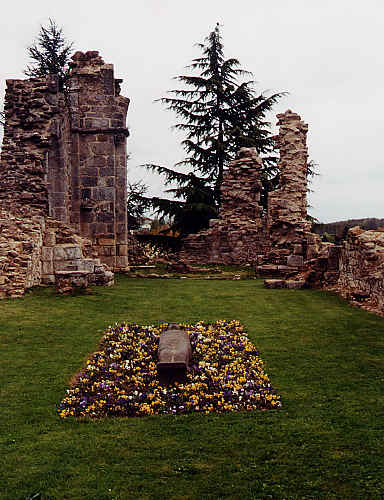
Gisant de Richard Cœur de Lion au château de Châlus-Chabrol (87)
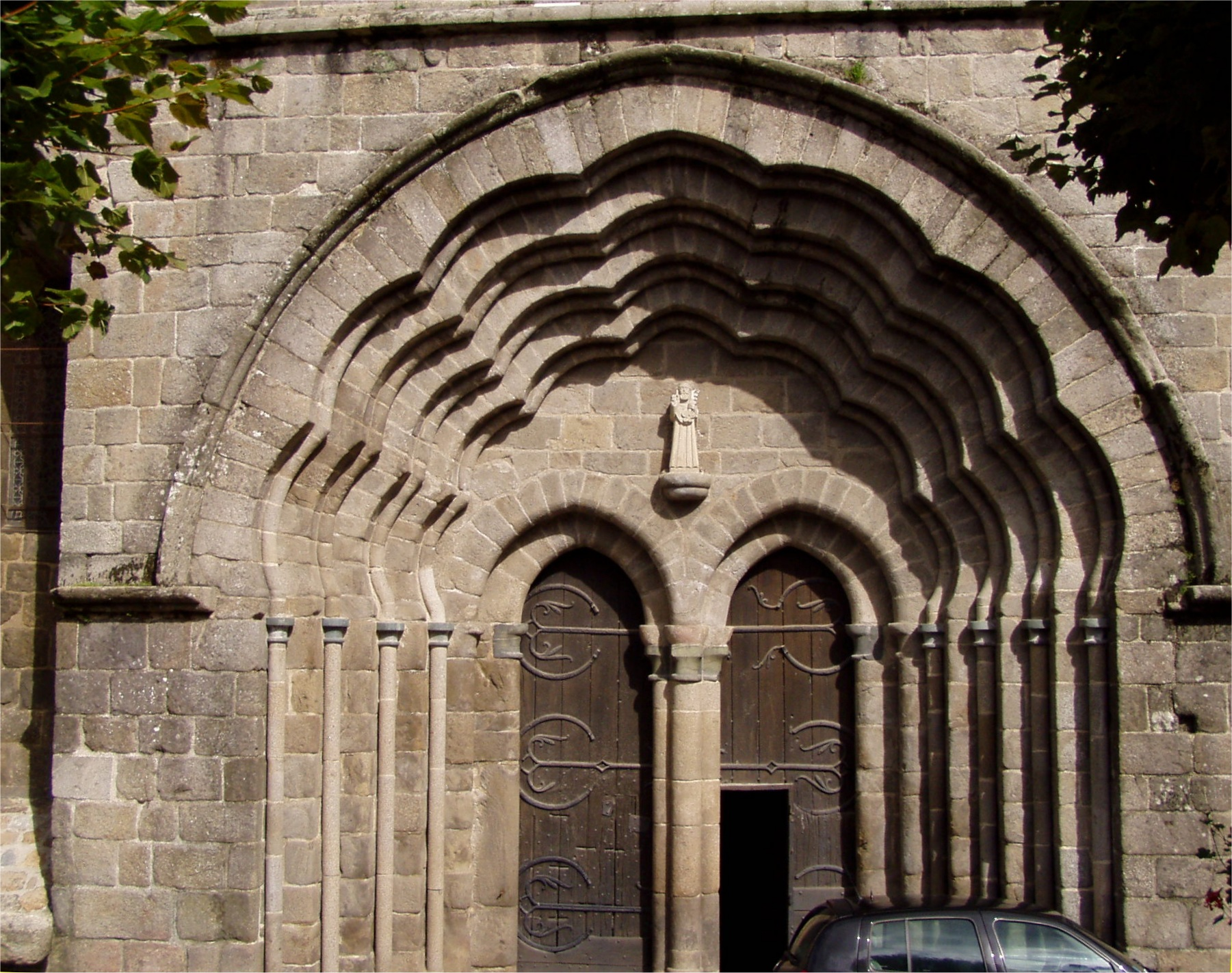
Portail de la collégiale, Le Dorat (87)
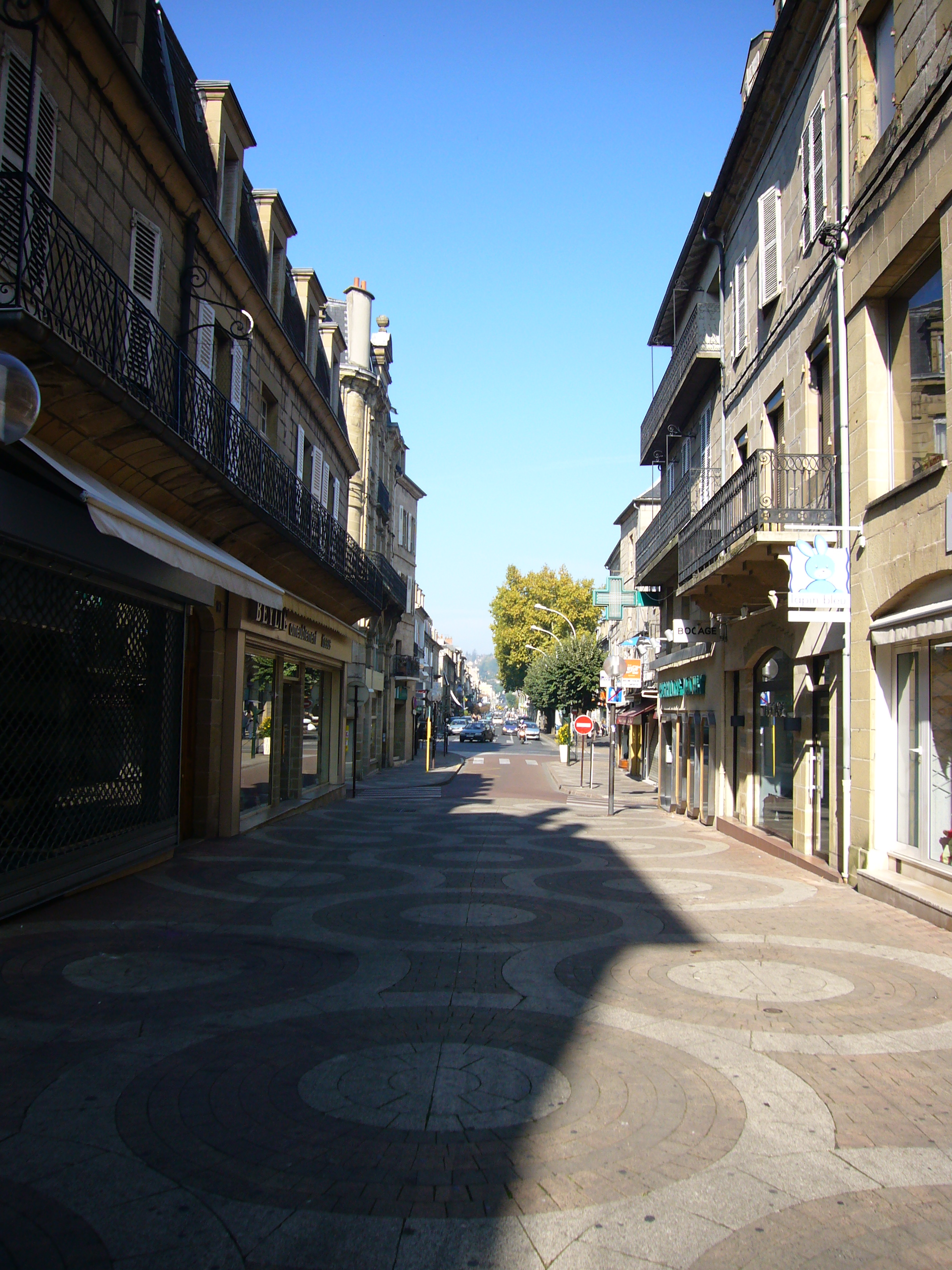
La rue Toulzac à Brive-la-Gaillarde (19)
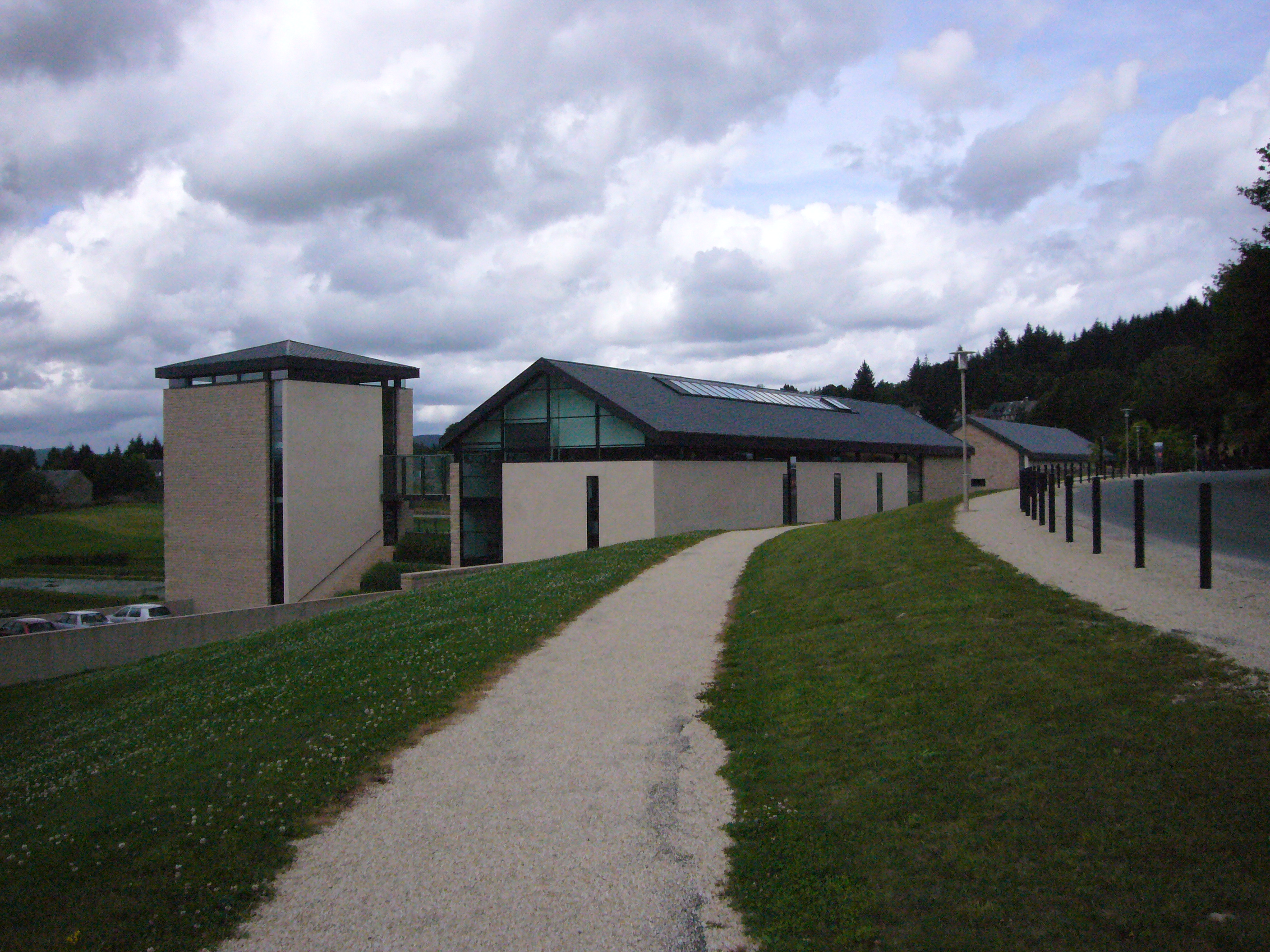
Musée du Président-Jacques-Chirac (19)
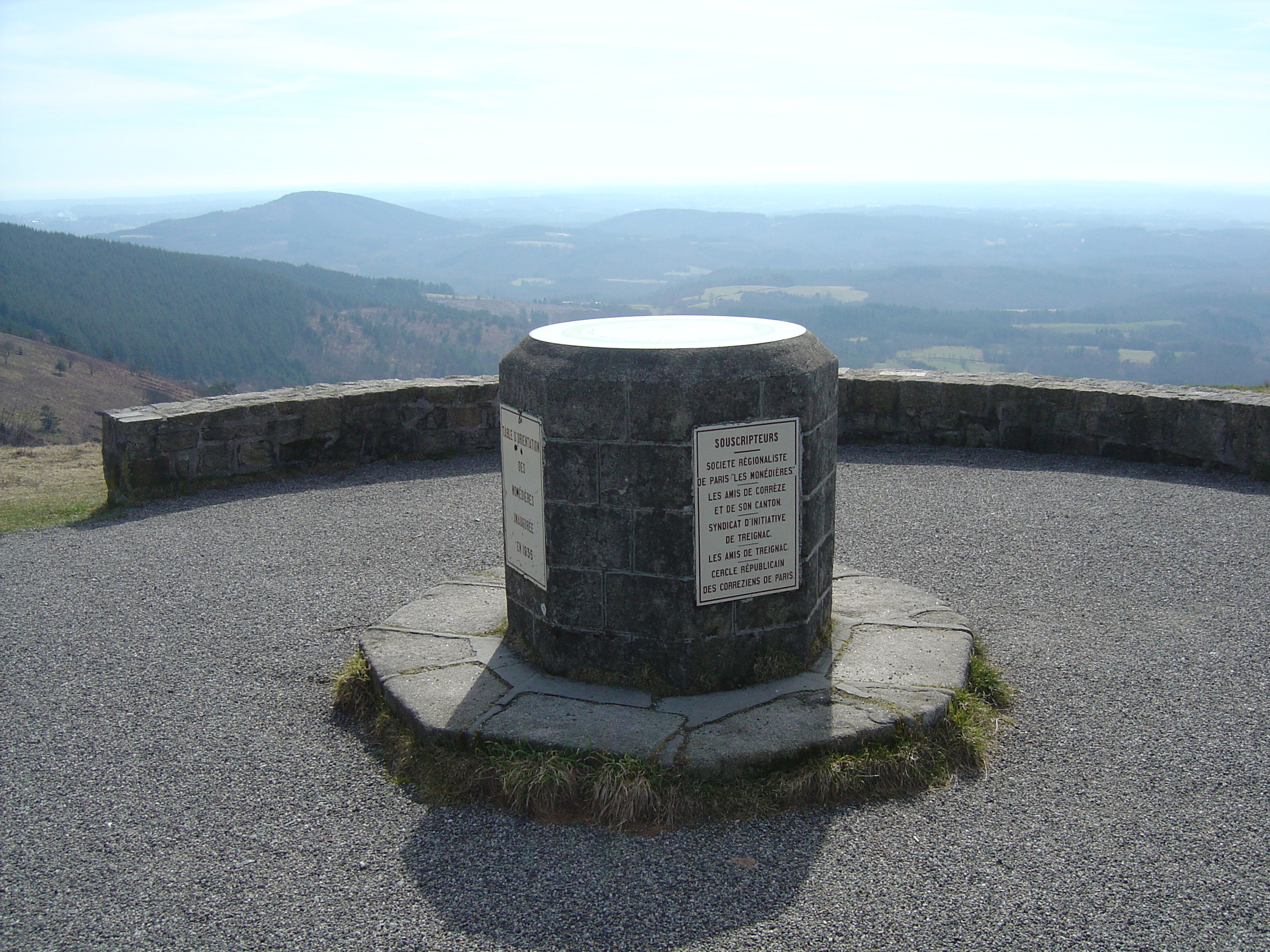
Vue depuis le Suc au May dans le Massif des Monédières (19)
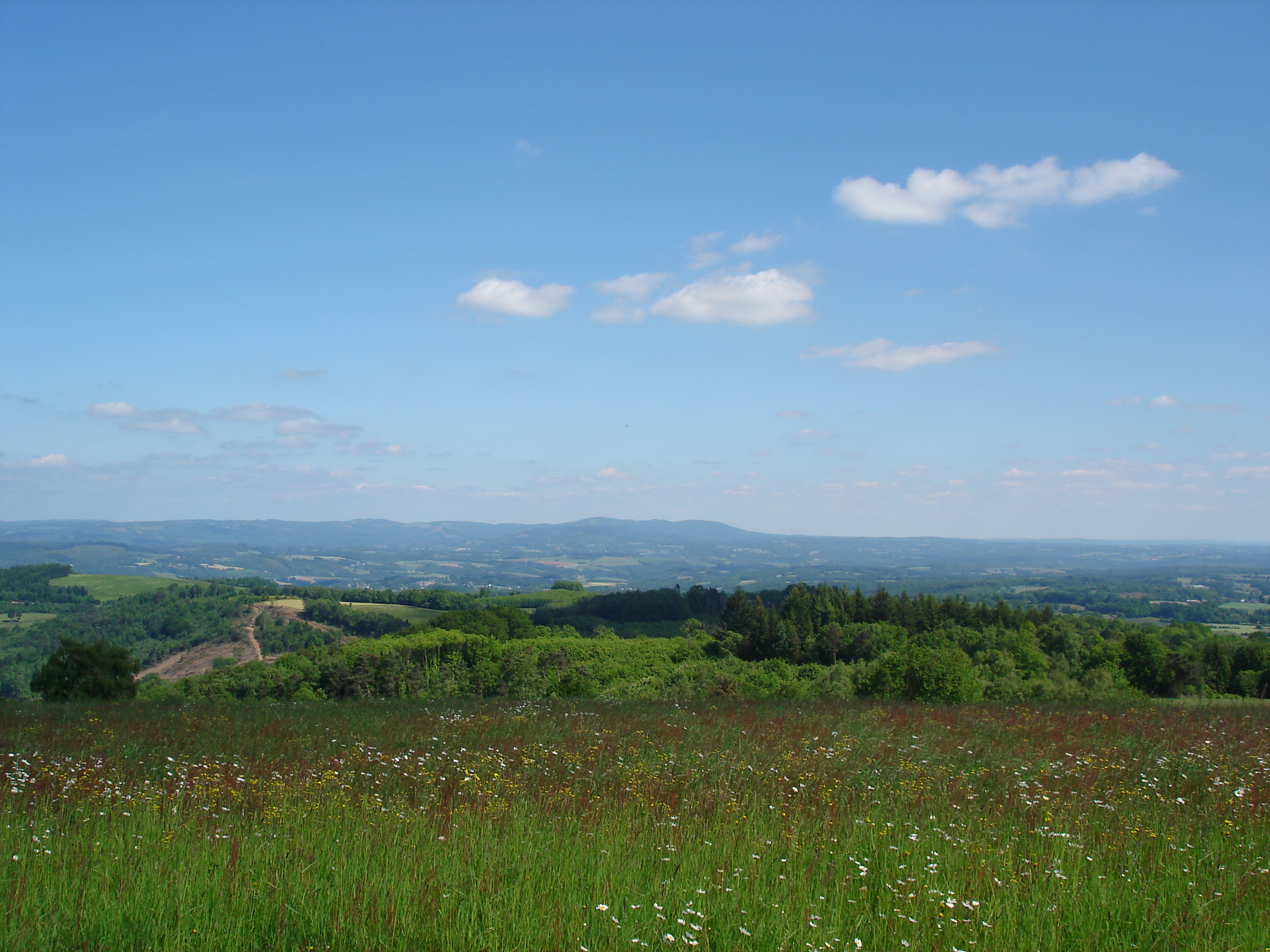
Vue depuis le Mont Gargan (87)
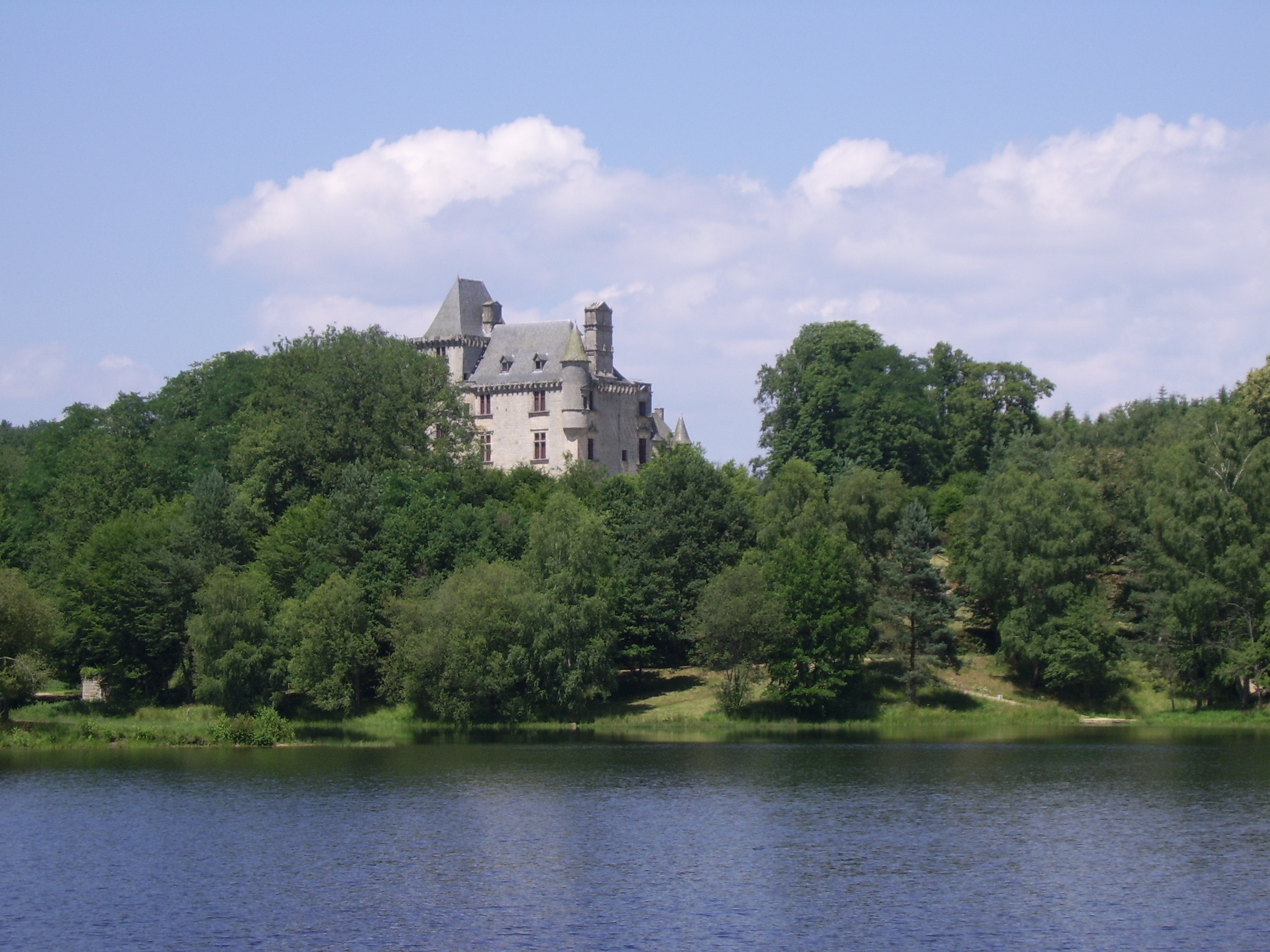
Le château de Sédières (19)
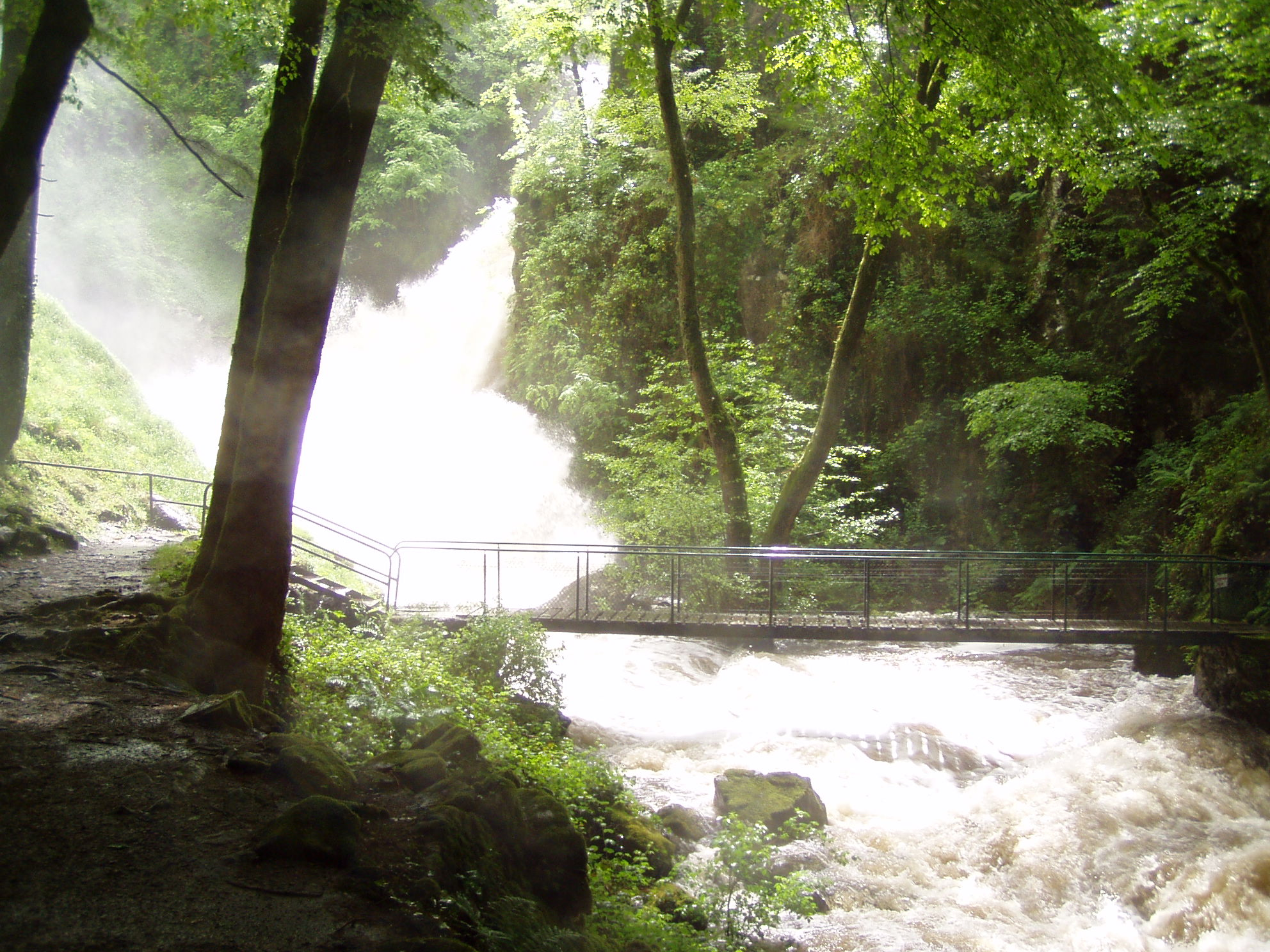
Les cascades de Gimel (19)
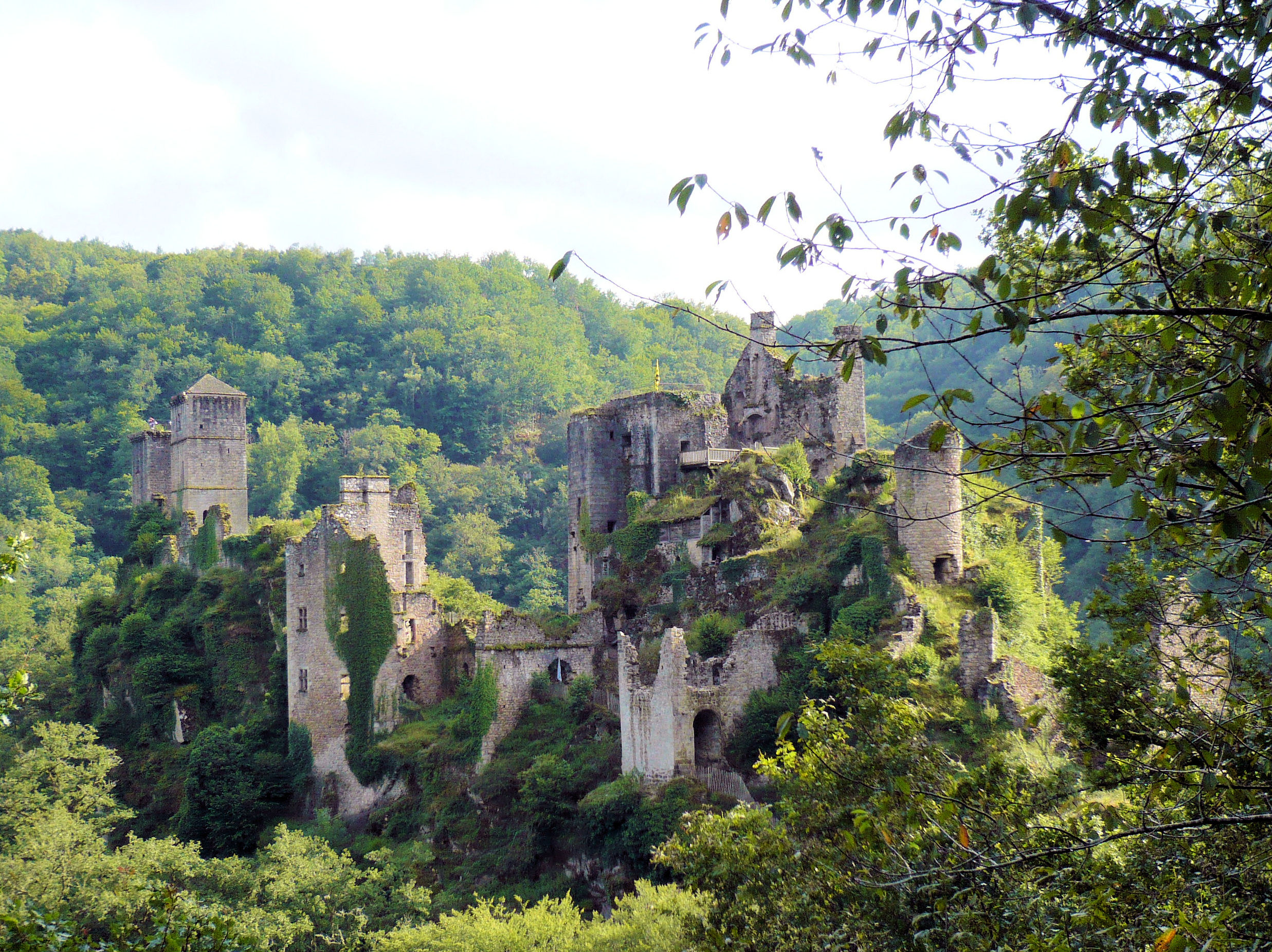
Les tours de Merle (19)
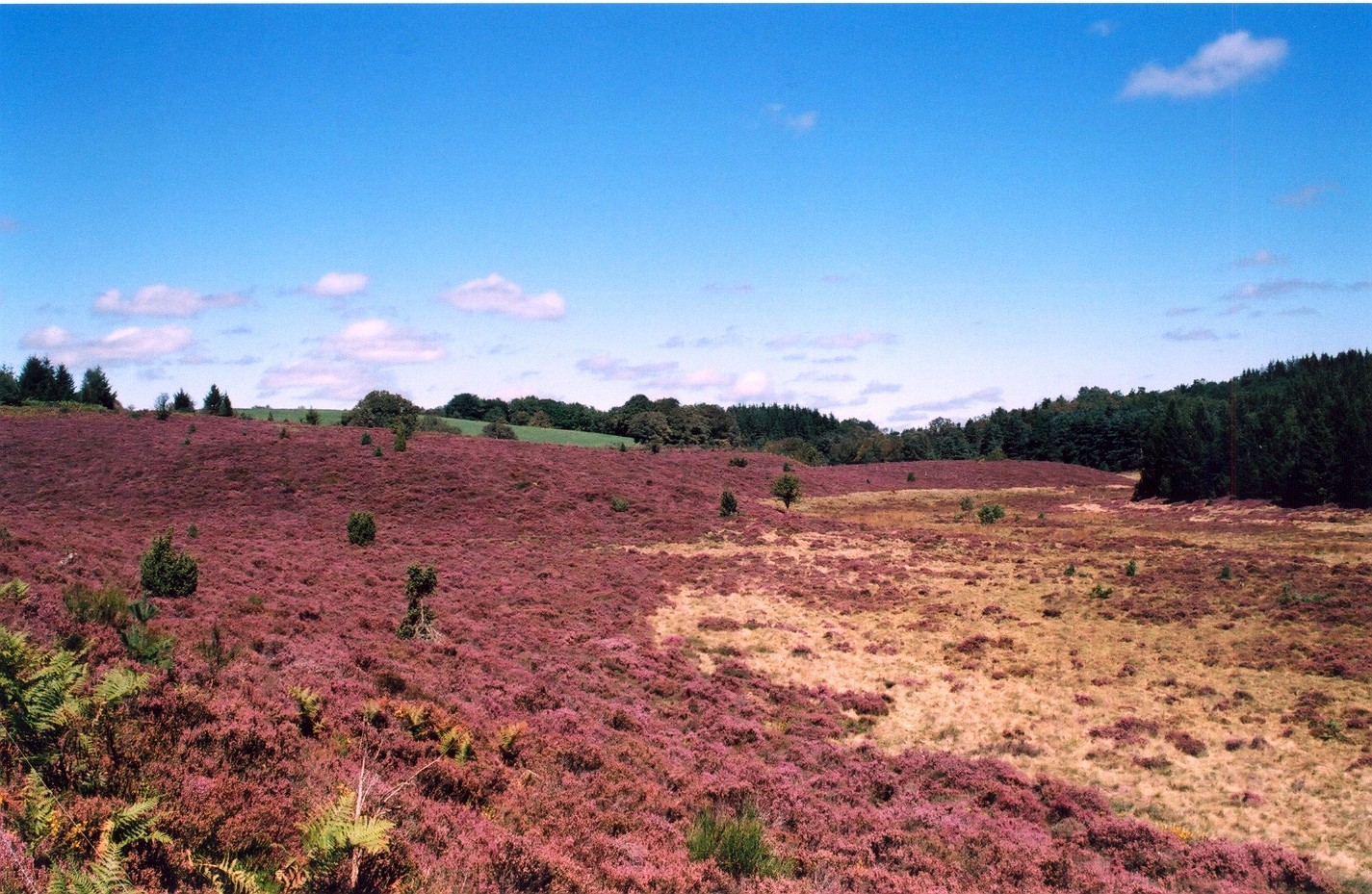
Bruyères (19)
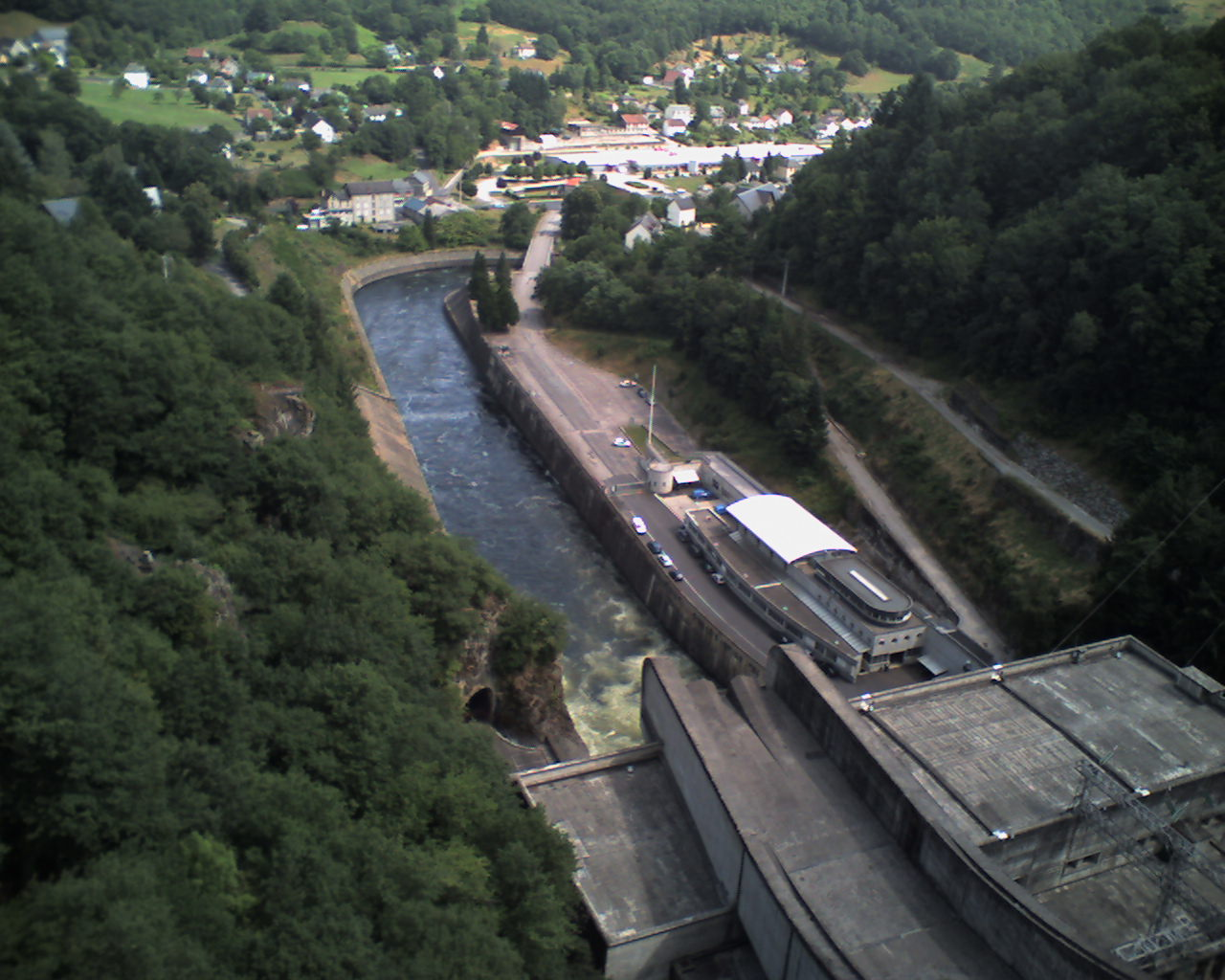
Le barrage de Bort-les-Orgues (19)
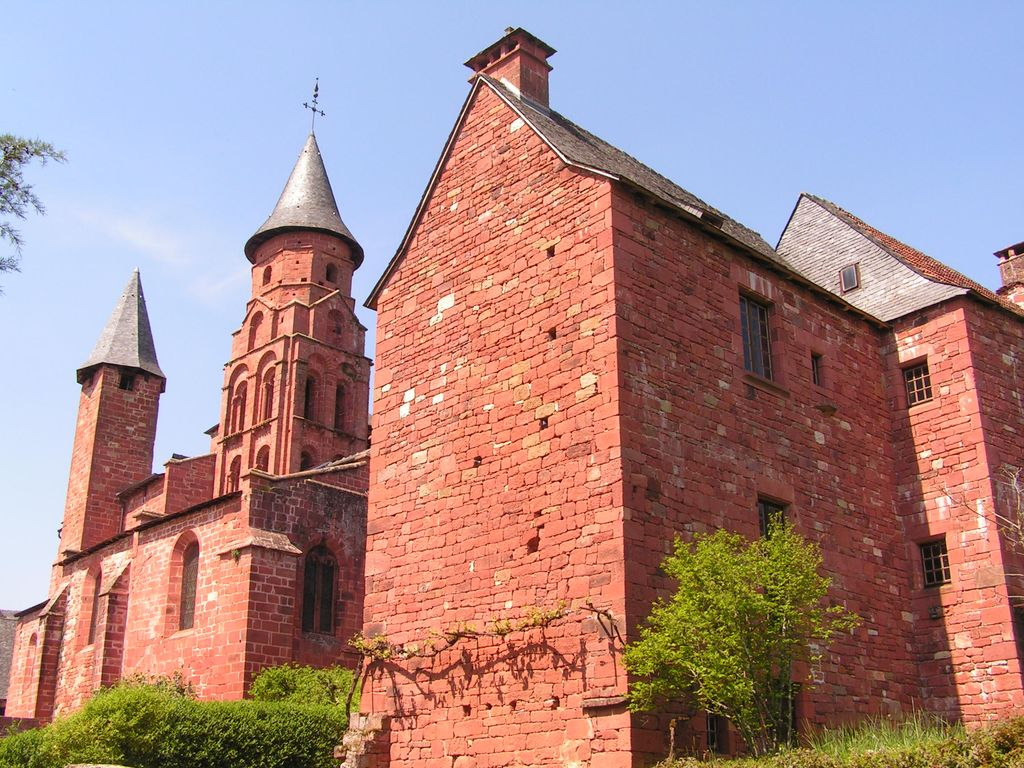
Collonges-la-Rouge (19)
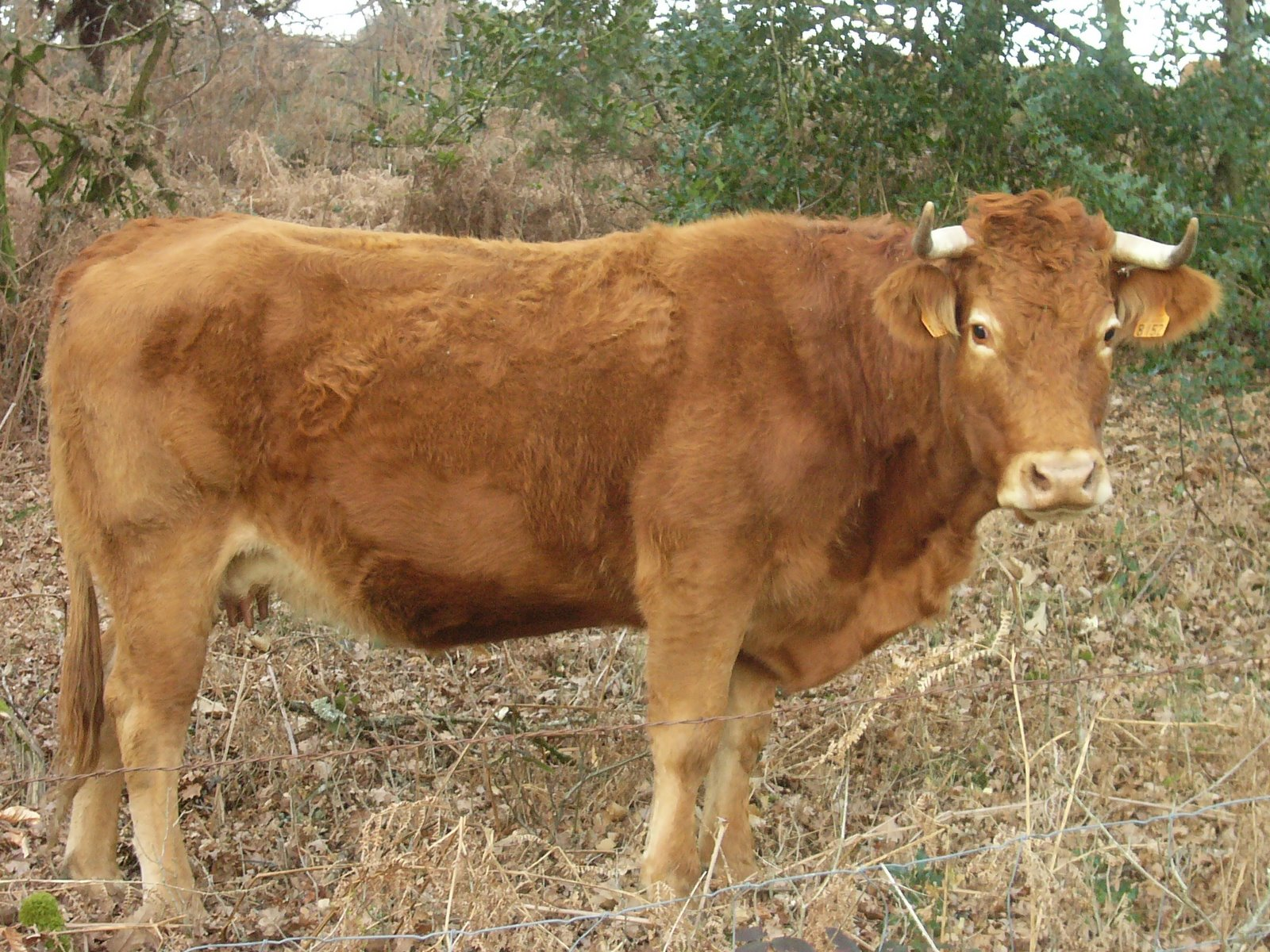
Limousine (race bovine)
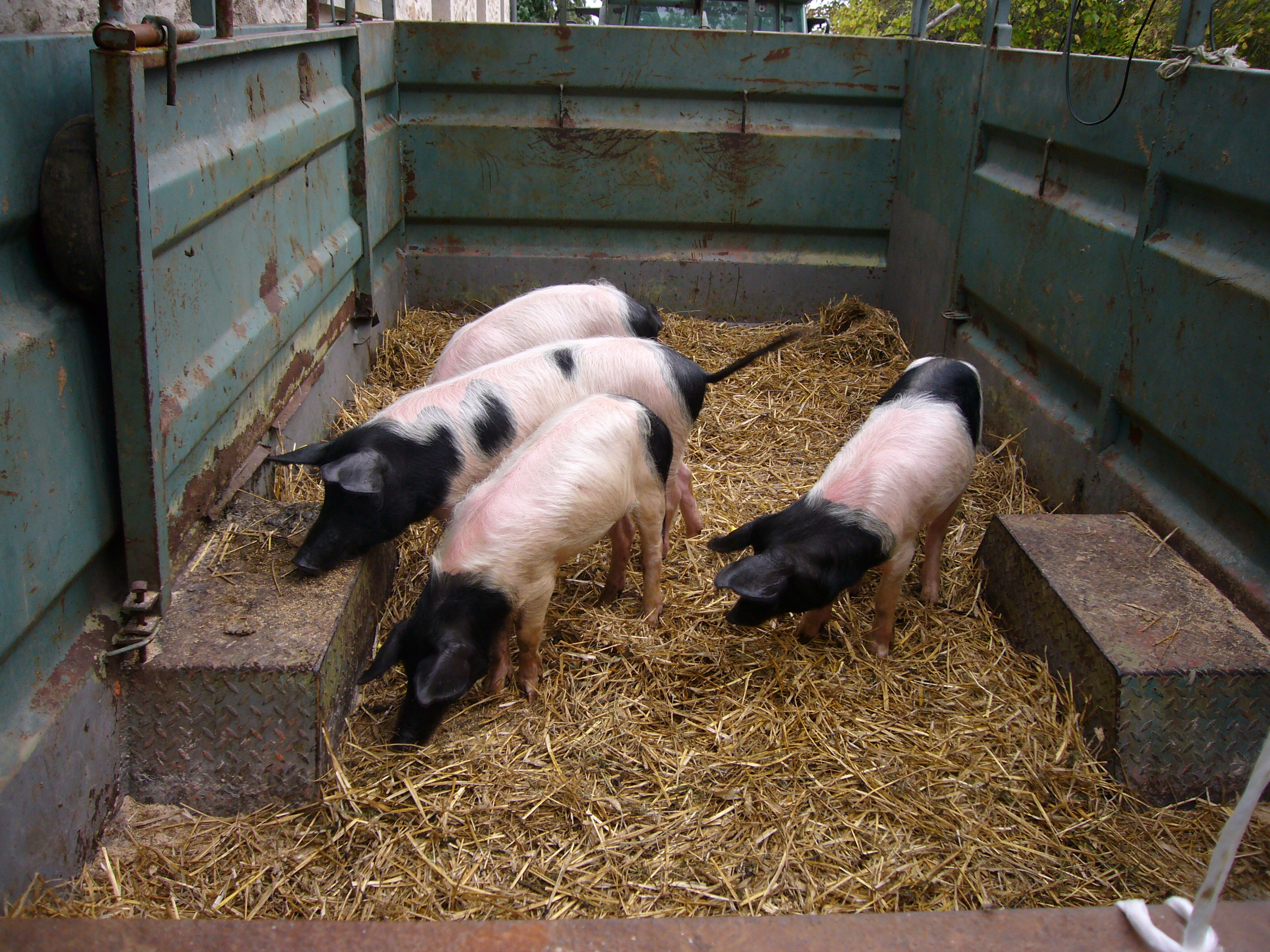
Cul noir limousin
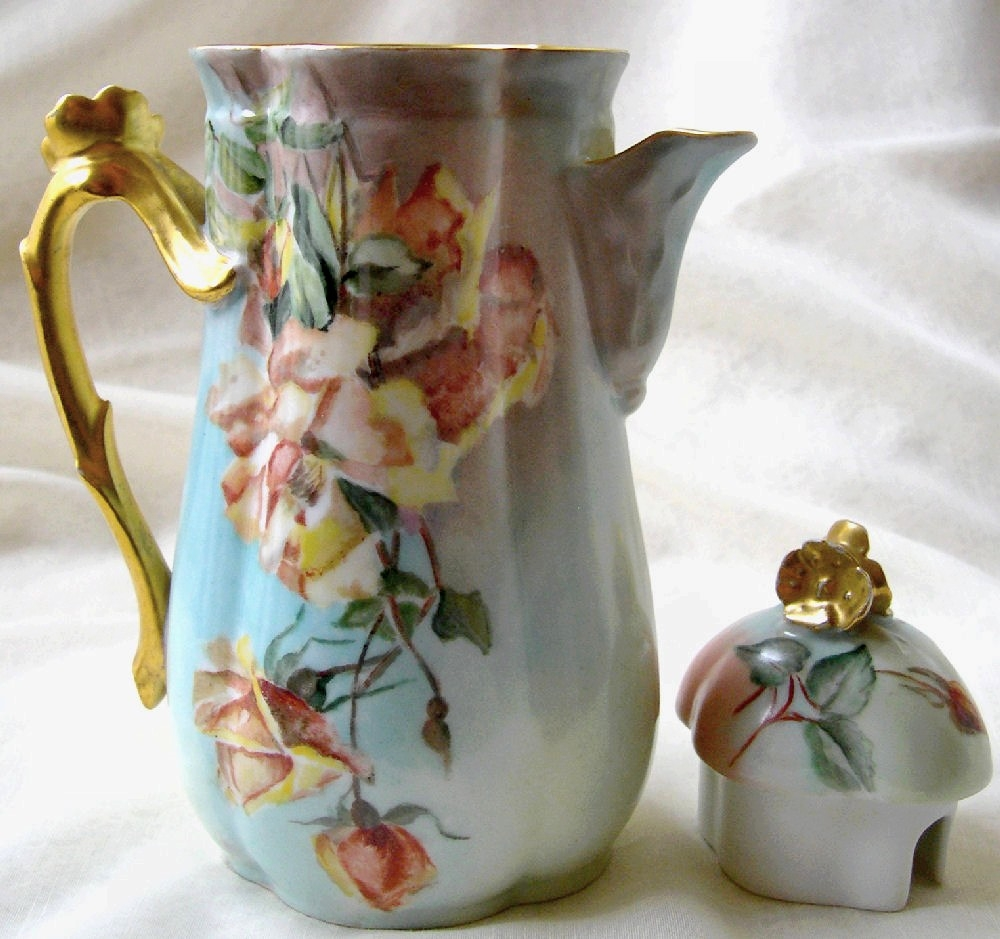
Pot à chocolat en porcelaine de Limoges
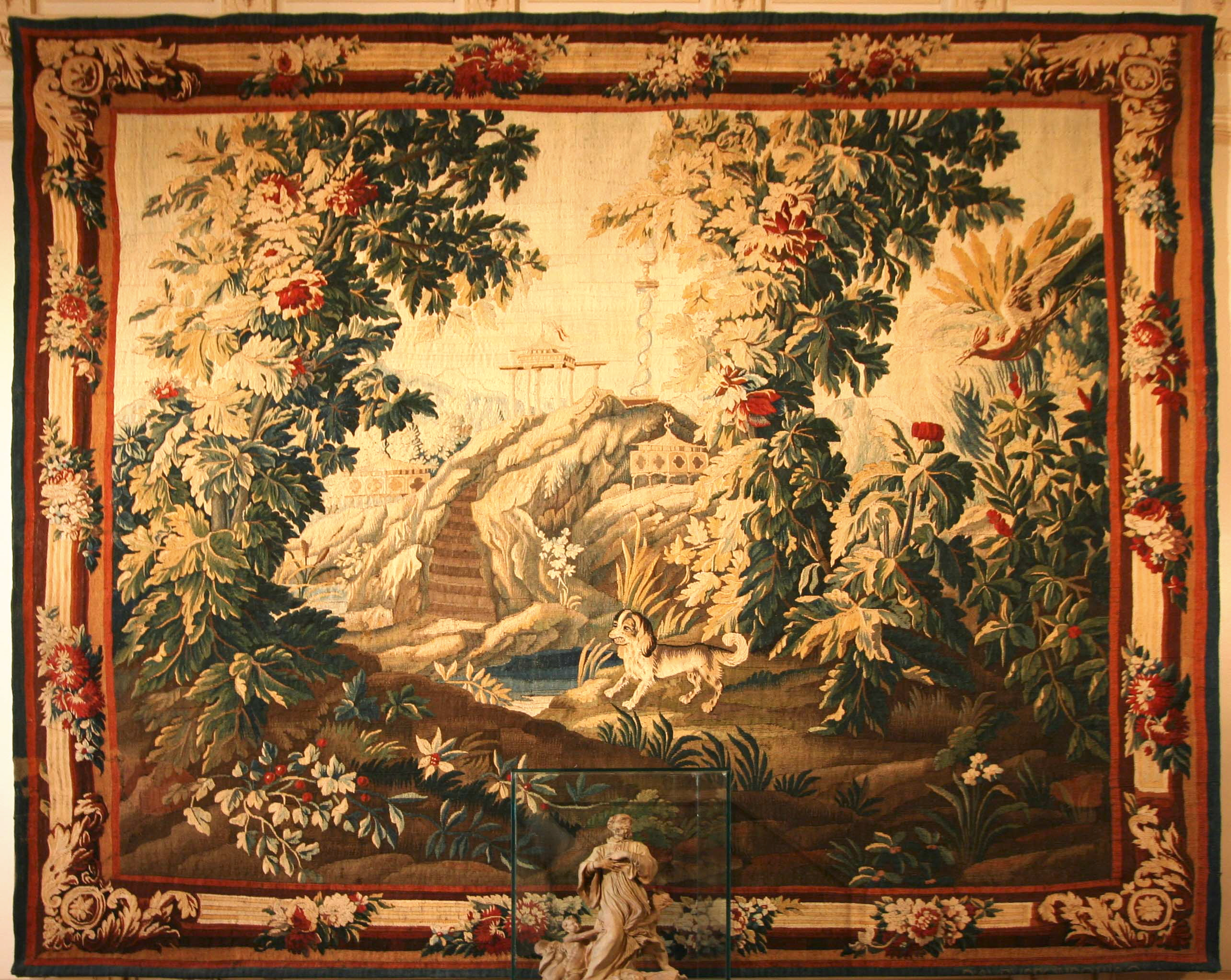
Tapisserie d'Aubusson (23)

## Culture régionale

### Langue

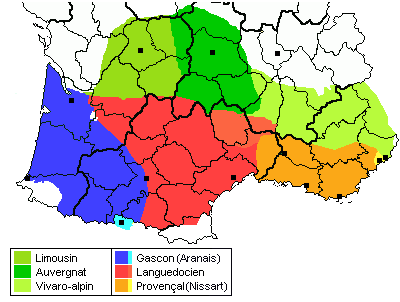
Les dialectes de l'occitan.

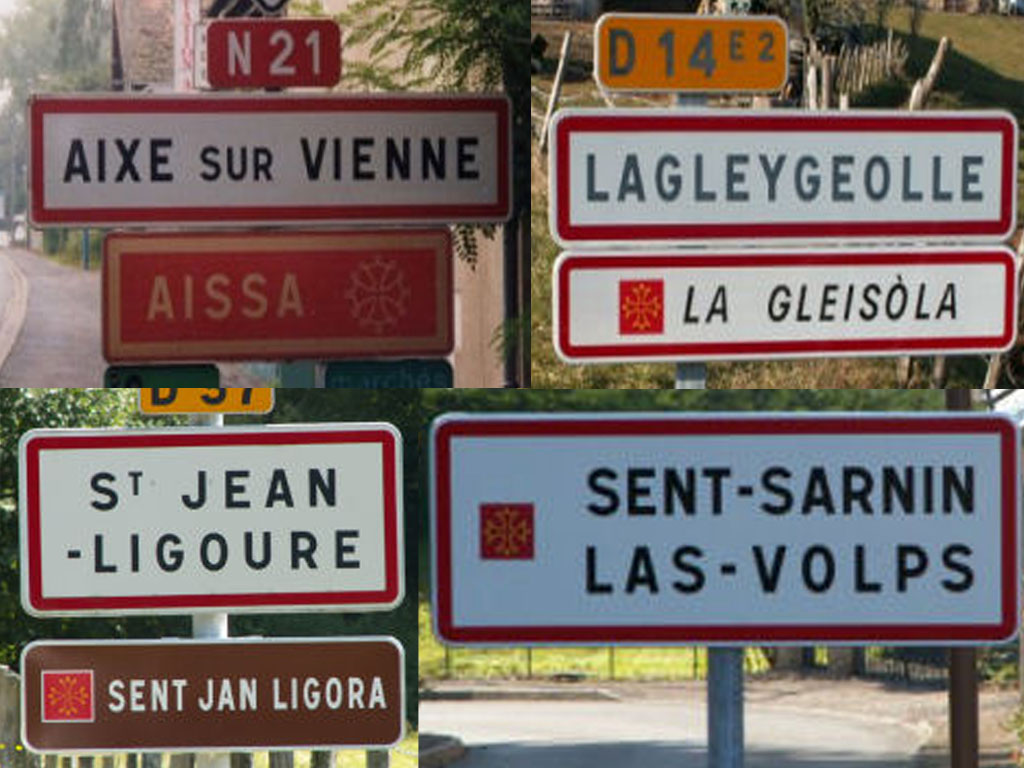
Exemples de signalisation bilingue en Limousin.

L'occitan limousin et le marchois.

La langue vernaculaire est l'occitan (ou langue d'oc) sous quatre formes dialectales : le limousin, dialecte largement dominant de la région (Haute-Vienne, deux tiers ouest de la Creuse et Corrèze dans sa quasi-totalité), le languedocien (partie quercynoise de la Corrèze), l'auvergnat (tiers est de la Creuse et petite partie est de la Corrèze) et le marchois (dialecte intermédiaire entre occitan et langues d'oïl, extrême nord de la région). En occitan, le nom de la région est Lemosin ([lemuˈzi]).
L'occitan devient dès le XIe siècle la langue des troubadours (trobadors en occitan, de trobar = trouver -le thème, la rime, la mélodie…-) les plus célèbres, comme Guillaume IX, duc d'Aquitaine (Guilhem Nòu), Bertran de Born, Bernard de Ventadour (Bernat de Ventador) ou encore Gui d'Ussel. À certaines époques du Moyen Âge, le terme langue limousine a pu désigner l'ensemble des dialectes occitans ainsi que la langue catalane.
Jusqu'au XVIe siècle, l'occitan limousin était langue officielle[réf. nécessaire].
Il est resté la langue parlée dominante jusqu'au début du XXe siècle, époque à partir de laquelle le français a pris le dessus, notamment par l'interdiction formelle de parler l'occitan à l'école.
La langue est donc dès les années 1930 peu à peu reléguée aux zones les plus rurales, où elle est encore parlée quotidiennement aujourd'hui (surtout dans le cercle familial), majoritairement par les natifs limousins nés avant 1940. Un mouvement culturel promeut le limousin dans la vie quotidienne (enseignement, utilisation publique) ainsi qu'à travers la littérature. Au XXe siècle, le Limousin a offert de grands noms à la littérature occitane, comme Paul-Louis Grenier et Marcelle Delpastre. La création musicale contemporaine en occitan existe, bien qu'en recul.
On trouve également une signification occitane dans de nombreux patronymes et dans la majorité des toponymes limousins. Ainsi de plus en plus de communes limousines optent pour une signalisation bilingue, afin que la spécificité culturelle de la région ne soit pas oubliée.
La langue a surtout laissé sa trace dans les tournures de phrases (limousinismes) des Limousins, ainsi que dans leur accent.
L'accent du Limousin est un accent occitan (ou « accent du sud » comme disent les gens du nord) naturellement moins marqué qu'à Toulouse ou Pau. Mais il suit la plupart des marques de ces accents. Il rend la langue française plus chantante. Il consiste entre autres à allonger certaines syllabes, à prononcer les è comme des é, les o comme des au et à prononcer les lettres finales muettes en français du Nord. Il est bien sûr plus marqué chez les personnes ayant parlé, parlant ou étant en contact avec la langue occitane limousine, ainsi donc plutôt en milieu rural.

### Littérature
L'ouvrage Du Pays et de l'exil , publié en 2008, est consacré à la littérature du Limousin, de l'Antiquité à nos jours. Il ressence la plupart des écrivains, poètes, dramaturges originaires de la région ou s'y étant installés.

### Cinéma
Les paysages et l'histoire de la région ont attiré divers tournages cinéma en Limousin. Ainsi, en 2007, 21 films ont été tournés. Parmi les plus célèbres, Tous les matins du monde (1991), d'Alain Corneau, Ceux qui m'aiment prendront le train (1998), de Patrice Chéreau ou Lady Chatterley (2006), de Pascale Ferran.

### Traditions
Si le Limousin n'est pas connu comme étant une des régions les plus religieuses de France, la tradition de pèlerinage et de culte des saints est encore extrêmement présente à l'état traditionnel. En témoignent les ostensions limousines, fêtes traditionnelles religieuses ayant lieu tous les sept ans dans quinze communes de Haute-Vienne et de Charente, lors desquelles sont organisées des processions avec les reliques des saints.
Cette fête remonte à l’an 994, alors que le Limousin, comme une grande partie de l’Aquitaine, se trouvait aux prises avec une terrible épidémie : le mal des ardents.
La littérature orale limousine, contes et légendes, a été bien étudiée, notamment par Coissac dans Mon Limousin, par la revue Lemouzi et, plus récemment, par le folkloriste Roger Maudhuy dans Le Limousin des légendes.

### Musique

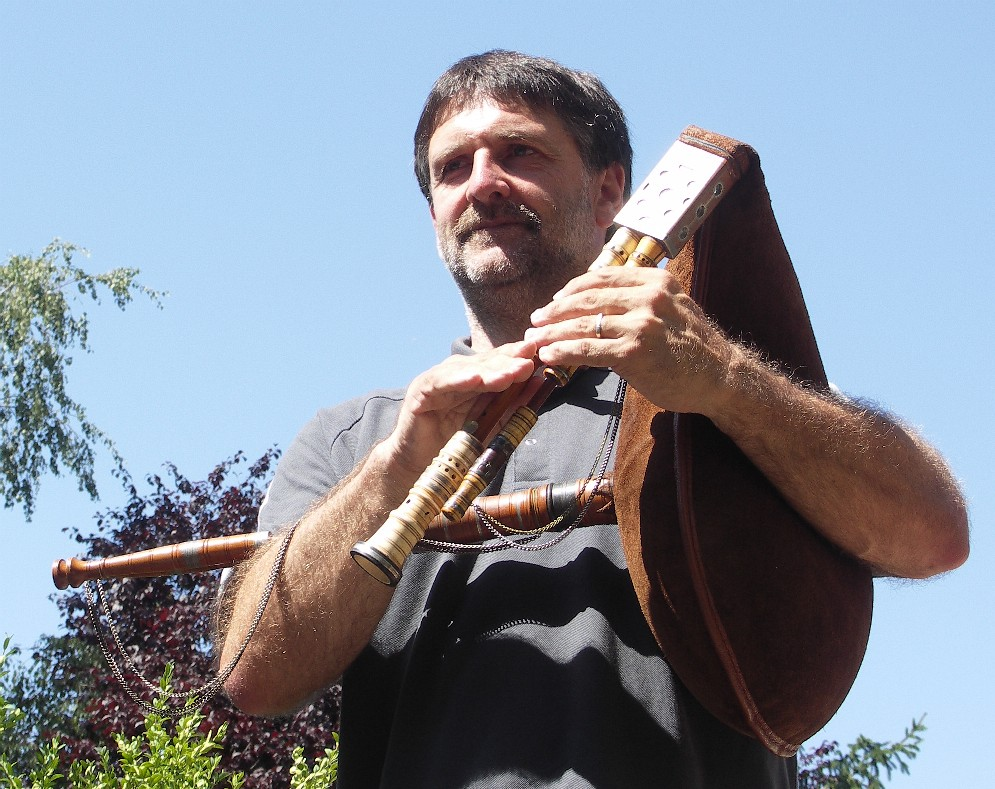
Chabretaire (joueur de chabrette).

La pratique de la musique traditionnelle reste très vivace. En témoigne par exemple la création en 1971 d'une des premières associations de formation mutualiste en musique et danses traditionnelles, l'Association des ménétriers du Massif central, toujours active, puis en 1987 du premier Département de musique et danse traditionnelles au sein d'un CRR en France, à Limoges, et de très nombreux groupes traditionnels et folkloriques qui animent chaque semaine les bals et fêtes de la région.
Les autres musiques ne sont pas en reste. Les manifestations sont souvent remarquées, tant du point de vue des programmations et des festivals (Festival des francophonies en Limousin, le Festival 1001 Notes…), que des structures culturelles (Opéra-théâtre de Limoges, centres culturels municipaux, ferme de Villefavard, château de la Borie qui a été le siège de l'Ensemble baroque de Limoges, Zénith de Limoges, Pôle de la mégisserie de Saint-Junien, Centre Fabrègue de Saint-Yrieix-la-Perche…)
Les musiques actuelles sont de plus en plus représentées, par la mise en place de sites spécialisés (bars, salles, festivals comme les Veyracomusies ou Catalacum) et d'associations organisatrices, telles la Fédération Hiero de Limoges.

### Gastronomie

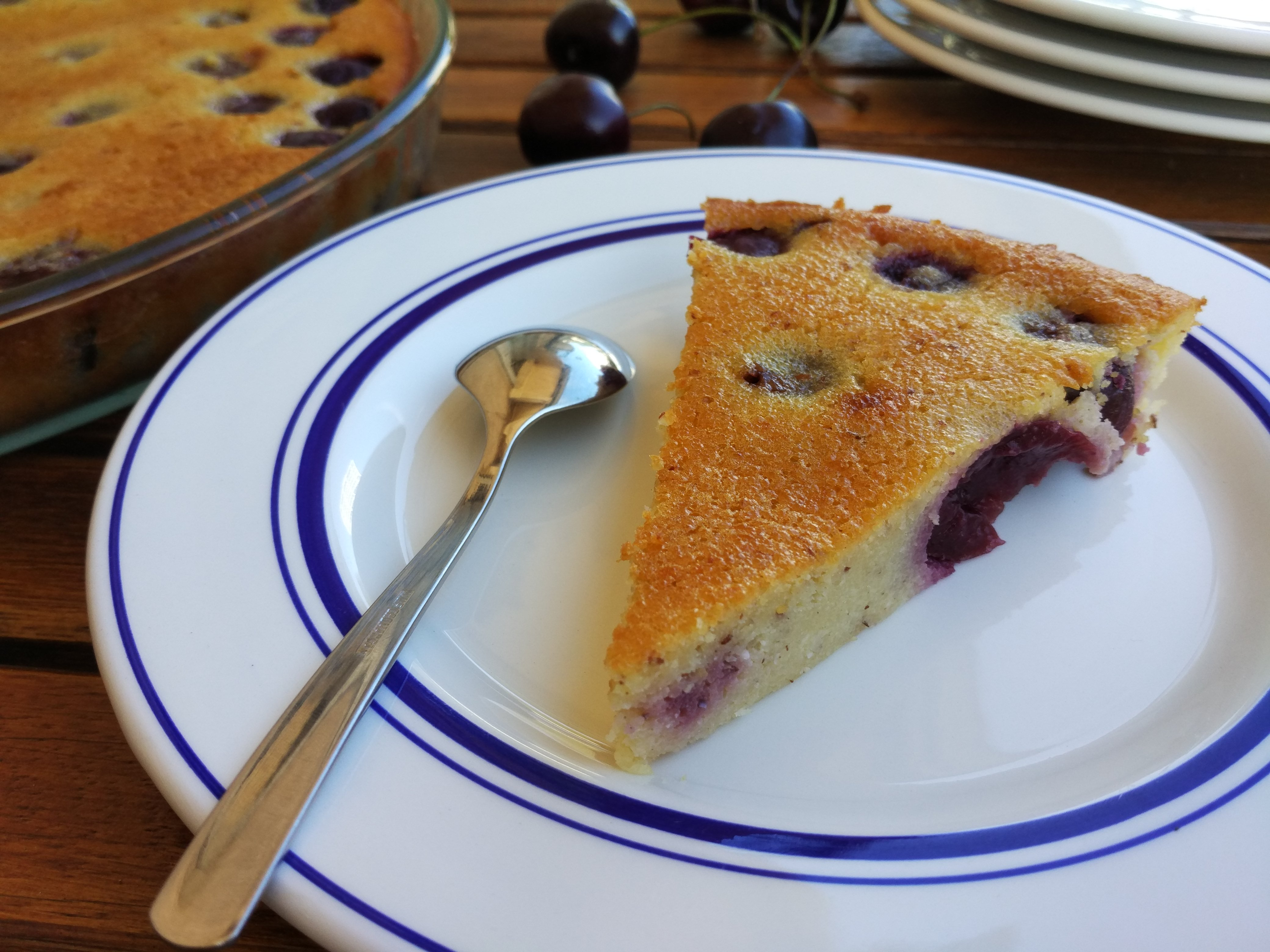
Clafoutis.

Le Limousin, dès l'aube des Temps modernes, a été victime d'une « image noire », conçue et colportée, le plus souvent, par les élites parisiennes. Rabelais, par exemple, aussi bien que Molière, La Fontaine, Balzac, et quelques autres, ont largement conspué ses paysages, ses coutumes et ses habitants. Sa gastronomie n'a pas échappé à la caricature. Au point que des sobriquets tels que « mâcheraves » ou « mangeurs de châtaignes » semblent résumer à eux seuls l'imagination culinaire des marmitons du cru.
Les autochtones se sont montrés, peu à peu, honteux de sentir l'ail, l'huile de noix, la chèvre et le saindoux. Aussi semblent-ils s'être résignés à ne produire qu'une nourriture de paysans, dont les préparations, peu nombreuses et condamnées aux moyens du bord, étaient, à leurs propres yeux, tout le contraire du bon goût, du cultivé, du distingué, et n'auraient su, par conséquent, rivaliser avec celles de l'Auvergne ou du Périgord.
Cette image dépréciative a néanmoins contribué à forger une identité régionale, et, en fin de compte, à modeler des attitudes gastronomiques. Aujourd'hui, beaucoup s’y pressent, au nom d'une nostalgie du « bon vieux temps », pour goûter enfin ces aliments naturels, produits par la ferme voisine tels que la soupe au lard, milliassous et tourtous, la bréjaude, les boudins et les pommes de terre fricassées, des plats qui au XIXe siècle auraient été jugés grossiers.
Il ne faut toutefois pas oublier que l'ordinaire de la plupart des gens du début du XXe siècle n'était encore que la lutte pour acquérir un pain chichement attribué. En effet, les limousins avaient généralement, pour reprendre l'expression de Chamfort, « plus d'appétits que de dîners ». Ils apprenaient dès la petite enfance à économiser, ne jetaient rien. Une mentalité parcimonieuse, empreinte du désir d'épargner les plus petites choses et de ne rien perdre, se retrouvaient dans les gestes, les histoires et les proverbes. Il fallait faire économie de ce pain qu'on ne gaspillait pas, de ces tartes qu'on mangeait même moisies, de ce saindoux, trop peu abondant dans les pommes de terre, si sèches qu'elles étouffaient l'honnête homme. Économie de la soupe, que l'on devait manger puisque le père l'avait trouvée bonne. Économie de la viande, lorsqu'on l'achetait chez le boucher… .
La vérité, si elle est moins simple, moins caricaturale, n'en est que plus touchante. Elle se trouve, par exemple, dans ces familles de manœuvres agricoles, qui mangeaient le soir la soupe de midi réchauffée, alternaient avec le pain, le fromage ou la pomme de terre, mais chez qui l'on ne trouvait jamais les quatre choses ensemble… Dans ce bambin, qui faisait la grimace devant son assiettée de soupe au lard, dont la recette ne changeait guère… Dans ces hommes, qui se délectaient, chaque jour, de pommes de terre et de châtaignes, et comme disait Saint-Just, « ne se plaignaient pas »… Ou bien encore dans ce vieil ouvrier agricole qui évoquait avec émotion son temps de service militaire, lorsqu'aide-cuisinier au mess des sous-officiers, il avait de la viande tant qu'il en voulait…
Dès lors, pour mieux comprendre ce qu'est la véritable spécificité de la gastronomie limousine, il faut tenter de comprendre comment, à partir de certaines données géographiques (pauvreté des sols, hivers rigoureux…), sociales (ruralité, émigration, misère…) et culturelles (illettrisme, survivance des superstitions…), les limousins ont su donner le jour à de nombreuses spécialités, originales et variées.

### Art
La programmation culturelle de la ville de Limoges est souvent remarquée [Par qui ?], ne serait-ce que par le nombre et la qualité des installations : ensemble de centres culturels municipaux, opéra-théâtre municipal, Zénith…
Plusieurs centres d'accueil ont été installés ces dernières décennies[Quand ?] : ferme de Villefavard, théâtre des 7 collines à Tulle, pôle de la Mégisserie de Saint-Junien, château de Sédières, château de la Borie…
Particularité de la région : l'existence de plusieurs centres d'art contemporain : le Centre international d'art et du paysage de Vassivière, le Centre d'art contemporain de Meymac, le musée départemental d'art contemporain de Rochechouart, le Fonds régional d'art contemporain de Limoges, l'Espace Paul Rebeyrolle d'Eymoutiers, le centre d'art Le Garage de Brive-la-Gaillarde.

### Patrimoine écrit
Conçu avec le logiciel Omeka, le projet BIBLIM qui intègre une bibliothèque numérique, met en ligne les trésors du patrimoine écrit des bibliothèques du Limousin. La bibliothèque francophone multimédia (BFM) de Limoges, qui est dotée depuis 2011 d'un numériseur, alimente au quotidien le site. La bibliothèque numérique du Limousin est organisée en six collections : manuscrits, livres anciens, estampes, presse ancienne, langue occitane, dessins. Elle est moissonnée dans son intégralité par Gallica et, pour la langue occitane, par Occitanica, la médiathèque numérique portée par le Cirdoc de Béziers. Les documents proposées en pdf haute définition sont feuilletables et téléchargeables quand leur statut juridique le permet.
Des trésors d'intérêt national et des pièces remarquables et intéressantes pour l'histoire régionale y figurent, conservés dans les bibliothèques du Limousin : manuscrits médiévaux, incunables, imprimés d'histoire locale, gravures, photographies… Le document le plus remarquable qui a été numérisé est le graduel de Fontevraud (conservé à la BFM de Limoges), ainsi que d'autres documents tout aussi prestigieux.

### Architecture

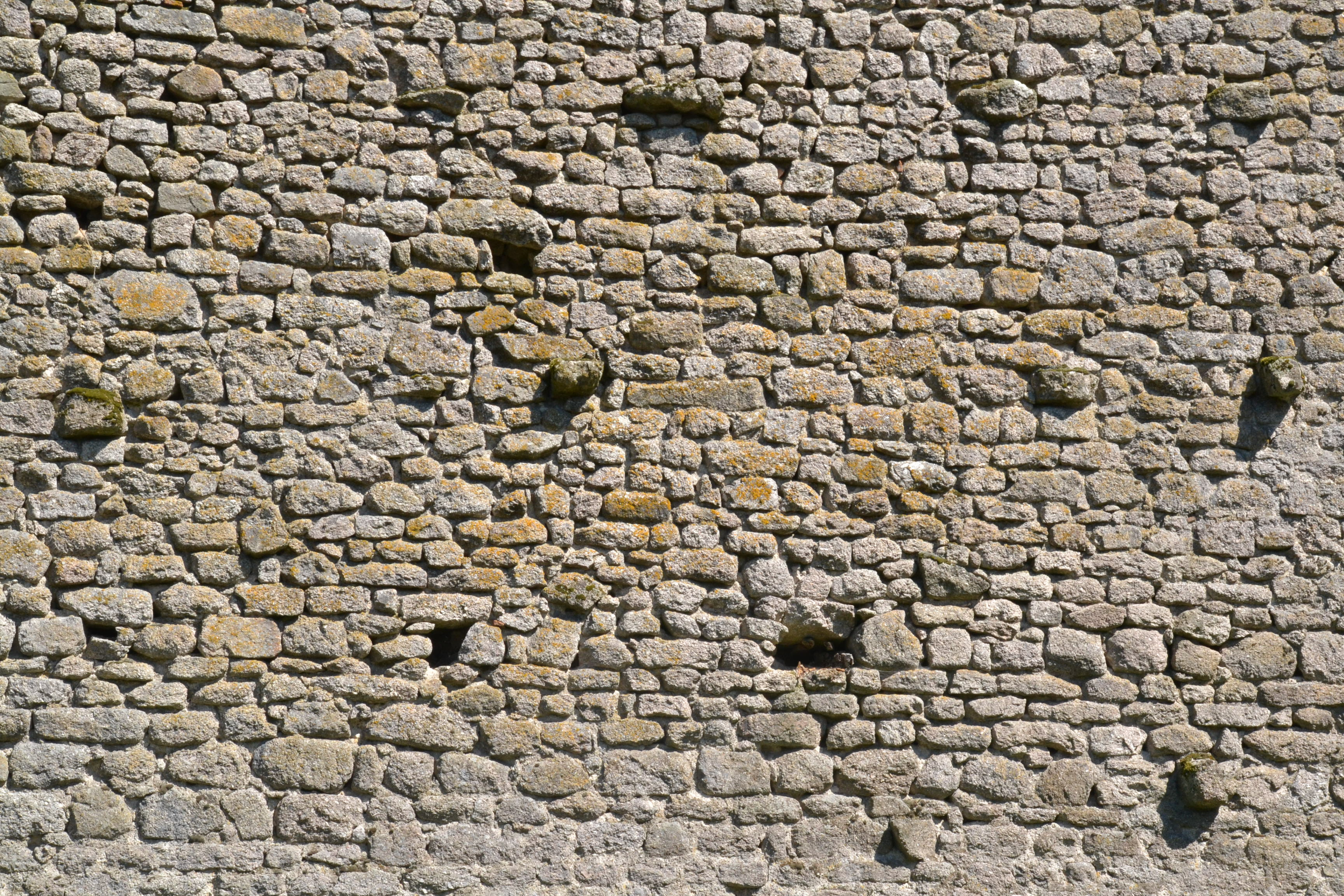
Maçonnerie limousine sur une bâtisse rurale dans les monts d'Ambazac.

La présence de nombreuses carrières de granite et le savoir-faire développé par les maçons limousins, dont les plus célèbres sont décrits à travers la figure du maçon-migrant « de la Creuse », sont générateurs d'un paysage architectural typique.

## Loisirs et sports

### Football
Étoile Sportive Aiglons Briviste connu pour ses exploits en Coupe de France et le Limoges Football Club qui a passé plus de vingt saisons en D2.

### Clubs sportifs
[source insuffisante]
À l'exception du club de rugby à XV de Brive, le CA Brive, le Limousin, malgré de nombreux licenciés dans divers sports, est marqué par l'absence de grands clubs sportifs de haut niveau, notamment depuis les déboires du mythique Limoges CSP. Le club de basket, champion d'Europe en 1993, est reparti en 2004 sous le nom de Limoges CSP, redevenu champion de France de Pro A au terme de la saison 2013/2014 puis 2014-2015, il retrouve l'Europe Euroligue l'année suivante dans son antre du Palais des sports de Beaublanc.

### Cyclisme
Le Limousin est le théâtre chaque année d'une course cycliste professionnelle par étapes, le Tour du Limousin. La 45e édition s'est déroulée en août 2012 et a été remportée par le coureur Japonais de l'équipe française Europcar, Yukiya Arashiro, Pierrick Fédrigo vainqueur 2 fois comme Bernard Hinault, Patrice Halgand, Charly Mottet. Le Tour de France a fait étape à de nombreuses reprises en Limousin.

### Manifestations
Liste non exhaustive des festivals du Limousin :
- Itinérant en Limousin Corrèze et Haute-Vienne : Festival 1001 Notes
- Corrèze : Festival aux champs - Festival O'les Chœurs - Festival de la Luzège - Festival de Sédières - Foire du livre de Brive-la-Gaillarde - Festival du cinéma de Brive - Orchestrades universelles - Festival de la Vézère - Musiques sacrées et patrimoine - Été musical de Saint-Robert - Festival Millesources et Dordogne - Les Pieds dans l'eau - Causse z'en partout - Kind of Belou - Tout'art zic'mut - Les Nuits de Nacre - Ventadour Estival - Festival des chants, danses et musiques du monde de Sarran - Théâtrales de Collonges - Festival du Clown de théâtre - Rencontres de la Porte basse - Festival Déc'ouvrir
- Creuse : Voix d'été en Creuse - Musique au cœur de la tapisserie - Festival des danses, musiques et voix du monde de Felletin - Sortilèges de la pleine lune - Folie les mots - Jardins-jeudis de la Spouze
- Haute-Vienne : Festival des Francophonies en Limousin - Danse Émoi - Lire à Limoges - Salon international du dessin de presse et d'humour de Saint-Just-le-Martel - Festival Pop sur la Ville - Festival musical de Saint-Yrieix-la-Perche - Été musical de Saint-Léonard-de-Noblat - Nuits musicales de Cieux - Festival du Haut-Limousin - Estivales du Chalard - Cuivres en fête - Catalacum - Éclats d'émail (Jazz) - Bandafolie's - Historocks - K'danses trad - Rencontres musicales de Nedde - La Route du cirque - Rencontres de jongleurs de Saint-Priest-Ligoure - Urbaka - Festival National de Bellac - Festival Léon'art - Souffleurs de Terre - Labyrinthe de la Voix - Festival Ré-Création's - Festival international du pastel - Veyracomusies
- Creuse et Haute-Vienne : Paroles de conteurs
- Creuse et Corrèze : Festival Chemins de Rencontres
- Région : Un jour, un village... au temps de la Belle Époque...

Plusieurs vide-greniers ou brocantes ont lieu dans l'année en Limousin. Les plus fréquentés et ceux où se rendent le plus d'exposants sont ceux des Puces de la Cité à Limoges (180 exposants), Larche (220 exp.), Allassac (270 exp.), Argentat-sur-Dordogne (300 exp.) en Corrèze, Panazol (230 exp.), Ambazac (300 exp.), Le Palais-sur-Vienne (220 exp.), Royères (160 exp.) (Haute-Vienne), La Courtine, Ahun, Évaux-les-Bains, Cheniers (200 exp.), Marsac en Creuse (160 exp.).